# Abbazia di San Salvatore Maggiore
L'abbazia di San Salvatore Maggiore (in latino: abbatia Sancti Salvatoris Maioris) è stata un'abbazia benedettina fondata nell'VIII secolo sui resti di una villa romana edificata nei pressi di una strada romana - identificata dalle ipotesi degli studiosi alla fine dell'Ottocento come la via Caecilia - sull'altopiano del monte Letenano, nella dorsale della catena dei rilievi che formano lo spartiacque tra i bacini del Salto e del Turano.
Storicamente nell'Alta Sabina, nel territorio reatino, ai margini della regione del Cicolano, attualmente il complesso monumentale di San Salvatore Maggiore è nel territorio di Pratoianni, frazione del comune di Concerviano nella provincia di Rieti. Il centro abitato più vicino è il paese di Vaccareccia, frazione, anch'essa, del comune di Concerviano.
All'abbazia sono stati soggetti, per secoli, un cospicuo numero di castelli, ovvero di centri abitati, situati nel territorio ad essa più prossimo che costituirono un'unità amministrativa denominata, in seguito, con un neologismo storico, la Signoria di San Salvatore Maggiore.
(Giuseppe Chisari e Carlo De Paolis, L'abbazia di San Salvatore Maggiore sul monte Letenano  - Tra le abbazie del Lazio, in Il Lunario Romano, F.lli Palombi Editori, Roma, 1988)
Entrata sotto la defensio imperialis per disposizione di Carlo Magno, è stata per secoli un'abbazia nullius diœcesis ovvero non sottoposta all'autorità di alcun vescovo ma soggetta, in materia religiosa, solamente al pontefice. Questo stato, insieme alla sua centrale posizione geografica e al tradizionale accordo con la vicina e potente abbazia di Farfa, permise a San Salvatore Maggiore, tra l'VIII ed il XII secolo, di accrescere la propria influenza ben oltre il territorio reatino: arrivò ad avere rilevanti proprietà e dipendenze nella Sabina, nel Piceno - dalla valle del Chienti alla valle del Vomano - nella Marsica e addirittura nella città di Roma.

Divenuta, dopo la lotta per le investiture, Romanae Ecclesiae immediate subiecta cioè soggetta per via diretta alla Santa Sede, a partire dal XV secolo venne, di volta in volta, affidata in commenda, direttamente dal papa, a cardinali membri di alcune tra le più potenti famiglie della curia romana (Orsini, della Rovere, Farnese, Barberini) per il prestigio ed il cumolo delle rendite che il titolo assicurava. Venne soppressa, come abbazia benedettina, dopo quasi novecento anni, nel XVII secolo, progressivamente spogliata delle sue dipendenze.
A seguito della cacciata dei monaci benedettini, nel 1629, venne istituito a Toffia, con parte delle antiche rendite dell'abbazia, un seminario destinato alla formazione dei giovani sacerdoti provenienti dai territori delle abbazie di Farfa e di San Salvatore Maggiore mentre il complesso sul Letenano, fu tra il 1628 ed il 1635, sede di una missione dei padri scolopi restando, dopo il loro abbandono, un centro amministrativo dei territori abbaziali, per il governo della Camera apostolica, insieme al castello di Longone, per buona parte del XVII e del XVIII secolo. Nel 1746 nell'abbazia venne trasferito il seminario di Toffia che vi rimase fino al 1841 quando, una volta che le terre dell'abbazia di San Salvatore Maggiore vennero ricondotte all'autorità di un vescovo, divise tra la diocesi di Poggio Mirteto, appena creata, e quella di Rieti, il seminario fu di nuovo trasferito a Toffia e poi a Poggio Mirteto.
Dopo un tentativo di affidare il complesso, come sede per una missione, ai padri passionisti, tra il 1839 ed il 1854, nel 1880, per sfuggire alle leggi sull'eversione del patrimonio ecclesiastico, il monastero venne riadattato a sede estiva per i seminari di Poggio Mirteto e di Rieti fino al 1915 quando, lesionato dal terremoto della Marsica, dopo un fallito tentativo di restauro negli anni trenta del Novecento, venne definitivamente abbandonato dopo l'ultimo tentativo di assegnarlo ai salesiani tra gli anni cinquanta e gli anni sessanta del Novecento.
L'abbazia fu quindi venduta nel 1979 dalle diocesi di Rieti e di Poggio Mirteto, che ne condividevano dal 1880 la proprietà, ad un privato il quale, a sua volta, la rivendette, nel 1986, al comune di Concerviano che, a partire dagli anni novanta del secolo scorso, si adoperò per il restauro dell'abbazia facendone un caso di studio.
Il titolo di "abate di San Salvatore Maggiore", sopravvissuto dalla fondazione dell'abbazia nel 735, all'istituzione della commenda nel 1399, all'unione della commenda con Farfa nel 1494 e alla soppressione dell'abbazia nel 1629, dopo essere passato, nel 1841, al titolare della cattedra di Poggio Mirteto, dal 1925 è appannaggio del vescovo di Rieti.

## Storia
L'archivio di San Salvatore Maggiore, se mai ve ne fu uno, è ormai scomparso e disperso. La storia dell'abbazia, dopo la sua soppressione, è stata parzialmente ricostruita tramite le notizie raccolte negli archivi di altre istituzioni, in particolare della vicina abbazia di Farfa, ove gli storici si sono imbattuti in nozioni e menzioni sporadiche e frammentarie circa il monastero. Le notizie raccolte sono tanto più preziose quanto più rare.

### Alto Medioevo

#### Età Longobarda
L'abbazia sorse sulle rovine di una preesistente villa romana, come testimoniato da materiali riutilizzati nella costruzione del complesso abbaziale tra i quali il più evidente e senz'altro la Lapide di Sesto Tadio, parte di un sarcofago utilizzato come vasca di un fontanile all'interno del complesso abbaziale. 

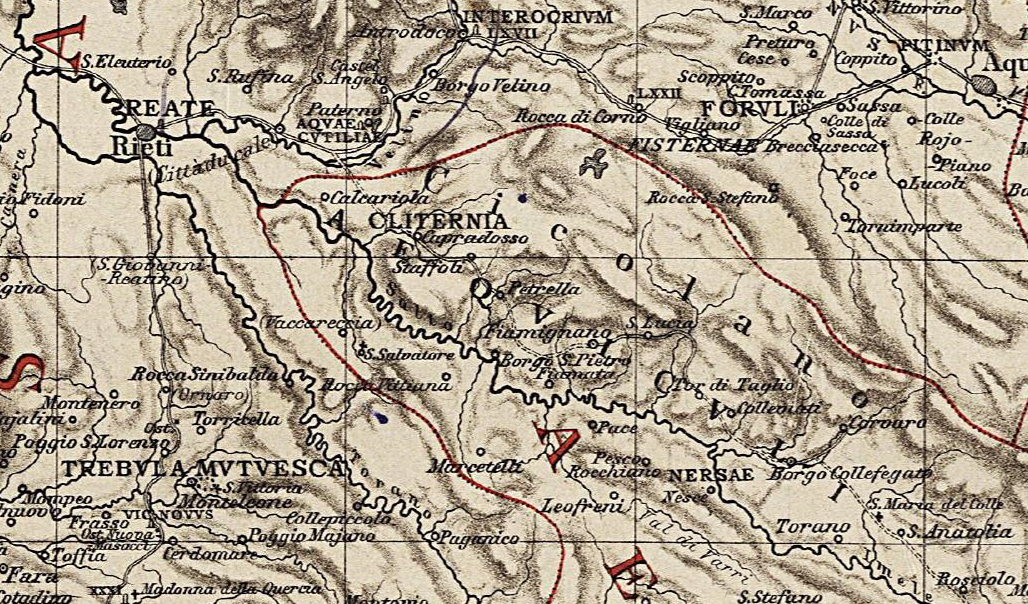
Il territorio dell'abbazia nella Regio IV in una carta nell'appendice al Vol.IX del Corpus Inscrptionum Latinarum (1883).

Altri indizi strutturali e decorativi, evidenziati dai recenti restauri, confermano l'origine romana della costruzione. È probabile che la villa sulle cui vestigia venne edificata l'abbazia fosse proprio quella del senatore Tadio Nepote il cui cursus honorum fu descritto in maniera concisa e puntuale sulla sua epigrafe (CIL IX, 04119) dalla moglie Mulvia Placida e che tale villa rustica si trovasse nei pressi di una strada romana, la Via Caecilia secondo l'ipotesi avanzata alla fine dell'Ottocento da Niccolò Persichetti.

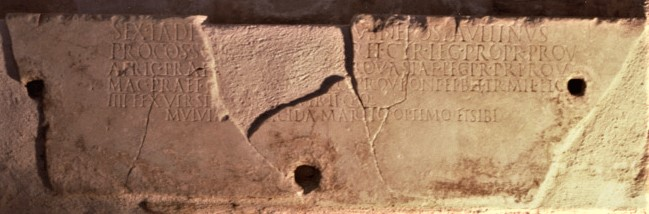
La lapide di Sesto Tadio Nepote conservata nel corridoio fuori dal refettorio, all'interno dell'Abbazia di San Salvatore Maggiore.

La fondazione dell'abbazia avvenne nel 735 durante il regno longobardo di Liutprando ad opera di Lucerio da Moriana, compagno di Tommaso da Moriana che nel 721 aveva rifondato l'abbazia di Farfa alle pendici del monte Acuziano in Sabina. Lucerio era accompaganto da altri monaci franchi i quali, in quanto guargangi, ovvero stranieri nel regno dei longobardi, godevano di particolari privilegi che favorirono lo sviluppo del cenobio. La fondazione del monastero avvenne sul monte Letenano ad ottomila passi da Farfa e ad otto miglia da Rieti.
Già a partire dall'VIII secolo la fama di santità della vita dei monaci del Letenano si sparse rapidamente ed altrettanto rapidamente si accrebbero le donazioni ricevute dall'abbazia: oltre ai lasciti testamentari erano semplici privati a trasferire i loro beni al monastero così come nobili o uomini di stato ed alti ufficiali della corte longobarda di Spoleto o di quella papale di Roma che ricorrevano a donazioni per sollecitare il loro ingresso nella comunità monastica. L'abbazia vide così accrescere i propri beni che furono confermati già da papa Stefano III (752-757).
L'abbazia all'epoca era tanto potente che, sotto il regno di Desiderio (757-774), fu tra i protagonisti della congiura ordita ai danni dell'antipapa Costantino dal primicerio Cristoforo e dal figlio Sergio, sacellario papale, i quali, decisi ad invocare contro di Costantino l'aiuto di re Desiderio (757-774), onde rimuovere da loro ogni sospetto, simularono di voler abbandonare la politica e il mondo per ritirarsi a condurre vita penitente nel monastero del Salvatore.

#### Età Carolingia
Alla caduta di re Desiderio nel 774, Carlo Magno, già re dei franchi, si proclamò rex Francorum et Langobardorum.

Monogramma di Carlo Magno.

Il cambio di dominazione non pregiudicò la fama e gli interessi materiali dei monastero che dopo d'aver goduto la protezione dei sovrani longobardi passò a seguire la politica pontificia, tutta ispirata a favorire i Franchi, così che San Salvatore Maggiore, insieme con Farfa e Sant' Andrea sul Soratte, venne annoverato tra i monasteri regi nel nuovo regno carolingio.
Quando poi, nel natale dell'800, Carlo Magno in persona soggiornò a Farfa durante il suo viaggio a Roma per essere incoronato imperatore del Sacro Romano Impero, l'abate di San Salvatore era lì, insieme a quello di Farfa, ad omaggiare l'imperatore il quale concesse alle due abbazie il titolo di "abbazie imperiali" ponendole di fatto, da allora, sotto la defensio imperialis.
Ulteriore testimonianza della vicinanza del cenobio al favore imperiale è la corrispondenza intercorsa tra l'abate Usualdo di San Salvatore ed Alcuino di York, l'influente maestro della Scuola Palatina, consigliere di Carlo Magno.
(Alcuino di York, Epistula XX ad Usualdum (Anno 794), Alcuini abbatis et Caroli Magni imperatoris magistri opera omnia, Migne, Paris, 1851)

#### IX secolo
Anche dopo la morte di Carlo Magno l'abbazia accrebbe ancora il suo potere tanto che il Liber Pontificalis ricorda come Pasquale I (817-824) offrì al monastero ricchi doni:
(Ildefonso Schuster, Il monastero imperiale del Salvatore sul Monte Letenano, in Archivio Società Romana Storia Patria, Roma, 1914. pag.19 (cfr. Liber Pontificalis, Ediz. Duchesne, II, 59))
Il fatto che il papa, in segno di omaggio, offrisse in dono due distinti drappi ricamati d'oro per gli altari, testimonia una volta di più del prestigio e del potere raggiunti nel IX secolo dal monastero e del fatto che, nel periodo di massimo splendore dell'abbazia, esistessero nel monastero addirittura due basiliche: una intitolata al Salvatore ed un'altra a San Pietro Apostolo.

Per aumentare ulteriormente l'importanza dell'abbazia anche gli abati di San Salvatore parteciparono, tra l'VIII ed il IX secolo, alla spoliazione dei cimiteri suburbani romani, ormai abbandonati, per assicurarsi delle preziose reliquie ottenendo la traslazione sul Letenano del corpo del martire Ippolito.

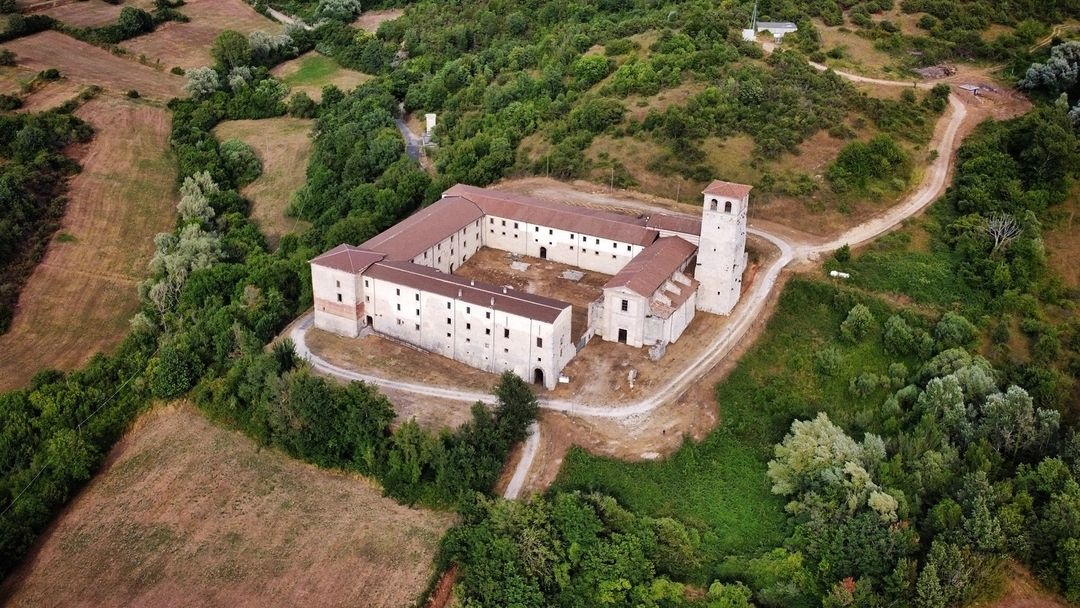
San Salvatore Maggiore, vista dal drone in volo da ovest.

Il culto del beato Ippolito martire, antipapa e genio della chiesa, è una delle tante particolarità dei monaci del Letenano che, fedeli alle proprie origini franche e perciò considerando il loro rito speciale, quasi una gloria della loro badia che andava gelosamente conservata come una parte assai importante del patrimonio liturgico latino nel periodo pregregoriano, si rifiutavano ancora nel IX secolo di aderire al rito romano introdotto già da papa Gregorio Magno (590-604) tanto che Leone IV (847-855), propugnando l'assoluta uniformità rituale, in una lettera all'abate di San Salvatore Onorato, minacciò di scomunica l'intero monastero del Salvatore.
Il seguire regole indipendenti, fin dall'abbigliamento con un copricapo, una berretta, che gli valse il nome di berrettanti, insieme al loro tradizionale accordo con il potere civile, più volte, nei secoli a seguire, sarebbe valso ai monaci del Letenano continue accuse di insubordinazione e deviazionismo da parte dei pontefici.
Nel IX secolo la comunità di San Salvatore Maggiore, come quella di Farfa, continuò a godere di privilegi ducali, papali e imperiali, come dimostra quello concesso nell’872 da Ludovico II (855-875) il quale, dopo la sconfitta riportata a Benevento per causa del principe Adelchi, era ricorso al papa per ottenere la corona imperiale e con essa il diritto sul ducato beneventano. In visita a Farfa, durante la festività della Pentecoste, Ludovico II ricevette l'omaggio anche dell'abate Anastasio di San Salvatore e concesse a entrambe le abbazie privilegi e guarentigie, mantenne però l'obbligo delle abbazie al fodrum verso l'imperatore (tale obbligò verrà annullato dal successore di Ludovico II, Carlo il Calvo, ma dovette essere in seguito ripristinato tanto che se ne trova menzione, riguardo alle due abbazie sabine, ancora nell'XI secolo).

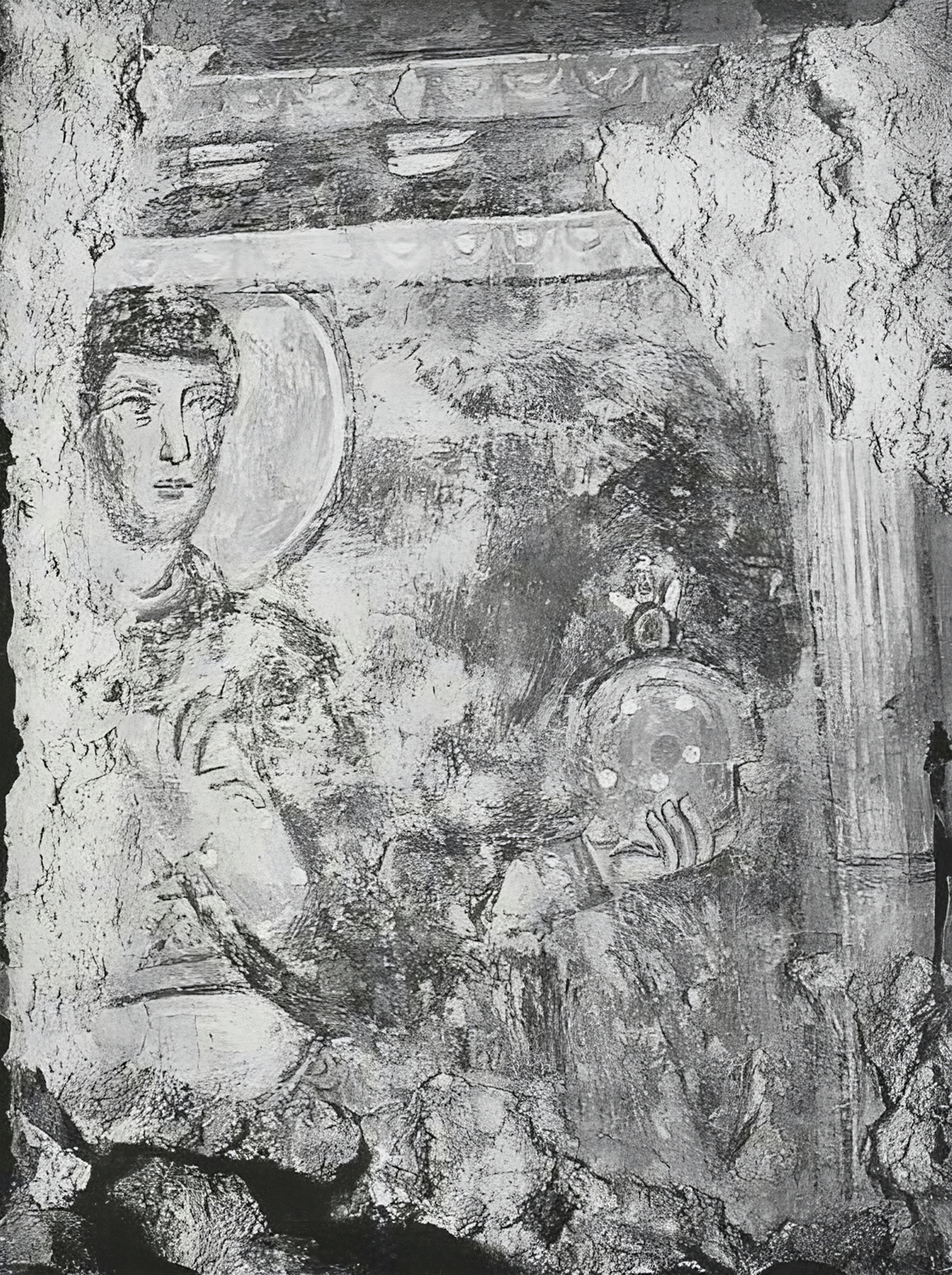
Ritratto dell'imperatore Ottone II su una parete del transetto sinistro della chiesa abbaziale (affresco perduto) in una foto del 1928.

#### X secolo

##### Distruzione ad opera dei Saraceni (891) e ricostruzione ad opera dell'imperatore Ottone II (974)
Alla fine del IX secolo anche l'altopiano del Letenano, così come le vallate della Sabina, fu scosso dalle scorrerie dei predoni saraceni che nell'891 incendiarono e distrussero il complesso abbaziale. I mori si acquartierarono per un lungo periodo nel territorio dell'abbazia di San Salvatore e solo dopo la definitiva cacciata dalla Sabina ad opera degli armati reatini capitanati da Tachiprando nella battaglia di Trebula Mutuesca (914), prima della decisiva vittoria riportata da Giovanni X sul Garigliano (915) che pose fine alla minaccia dei Saraceni in Italia, l'abbazia venne ricostruita: la chiesa abbaziale di San Salvatore fu riconsacrata solo nel 974, ben cinquant'anni dopo quella di Farfa. Da allora i monaci di San Salvatore cominciarono a festeggiare annualmente, oltre alla data della prima consacrazione della basilica del Salvatore nel 735, il 17 Gennaio, anche quella della consacrazione dopo la sua ricostruzione del 974, il 4 luglio: si aprì un nuovo periodo di fervida ricostruzione e anche il monastero del Salvatore ricominciò a recuperare ed accrescere il proprio patrimonio, sotto l'intervento diretto, dell'imperatore Ottone II e di sua moglie Teofano (973-983), nipote dell'imperatore romano d'oriente ai quali i monaci del Salvatore, riconoscenti, dedicarono un affresco nella nuova chiesa abbaziale.

### Basso Medioevo

#### XI secolo

##### I rapporti con Farfa
Già dall'VIII secolo il patrimonio del monastero di San Salvatore Maggiore, favorito dai gastaldi di Rieti, dai duchi di Spoleto e dai papi, contava proprietà nei dintorni dell'abbazia, sull'altopiano del Letenano, nel territorio detto delle "Plage", situato tra la Valle del fiume Salto e quella del fiume Turano in direzione di Rieti, nella piana reatina, in Sabina, nell'Abruzzo e nelle Marche.

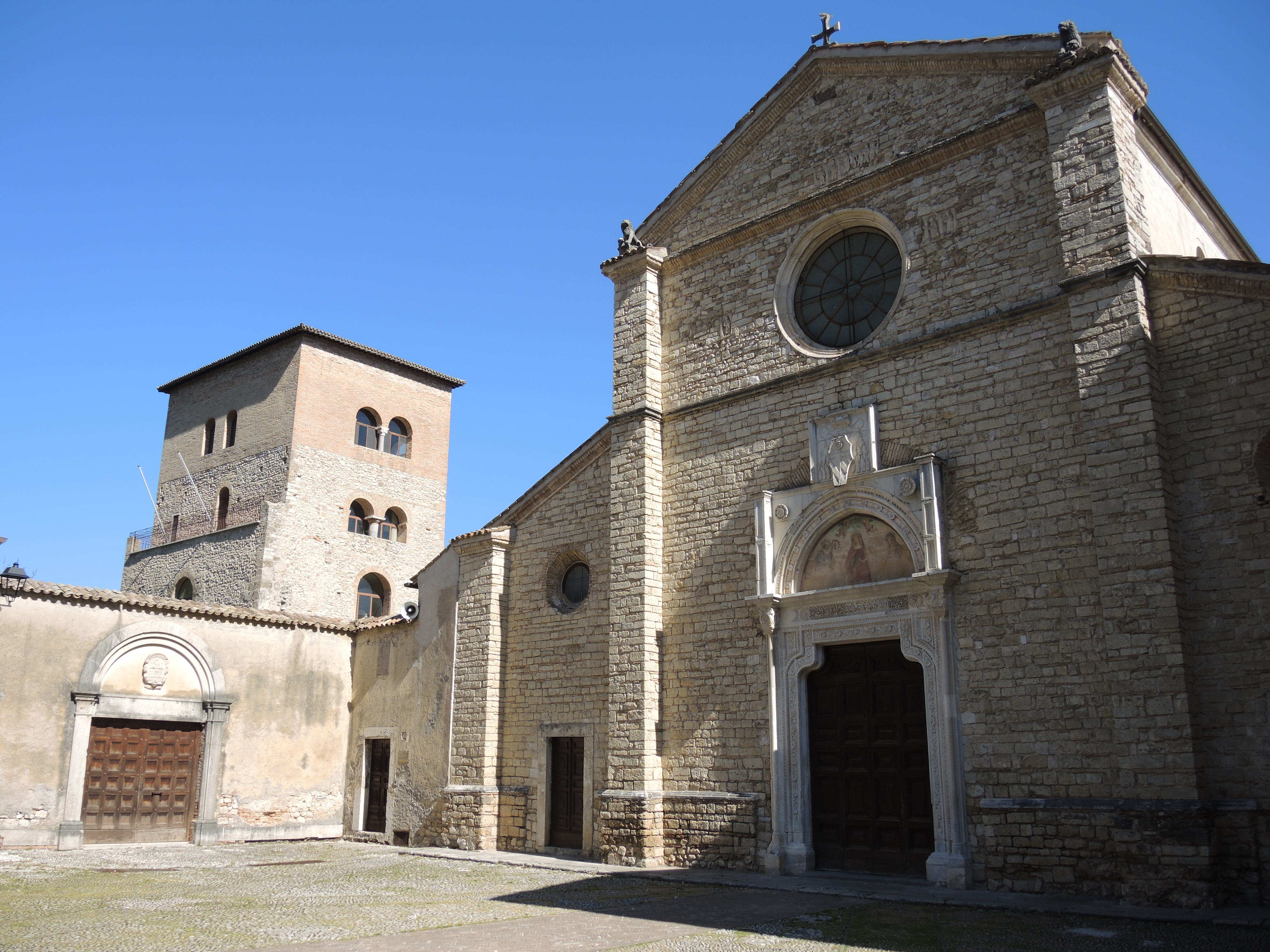
Il cortile d'ingresso alla chiesa abbaziale di Farfa.

Le donazioni all'abbazia di San Salvatore erano spesso in territori contigui alle donazioni fatte nello stesso periodo all'abbazia di Farfa tanto che, non solo in Sabina, i beni di San Salvatore e quelli di Farfa erano frastagliati ed intersecati tra loro. Non stupisce allora che nel regesto farfense si trovino dei documenti che testimonino degli accordi e, a parte rari casi di dispute nell'attribuzione di proprietà, le due comunità monastiche vissero per più secoli in assoluta concordia tanto da considerarsi come un'unica famiglia, memori della comune fondazione da parte degli stessi monaci franchi e tanto da scambiarsi visite reciproche se non addirittura favorire lo scambio di membri tra le due comunità.

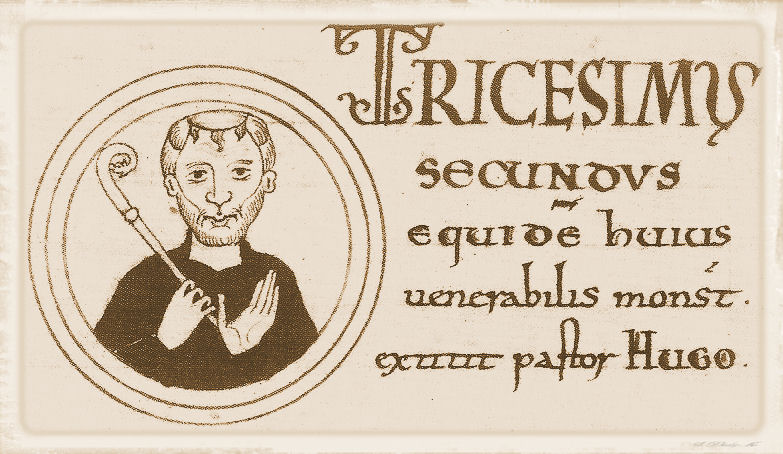
L'abate Ugo di Farfa, miniatura dal Regesto Farfense.

L'apice delle relazioni tra Farfa e San Salvatore Maggiore si raggiunse tra la fine del IX e l'inizio del secolo X, sotto la guida degli abati Ugo I di Farfa e Landuino di San Salvatore come dimostrato dalle missive intercorse tra le guide dei due monasteri conservate negli archivi farfensi che documentano degli accordi e delle consuetudini tra i due monasteri ed i loro abati uniti da un vero e proprio rapporto di amicizia.
La cortesia da parte degli abati di San Salvatore verso quelli di Farfa in materia di possedimenti e attribuzioni di chiese, monasteri e dei relativi benefici non venne però estesa ai vescovi della diocesi di Sabina né a quelli della diocesi reatina o delle altre diocesi ove si trovavano i possedimenti dell'abbazia: negli archivi pontifici, in quelli della Sabina, dell'Abruzzo e delle Marche, sono numerose le tracce delle dispute che gli abati di San Salvatore dovettero affrontare nei secoli per conservare ed accrescere i propri domini e non sempre l'abate di San Salvatore giocava il ruolo di difensore. Capitava anche, infatti, che, in virtù dei privilegi loro concessi, gli abati cercassero di eludere i diritti dei vescovi nel territorio dei quali si trovavano i loro possedimenti.

##### Lo scriptorium di San Salvatore Maggiore

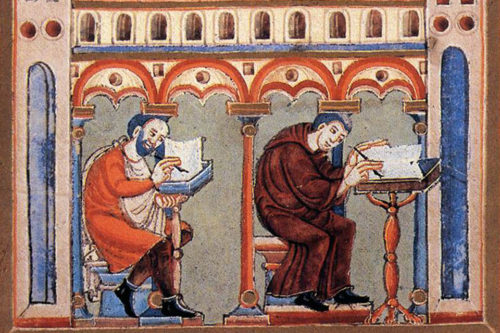
Scriptorium, miniatura (XI sec.).

Dalla corrispondenza tra le due abbazie si intuiscono molte informazioni come il fatto che l'archivio di Farfa doveva essere stato d'aiuto anche agli abati di San Salvatore per ricostruire la propria storia e forse per prevalere nelle dispute sul possedimento di beni in cui periodicamente erano coinvolti. Sebbene dell'archivio di San Salvatore si siano perse le tracce, questo non deve far pensare che i monaci del Letenano non coltivassero la scrittura al pari degli altri monasteri benedettini del loro tempo: tutt'altro. Altre fonti documentali, infatti, lasciano intendere come anche sul Letenano esistesse, almeno a partire dall'XI secolo, uno scriptorium e che i codici in esso prodotti avessero diffusione nelle chiese di Roma e negli altri monasteri della penisola se non del resto d'Europa come anche il fatto che addirittura i pontefici si valessero dello scriptorium del monastero di San Salvatore.

#### XII secolo

##### Lotte tra papato ed impero
Nel XII secolo si assistette nelle terre dell'abbazia, come nel resto d'Europa alle lotte tra impero e papato, conclusesi con il predominio di quest'ultimo dopo il concordato di Worms nel 1122.
L'esito dello scontro tra il partito papale e quello imperiale non poté non avere ripercussioni sull'abbazia di San Salvatore così come su quella di Farfa che dalla defensio imperialis passarono alla subiectio papalis. Il processo fu lungo e tormentato come tormentati furono per le abbazie gli anni a cavallo tra l'XI ed il XII secolo.

##### Federico I Barbarossa (1155-1190) - I normanni e la definizione della linea di confine
La situazione nelle terre dell'abbazia di San Salvatore Maggiore si complicò alla metà del XII secolo allorquando, da una parte la conquista normanna del meridione d'Italia giunse proprio alle porte del monastero, e dall'altra, l'elezione ad imperatore di Federico I Barbarossa (1155-1190) rinfocolò le speranze del partito imperiale.

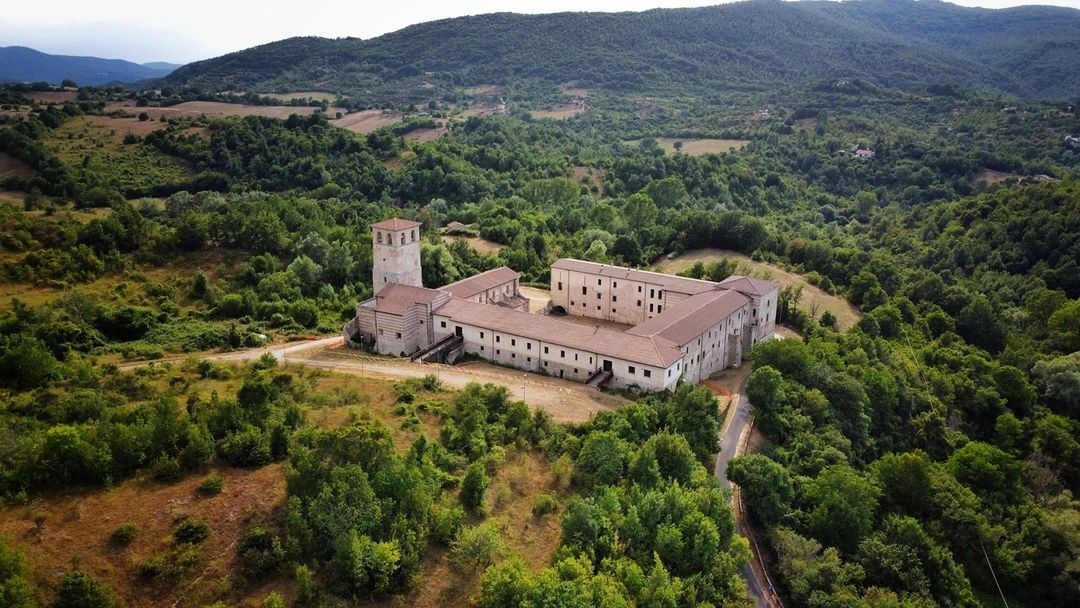
San Salvatore Maggiore, vista dal drone in volo da est.

Già nel 1155, durante la sua prima discesa a Roma, Federico I, volle trattare le due abbazie di Farfa e San Salvatore Maggiore come già prima d'allora gli imperatori avevano fatto ovvero domandando fedeltà in cambio di protezione. È possibile, dunque, che l'imperatore si sia rivolto all'abbazia di Farfa e a quella di San Salvatore Maggiore perché concedessero delle terre loro sottoposte a membri di famiglie nobili a lui fedeli: questi sarebbero quindi divenuti feudatari o almeno concessionari delle abbazie con lo scopo di rafforzare militarmente il territorio limitrofo alle abbazie, edificando una serie di castra con il compito di contrastare eventuali incursioni normanne da sud e da est ben prima che, nel 1176, avanti della battaglia di Legnano del 29 maggio, parte dell'esercito imperiale dirottato verso il regno normanno, agli ordini dell'arcivescovo Cristiano di Magonza, cancelliere di Germania, sconfiggesse il 16 marzo a Carsoli l'esercito del re Guglielmo II guidato da Ruggero conte di Andria e da Tancredi conte di Lecce nell'unico confronto diretto tra le armate imperiali e quelle normanne.
Già prima della morte dell'imperatore Barbarossa (1190) la questione della definizione del confine meridionale delle terre imperiali avrebbe trovato la sua soluzione, nel 1185, attraverso la diplomazia con un'accorta scelta di politica matrimoniale: l'unione tra Enrico VI, figlio del Barbarossa e Costanza d'Altavilla, figlia del re normanno Ruggero II. Proprio per l'importanza diplomatica che rivestiva, il matrimonio, in assenza dello sposo, accorso in Germania per la morte improvvisa della madre, venne celebrato per procura a Rieti, prima città in territorio imperiale al di là del confine del regno normanno.

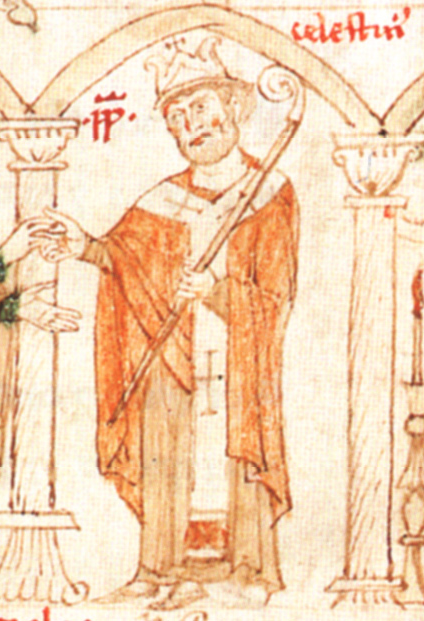
Papa Celestino III.

Con la morte dell'imperatore Barbarossa i piatti della bilancia tornarono a pendere dalla parte della curia papale per cui anche a San Salvatore, come a Farfa riprese il processo di riconoscimento del monastero come Romanae Ecclesiae immediate subiectum.
Il patrimonio del monastero venne perciò, da allora in poi, confermato dai pontefici attraverso delle bolle papali a partire da quella del 27 Maggio 1191, con cui il papa Celestino III pose San Salvatore Maggiore sotto la protezione papale, confermandone allo stesso tempo i beni: per la prima volta, si sanciva per intero il possesso dell'abbazia sui luoghi ad essa immediatamente adiacenti ovvero su tutto il territorio tra il fiume Salto ed il fiume Turano, dal fosso di Paganico - oggi il fosso dell'Obìto - fino al Borgo di Rieti. Si trattava dei territori delle Plage, nucleo territoriale della Signoria di San Salvatore Maggiore, che, nei due secoli successivi, sarebbero stati mira delle conquiste dei potentati circostanti, dal Comune di Rieti, ai conti Mareri nel Cicolano, alle altre famiglie della nobiltà Romana, come gli Orsini ed i Savelli.
Già nel 1211 cominciarono a sorgere contrasti per l'elezione del nuovo abate per cui fu il papa Innocenzo III a dover intervenire ma i possedimenti del monastero rimasero al sicuro nel decennio seguente tanto che papa Onorio III nel 1221 confermò la bolla di Celestino III del 1191.

### Da Federico II all'Età Moderna (1220-1494)

#### XIII secolo

##### Federico II (1220-1250)
Con l'elezione ad imperatore di Federico II (1220-1250), nipote del Barbarossa, si aprì una nuova fase turbolenta nella vita dell'abbazia che fu coinvolta negli scontri tra Federico II e Gregorio IX. Il papa ordinò nel 1239 la realizzazione di nuove difese nei castelli dell'abbazia: ciò non bastò ad arginare i disegni imperiali e, nel 1241, i territori dell'abbazia vennero occupati e l'abbazia ritornò temporaneamente sotto il controllo imperiale, amministrata da funzionari federiciani.
Nel 1249 papa Innocenzo IV da Lione prese provvedimenti per scacciare Federico II ma non ve ne fu bisogno: l'anno successivo, nel 1250, con la morte dell'imperatore svevo, l'abbazia tornò definitivamente sotto la subiectio papalis.

##### I primi conflitti con la diocesi di Rieti - Processo del vescovo Tommaso contro l'abate di San Salvatore Maggiore (1253)
Dopo la morte di Federico II si aprì un conflitto di competenze con l’episcopato reatino per il controllo dei benefici sul territorio che l'abbazia amministrava già dall'XI secolo ma che, prima di allora, erano di competenza del vescovo di Rieti.
Fu il vescovo Tommaso di Rieti, nominato nel 1252, ad avviare, nel 1253, un processo contro l'abate di San Salvatore per l'attribuzione dei diritti e l'esercizio della giurisdizione ecclesiastica nei riguardi di molte chiese e cappelle nel territorio dell'abbazia. Fu questo il principio di una serie di iniziative rivolte all'indebolimento del monastero. A partire dalla metà del XIII secolo l’abbazia fu investita da profondi sconvolgimenti sociali che provocarono continue tensioni tra i monaci ed i vassalli ad essi sottoposti, tanto che nel 1255 dovette intervenire lo stesso pontefice Alessandro IV (1254-1261) per costringere quest’ultimi a prestare atto di fedeltà al nuovo abate Gentileno, la cui elezione era stata approvata dal suo predecessore Innocenzo IV (1243-1254).

##### Ai margini dello scontro tra svevi e angioini nella battaglia di Tagliacozzo - Cattura di Enrico di Castiglia (1268)
Abbandonato il partito ghibellino degli Svevi, ormai totalmente nel campo guelfo, l'abbazia - con la benedizione del papa francese Clemente IV - seguì la politica pontificia di appoggio agli angioini nella contesa per il riconoscimento della corona del regno di Napoli tra Corradino di Svevia, nipote di Federico II e Carlo I duca d'Angio, fratello di Luigi IX re di Francia.
Re Carlo il 18 febbraio 1267 richiamò sotto il suo alto dominio la fortezza di Capradosso, che fino ad allora apparteneva al monastero di San Salvatore Maggiore.
Il confronto tra Svevi ed Angioini si risolse definitivamente nella battaglia di Tagliacozzo combattuta il 23 agosto 1268 ai Campi Palentini poco distante dai domini abbaziali.

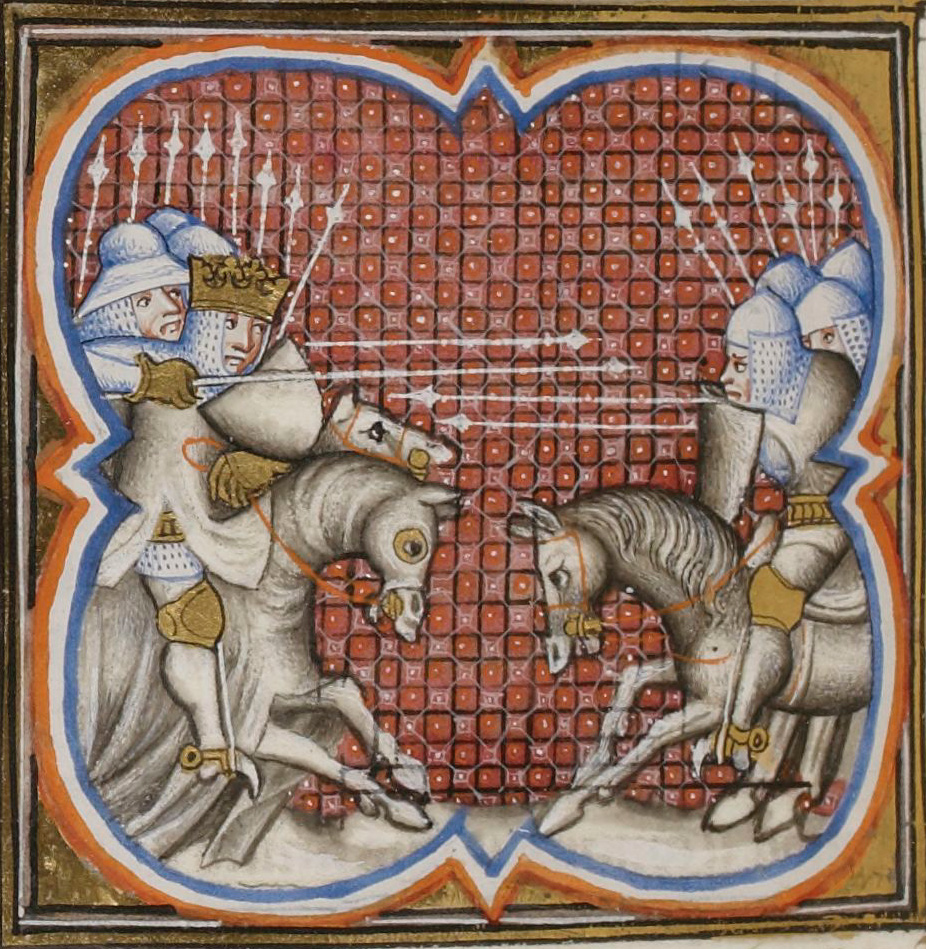
La battaglia di Tagliacozzo, miniatura francese su pergamena, XIV secolo.

Anche l'abbazia ebbe un ruolo dopo la disfatta del sedicenne Corradino: Enrico di Castiglia, passato dal campo guelfo del cugino Carlo I a quello ghibellino di Corradino, aveva guidato ai Campi Palentini la prima schiera dei cavalieri spagnoli contro i francesi dando inizio alla battaglia. Sfondata la prima linea francese, con un attacco al fianco, Enrico, credendo di aver ucciso Carlo in persona e di aver quindi vinto la battaglia, si lanciò all'inseguimento del nemico in fuga: non si trattava invece di Carlo ma del suo maresciallo Henri de Cousances il che permise a Carlo d'Angiò di far entrare in campo la riserva e di sbaragliare un esercitò numericamente superiore al proprio. Allo sbandamento dell'esercito imperiale seguì la fuga di Corradino e quella dello stesso Enrico di Castiglia. Quest'ultimo, perso il proprio cavallo in battaglia, si diresse verso nord incappando in Sinibaldo di Vallecupola, fratello dell'abate Egidio di San Salvatore Maggiore a cui fu consegnato. Enrico rimase per due settimane a San Salvatore Maggiore prima di essere rimesso dall'abate Egidio, il 7 settembre 1268 a Celle di Carsoli, nelle mani di Carlo d'Angio che mostrò la sua riconoscenza a Sinibaldo di Vallecupola dandogli in feudo il castello di Staffoli e Corropoli nella Val Vibrata. Il re Carlo, dopo aver fatto giustiziare Corradino sulla piazza del marcato a Napoli, volle riservare una punizione esemplare anche per suo cugino Enrico che aveva ucciso con le sue mani il maresciallo de Cousances, dopo averlo sbalzato da cavallo, credendolo Carlo. Commutata la sentenza di morte in prigionia, Enrico di Castiglia venne tenuto prigioniero fino al 1277 nel castello di Canosa e quindi a Castel del Monte presso Andria ben oltre la morte di Carlo I d'Angio (1285). Nel frattempo il re Carlo diede licenza all'abate Egidio e a Sinibaldo di portare armi. Solo le ripetute preghiere di Eleonora di Castiglia, sorellastra di Enrico, moglie del re d'Inghilterra Edoardo I Plantageneto, dietro insistenza di quest'ultimo, furono sufficienti a convincere Carlo II, figlio di Carlo I, succeduto al trono di Napoli dopo la sua liberazione nel 1289 dalle mani degli aragonesi che rivendicavano la corona di Napoli, a liberare Enrico di Castiglia, nel 1290, dopo oltre 23 anni di prigionia.

##### Conflitti con il Comune di Rieti (1282-1290)
Abbiamo ancora notizia nel 1279 dell'incarico dato dal pontefice Niccolò III Orsini (1277-1280) al vescovo di Spoleto di visitare il monastero di San Salvatore Maggiore e di procedere ad una riforma.

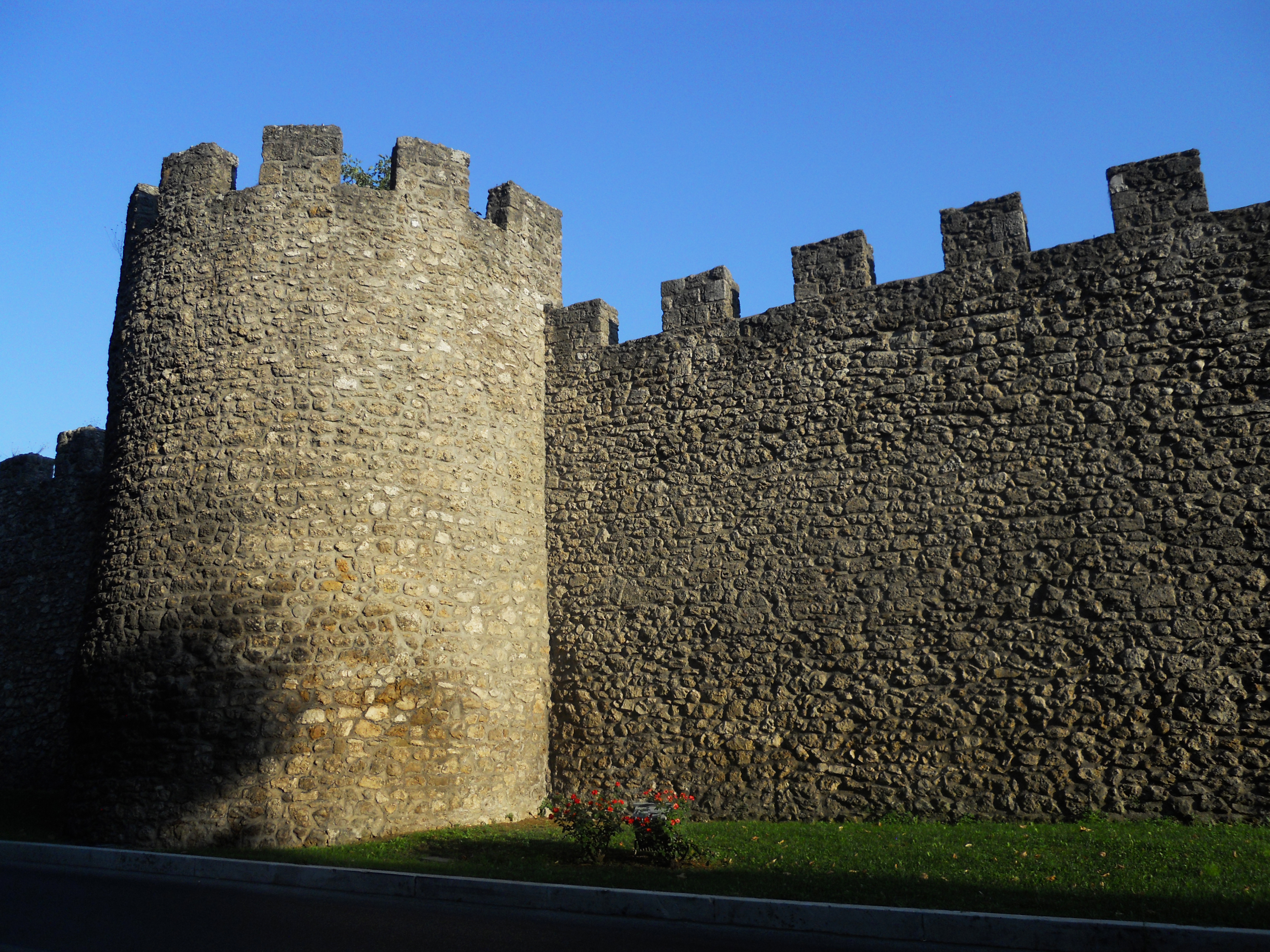
Le mura di Rieti edificate nel XIII sec. con il contributo dell'abbazia di San Salvatore Maggiore.

Nel 24 aprile 1281 Onorio IV confermò i beni del monastero insieme alla sua protezione su di esso ma ciò non bastò a placare la bramosia del Comune di Rieti che nel 1282 tentò di sottomettere il territorio della signoria abbaziale. Nel tentativo di ampliare il proprio districtus, in una tarda azione di conquista del contado, il Comune di Rieti spinse alcuni castelli dell'abbazia a chiedere l’annessione alla città per liberarsi dagli obblighi feudali verso l'abate di San Salvatore Maggiore, cui erano sottoposti, grazie alla cessazione del vincolo di fedeltà garantita dal comune urbano: così il 30 Giugno 1282 i castelli dell'abbazia fecero atto di sottomissione a Gugliemo de Urbe Veteri potestà della civitas reatina verso la quale il monastero fu costretto ad assumere l’impegno di partecipare al parliamentum e di contribuire economicamente alla costruzione della nuova cinta muraria.
La posizione del monastero continuò ad indebolirsi: i rapporti tra i monaci del convento si deteriorarono al punto che in occasione dell'elezione dell'abate Egidio ci furono disordini e allora papa Onorio IV intervenne, l'11 marzo 1286, per ordinare ai monaci di consegnare il convento a Sabatino vescovo di Tivoli. Il vuoto di potere venne colmato solo il 20 dicembre 1290 quando Niccolò IV (1288-1292) chiamò Filippo da S. Andrea del Soratte, ad assumere l'incarico di abate del Salvatore inoltre, tre giorni dopo, il papa nominò l'autorevole cardinale Matteo d'Acquasparta protettore del monastero affinché intervenisse per tutelarne i diritti, a richiesta dell'abate, contro le pretese dei vassalli. È poi del 1304 la disposizione testamentaria del cardinale Francesco Orsini di Napoleone, dotto personaggio della curia romana, di lasciare alla biblioteca del monastero di San Salvatore Maggiore di Rieti tutti i suoi libri ad eccezione di quelli giuridici destinati alla basilica di Santa Maria Maggiore a Roma.

#### XIV secolo

##### L'elezione di Bonus-Iohannes (1307)
Gli abati, agli inizi del XIV secolo, si avvicendarono rapidamente tra contrasti e colpi di mano, finché nel 1306, i de Romania tentarono di imporre come abate un loro rappresentante, Francesco, che era già stato abate di Subiaco, ma Clemente V (1305-1314) non accolse la richiesta e nel novembre 1307 nominò al suo posto il monaco Bonus-Iohannes che, incaricato dagli altri monaci, si era recato poco prima a Poitiers, ove si trovava allora il papa, a perorare la causa di Francesco. Ancora a Poitier nel gennaio 1308, Bonus-Iohannes ratificò un debito di 400 fiorini d'oro verso la camera apostolica ed il collegio dei cardinali e si impegnò al pagamento, per il 1308, di altri 100 fiorini.

##### Rivolta dei castelli dell'abbazia - Attacco a San Salvatore Maggiore (1308)

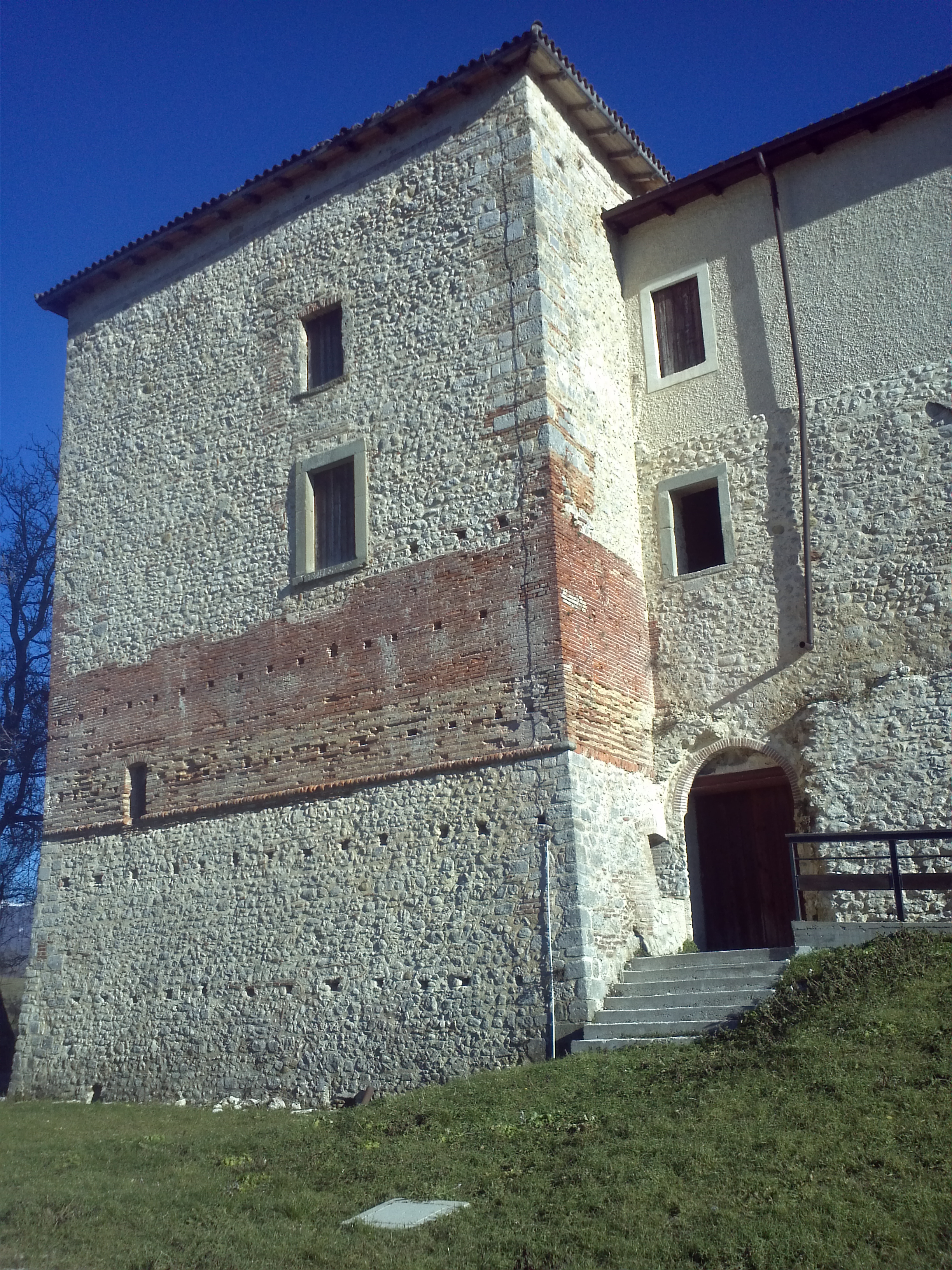
Vista da ovest del torrione dell'ala ovest dell'abbazia.

Forse furono proprio le misure attuate dall'abate, una volta tornato a San Salvatore, per il recupero del debito del monastero nei domini dell'abbazia, insieme al malcontento dei de Romania per non essere riusciti ad ottenere la sede abbaziale, a scatenare una rivolta, tra il 10 gennaio, data della ratifica del debito da parte del monaco Bongiovanni, ed il 4 marzo 1308, data in cui il papa prese dei provvedimenti:
(Tersilio Leggio, La Sabina e il Reatino. Un mosaico di signorie rurali, in La signoria rurale nel Lazio tardomedievale, Universitalia, 2022, pag.130-131)

##### L'avvento dei Mareri (seconda metà XIV secolo)

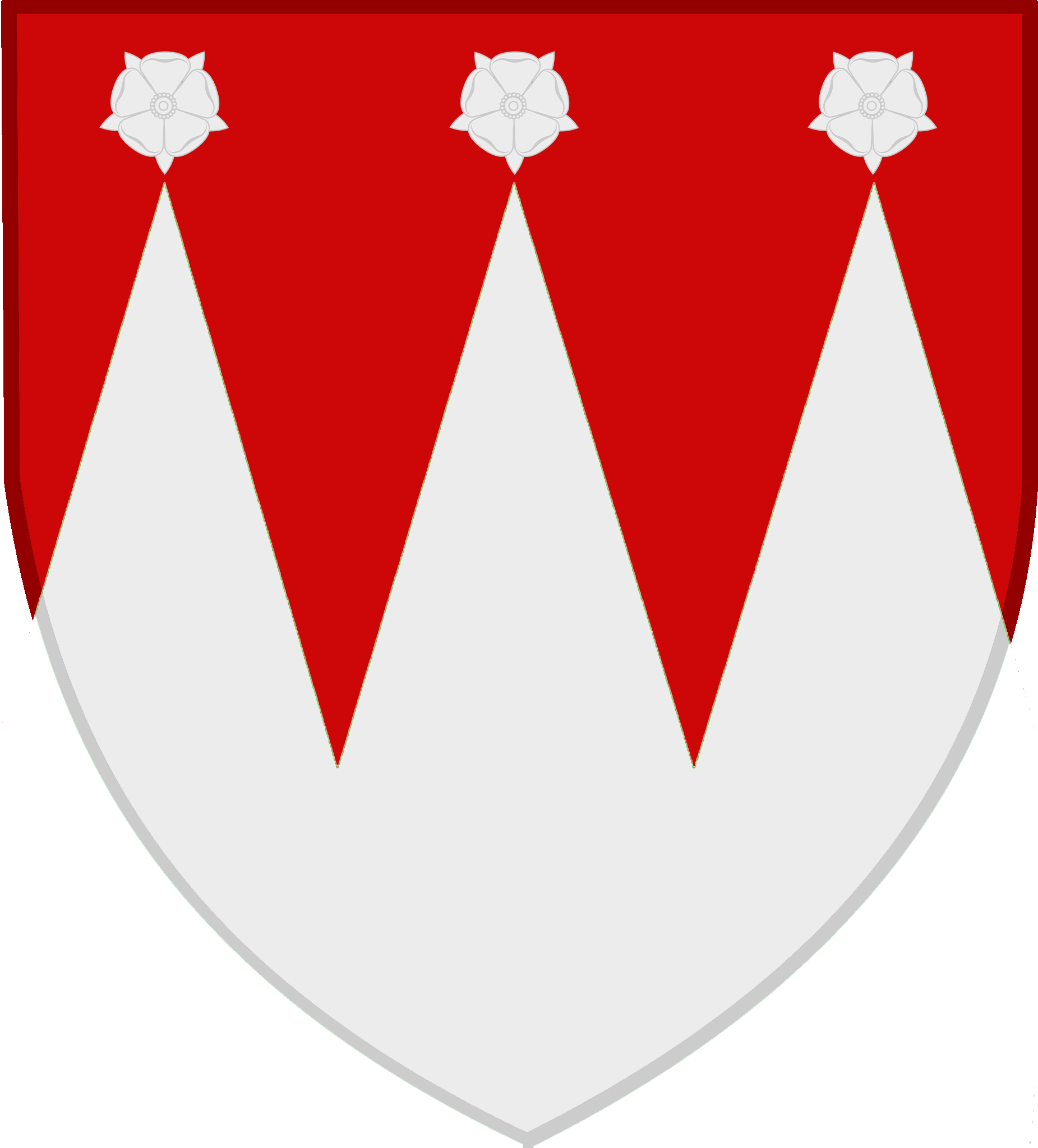
Stemma dei Conti Mareri.

Nel 1338 il re Roberto d'Angiò (1309-1343) unì Capradosso, già territorio dell'abbazia, a Cittaducale, fondata nel 1308 dal padre Carlo, ma ordinò che fossero versati all'abate le stesse indennità per non danneggiare la Chiesa. L'abate Gentile, tuttavia, non soddisfatto decise una notte, radunati degli armati, di assaltare Grotti e Pendenza e procedere uccidendo, depredando e facendo prigionieri.
Questi continui episodi di guerra e l'espansione delle famiglie baronali e gli scontri che ne conseguivano convinsero i monaci di San Salvatore a porsi, contro le mire della città di Rieti, degli Orsini e dei Savelli, sotto la protezione dell'importante famiglia dei conti Mareri di Petrella che, già dalla metà del XIV secolo, tentava di imporre la propria influenza nello Stato della Chiesa puntando ad occupare le cariche religiose più importanti del territorio.
Dal 1382, infatti, è attestata la presenza come abate a San Salvatore Maggiore di Ludovico di Lippo Mareri. Sotto il suo governo l'abbazia continuò a scontrarsi con Rieti e nel corso della soluzione di una lite venne redatto un atto, conservato negli archivi reatini, che fornisce un elenco dei castelli soggetti dell'abbazia nel 1385 che comprendevano: Mirandella, Vallecupola, Poggio Vittiano, Guaita, Rocca Vittiana, Longone, Pratoianni, Baccarecce, Antignano, San Silvestro, Rocca Ranieri, Porcigliano, Cenciara, Offeio, Capradosso, San Martino, Verano. Mancava, rispetto all'elenco nella lettera di Clemente V del 1310, Magnalardo, probabilmente ancora in possesso dei Savelli.
La crisi di San Salvatore Maggiore intanto proseguiva inarrestabile durante il XIV secolo, tanto che nel 1373 il pontefice Gregorio XI incaricò l’abate di San Lorenzo fuori le Mura a Roma di visitare e riformare il monastero, in profonda decadenza morale e spirituale mentre, tra il 1382 e il 1387, continuavano gli scontri tra i paesi dell'abbazia e il castello di Guardiola, ancora soggetto al comune di Rieti.

##### Governo di Francesco Carbone (Tommacelli) - Commendatario di Farfa e San Salvatore Maggiore (1399-1405)
Alla morte di Ludovico Mareri, risalente al 1393, nel pieno del Grande Scisma la carica di abate di San Salvatore Maggiore fu aspramente contesa, tanto che Rieti provò a intromettersi inviando un’ambasceria a Roma per ottenere che fosse nominato Giannadrea Alfani, abate di San Eleuterio a Rieti e canonico reatino, senza molti risultati. Bonifacio IX alla fine del 1396 nominò il nipote, Cecco di Giovannello (da allora noto come Francesco Carbone Tommacelli), come amministratore dei monasteri di Farfa e San Salvatore Maggiore, riuniti nell'istituto della commenda nel 1399 e questi la ritenne fino alla sua morte nel 1405.
L’istituzione della commenda nel 1399, sebbene fosse stata una misura allora temporanea, di fatto fu il precedente che giustificherà, di li a poco, la consegna del patrimonio dell’abbazia nelle mani degli abati commendatari e delle loro famiglie accentuando il declino di San Salvatore Maggiore che inizierà una lunga decadenza avviatasi con la secolarizzazione dei monaci, avviliti dalla miseria e visti dai commendatari solo come mezzo a difesa delle proprie rendite fiscali.

#### XV secolo
La lotta per la carica di abate di San Salvatore, successivamente allo Scisma d'Occidente (1378-1418), si restrinse a Battista Orsini, di osservanza pisana, e Antonio Mareri, figlio di Cola IV di Lippo, di osservanza romana che dettero vita a un lungo contenzioso che chiuse il periodo di predominio territoriale delle famiglie locali, aprendo al subentro dei grandi baroni romani nel governo abbaziale.
(Schuster, Il monastero imperiale del Salvatore sul monte Letenano, in Archivio Società Romana Storia Patria, Roma, 1914)

##### Governo degli Orsini (1435-1503)

Stemma degli Orsini.

Dopo un’iniziale prevalenza di Antonio Mareri, ricordato nelle sue attività di governo tra 1427 e 1429, subentrò Battista Orsini almeno dal 1434. L'abate Battista Orsini, morto in abbazia intorno al 1447, fu l'ultimo abate eletto dai monaci del Salvatore.

###### La commenda di San Salvatore Maggiore (1447-1494)
Alla morte di Battista Orsini, Niccolò V istituì, come già fatto da Bonifacio IX, la commenda per l'abbazia di San Salvatore togliendo, di fatto, ai monaci, dopo sette secoli, il privilegio di poter eleggere in autonomia la propria guida avocando, invece, al pontefice la scelta sull'assegnazione della carica di "abate commendatario di San Salvatore Maggiore".
Il primo ad assumere la carica di abate commendatario di San Salvatore, dopo Francesco Carbone Tommacelli, fu Giovanni De Ponte, cardinale vescovo di Palestrina, legato agli Orsini, probabilmente nominato tra la fine del 1447 e gli inizi del 1448. Al momento della sua morte, risalente al 21 gennaio 1449, lo stesso giorno, al suo posto, fu nominato da Niccolò V, Latino Orsini, del ramo degli Orsini di Bracciano, con la carica che comportava un reddito di 200 fiorini d’oro di camera. Consigliere di Sisto IV della Rovere, divenuto camerlengo nel 1471, l'8 agosto 1477 - tre giorno prima di morire - Latino affidò la commenda a suo nipote, Giovanni Battista Orsini, del ramo degli Orsini di Monterotondo il quale, elevato cardinale da Sisto IV nel 1483, partecipò al conclave del 1484 che elesse Giovanni Battista Cybo al soglio con il nome di Innocenzo VIII e al conclave del 1492 che elesse il cardinale Roderic Llançol de Borja con il nome di Alessandro VI.

###### Gli eserciti mercenari nei territori dell'abbazia
Durante tutto il XV secolo la penisola fu attraversata da eserciti di mercenari al soldo dei signori italiani e dei sovrani dei paesi europei.
Anche il territorio dell'abbazia fu interessato da questi eventi durante il governo degli abati Orsini. Nel 1460 quando sì combatté la guerra angioino-aragonese (1460-1464) ai confini dello stato pontificio tra il duca Giovanni d'Angiò ed il Re Ferdinando, alleato di papa Pio II e di Francesco Sforza duca di Milano: al soldo degli Angiò gli eserciti del capitano Jacopo Piccinino, di passaggio da Cittaducale a Monteleone Sabino, nel settembre 1460 attraversarono i territori dell'abbazia incendiando e depredando. Solo il 27 luglio 1461 con l'arrivo a Petrella Salto di Federico da Montefeltro, capitano generale dell'alleanza aragonese, i Mareri, passati nel capo degli angioini, rinunciarono alla guerra e la situazione tornò alla normalità nei domini dell'abbazia, come si premurò di comunicare Federico da Montefeltro allo Sforza in una lettera.
Trent'anni più tardi alla calata in Italia di Carlo VIII di Valois, re di Francia, che reclamava la corona del regno di Napoli, incoraggiato da Ludovico Sforza, trascinato alla guerra da Alfonso II, suo cognato e re di Napoli, i territori dell'abbazia vennero di nuovo coinvolti nella guerra: si ricorda nelle fonti il passaggio e la sosta all'abbazia di San Salvatore di 200 soldati di Carlo VIII dopo aver cercato di saccheggiare il 24 gennaio 1495 Grotti di Cittaducale.
Tutti i paesi dell'abbazia furono coinvolti in questi episodi bellici tanto che in questo periodo vennero definitivamente abbandonate le ville ovvero i centri isolati non fortificati che all'inizio del XV secolo ancora sorgevano nei pressi dei castelli dell'abbazia e facevano parte del loro territorio.

###### Unione della commenda di Farfa e San Salvatore Maggiore (1494)
Papa Borgia, Alessandro VI (1492-1503), nel 1494, unì la commenda di San Salvatore Maggiore a quella di Farfa di cui era già investito, dal 1482, lo stesso Giovanni Battista Orsini che la ritenne fino al 1503 anno della sua morte in Castel Sant'Angelo per mano del principe Cesare Borgia dopo il coinvolgimento del cardinale nella congiura della Magione.
Dal 1494, di fatto, il governo delle due abbazie di Farfa e San Salvatore, seguì, fino al XVII secolo, lo stesso destino.

### Età Moderna

#### XVI secolo

##### Governo dei della Rovere (1503-1513)

Stemma dei della Rovere.

La morte del papa Borgia, Alessandro VI nel 1503 e l'elezione al soglio di un nuovo papa della famiglia della Rovere, Giulio II, portarono quest'ultimo a favorire per la carica di abate commendatario di Farfa e San Salvatore Maggiore un suo nipote, Galeotto Franciotti della Rovere che ritenne la commenda dal 1505 per poi consegnarla nelle mani del suo alquanto inetto fratellastro Sisto Gara della Rovere il quale rimase in carica fino al 1513.
Durante il governo di Sisto Gara della Rovere venne restaurato il monastero di Farfa così come vennero intraprese opere in quello di San Salvatore Maggiore.
È al tempo di Giulio II, sotto la commenda di Sisto Gara della Rovere, nel 1506, che venne realizzato il portale della cattedrale di San Salvatore raffigurante le formelle con i 24 castelli dell'abbazia (16 abitati e 6 diruti).

##### Governo degli Orsini d'Aragona (1513-1543)
Alla morte di Sisto Gala dalla Rovere nel 1513, Giulio II affidò la commenda di Farfa e San Salvatore Maggiore a Gian Giordano Orsini condottiero sposo in seconde nozze di Felice della Rovere, figlia naturale del papa Giulio II. Il governo di Gian Giordano, seppur breve, fu segnato da diversi abusi.
Nel 1517 fu quindi papa de' Medici Leone X, secondogenito di Lorenzo de' Medici detto il Magnifico e Clarice Orsini, a conferire la commenda a Napoleone Orsini, figlio di Gian Giordano Orsini, in prime nozze, con Maria Cecilia d'Aragona, figlia naturale di Ferdinando I d'Aragona, Re di Napoli (1458-1494): matrimonio avvenuto grazie ai servigi del condottiero Gentile Virginio Orsini, signore di Bracciano e padre di Gian Giordano che, avendo combattuto al soldo del Re di Napoli, aveva ottenuto il privilegio di avere in sposa per il figlio una figlia del re e di far fregiare i loro eredi del titolo "d'Aragona" da aggiungere al proprio nome. I contrasti di Napoleone con i propri famigliari, specie con la matrigna, Felice della Rovere che voleva per il figlio Francesco la rendita mensile di 1000 ducati d'oro della commenda di Farfa, lo portarono alla morte nel 1533. Nel frattempo la commenda passò, nel 1530, proprio a Francesco Orsini d'Aragona (1530-1543), Vescovo di Tricarico fratello di Napoleone Orsini d'Aragona, figlio di Gian Giordano Orsini e Felice Della Rovere il quale, come commenta lo Sperandio, "fece un'ottima riuscita nel governo dell'abbazia".

##### Governo dei Farnese (1546-1589)
Alla morte di Clemente VII de' Medici che aveva favorito gli Orsini nella commenda, salì al trono nel 1536 Paolo III Farnese che, nel solco della tradizione tracciata da quanti l'avevano preceduto, investì della commenda, nel 1546, il proprio nipote, Ranuccio Farnese. 

Stemma dei Farnese.

Il giovane cardinale si diede da fare per il monastero: per rendere più confortevole il proprio soggiorno (e quello dei suoi successori) all’interno del complesso monastico del Salvatore, vi fece eseguire dei lavori di ampliamento e di ristrutturazione, quindi, nelle vesti d’abate commendatario, donò la cosiddetta Croce Astile di Vallecupola, una croce processionale in lamina d’argento e listata in rame dorato opera della bottega di Jacopo del Duca (1520-1604) assistente di Michelangelo a Roma, alla chiesa arcipreturale di Santa Maria della Neve di Vallecupola e questo, in concomitanza della riconsacrazione, dopo gli ampliamenti apportati alla chiesa, intorno al 1554, resisi necessari, essendo l’edificio divenuto angusto per una popolazione in crescita.
Dopo essere stato insignito della cattedra episcopale di Bologna, nel 1563, il cardinale Ranuccio lasciò la commenda di Farfa e di San Salvatore Maggiore al fratello maggiore Alessandro Farnese, uomo di cultura e grande mecenate, iniziatore della collezione Farnese.

###### Sinodo farfense del cardinale Alessandro Farnese (1581)
Dopo la sua nomina il cardinale Alessandro, promosse il restauro della chiesa dell'abbazia di Farfa nel 1577 e, nel 1581, promosse a Farfa il primo sinodo delle abbazie di Farfa e San Salvatore Maggiore. Sette anni dopo, nel 1589, colpito da un ictus il cardinal Farnese passò a miglior vita.

#### XVII secolo

##### Governo del Cardinale Peretti di Montalto (1589-1623)
La salita al soglio di Sisto V da Grottammare vide elevato alla commenda, come da consuetudine, suo nipote Alessandro Peretti di Montalto (1589-1623) che, a differenza di molti dei suoi predecessori alla commenda, si mosse per il corpo monastico di San Salvatore Maggiore. La commenda, istituita definitivamente nel 1494, aveva avuto l'effetto di far decadere la disciplina monastica dei monaci del Letenano venendo a togliere loro di mano ogni ingerenza e responsabilità nel governo delle terre abbaziali:
(Ildefonso Schuster, Il monastero imperiale del Salvatore sul Monte Letenano, in Archivio Società Romana Storia Patria, Roma, 1914)

###### Sinodo farfense del cardinale Alessandro Peretti di Montalto (1604)
Il 20 giugno 1604, durante il governo del cardinale Peretti, il vicario e visitatore generale della badia, Bernardino Manasse da Priferno, presiedette il Sinodo che si svolse a Farfa e ne pubblicò gli atti.

##### Incorporazione nella Congregazione Cassinese (1609)
Nel 1609 lo stesso cardinal Peretti, ammirando quanto fatto a Farfa dalla Congregazione Cassinese, tentò d'indurre anche i monaci di San Salvatore Maggiore ad accettare un piano di riforma. Paolo V Borghese, con un breve del 18 novembre 1614, incorporava così alla Congregazione Cassinese, oltre alla abbazia di San Salvator Maggiore, i priorati da essa dipendenti nelle Marche e a Roma.

##### Cacciata dei Cassinesi (1623)
Nel 1623, Francesco Orsini, succeduto al cardinale di Montalto, fece revocare da Gregorio XV, l'atto pontificio, con cui Paolo V aveva introdotto a San Salvatore Maggiore i cassinesi, considerando l'atto lesivo dei suoi interessi poiché, in teoria, il Montalto aveva affidata la commenda all'Orsini, già dal 1620, sotto il pontificato di Paolo V Borghese. La revoca suscitò così una lite tra i commendatari di San Salvatore e la Congregazione Cassinese che durò per oltre una trentina d'anni.
Dopo cinque anni di governo, però, nel 1627, il commendatario Francesco Orsini entrò nella Compagnia di Gesù lasciando la commenda.

##### Governo dei Barberini (1627-1738)
Venne così la volta, al governo della commenda, della facoltosa famiglia, di origine toscana, dei Barberini. 

Stemma dei Barberini.

Papa Barberini, Urbano VIII, eletto al soglio nel 1623, come di consuetudine, scelse come commendatario per le due abbazie, suo nipote, il cardinale Francesco Barberini, che resse la commenda per oltre trent'anni, dal 1627 al 1660.
(Ildefonso Schuster, Il monastero imperiale del Salvatore sul Monte Letenano, in Archivio Società Romana Storia Patria, Roma, 1914)

###### Soppressione dell'abbazia (1629)

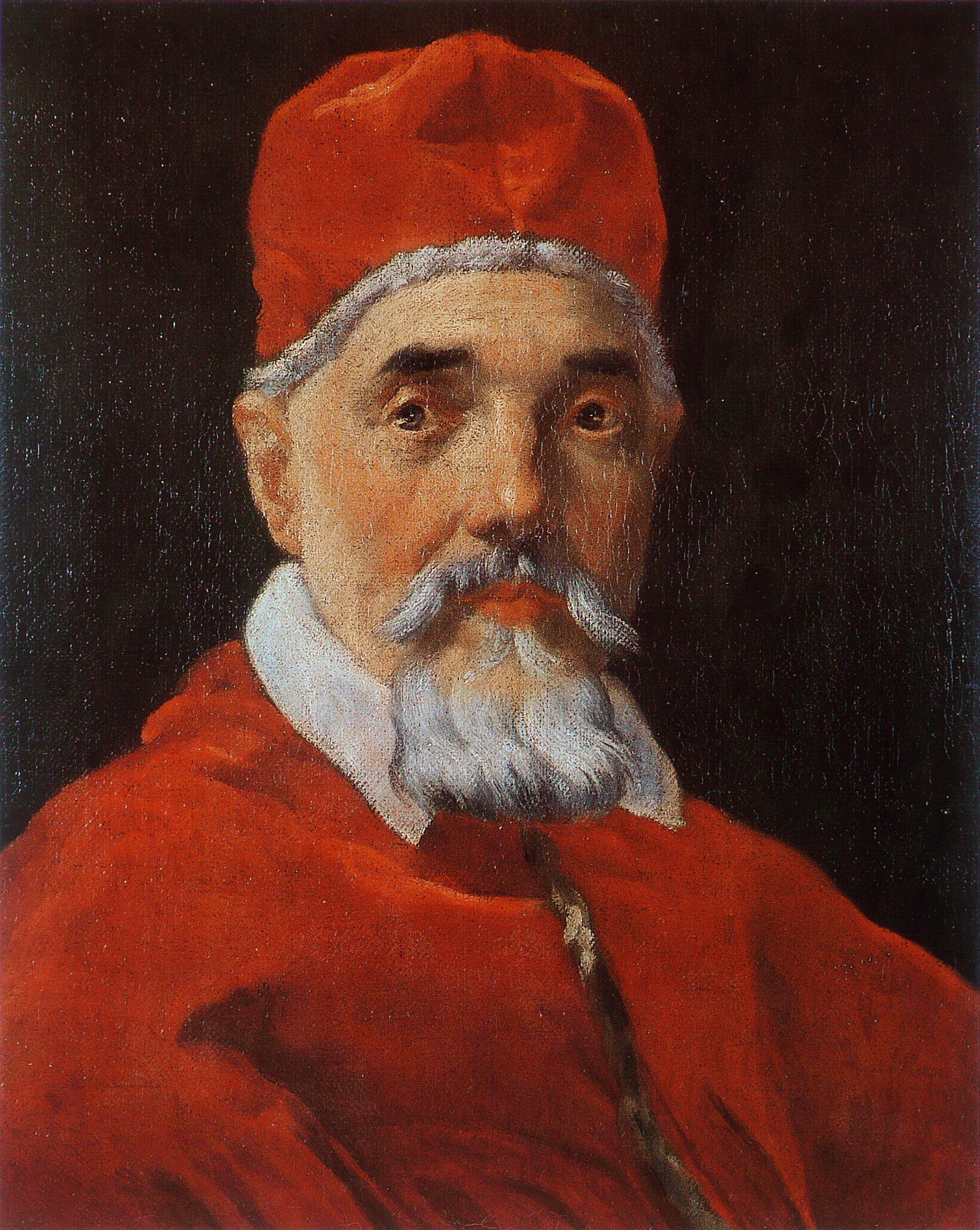
Gian Lorenzo Bernini, ritratto di Urbano VIII (1632).

Sotto il governo di Francesco Barberini suonò l'ultima ora per i monaci di San Salvatore i quali, dopo la cacciata dei cassinesi, erano stati affidati alle cure di vari priori rimasti in carica tre anni ognuno non riuscendo però a riformare la disciplina dei monaci del monastero che, nelle parole dello Schuster: «[...] usavano financo vesti poco diverse da quelle dei secolari. Il popolo li chiamava «berrettanti» dal largo berretto clericale che li distingueva, ma Urbano VIII ne aveva un concetto così triste, che li giudicava inadatti a qualsiasi riforma».
(Ildefonso Schuster, Il monastero imperiale del Salvatore sul Monte Letenano, in Archivio Società Romana Storia Patria, Roma, 1914)
Fu così che, in forza della bolla Singulari diligentia, del 12 settembre 1629, Urbano VIII, su richiesta di suo nipote Francesco Barberini, soppresse, unendola all'abbazia di Farfa, l'antica abbazia di San Salvatore Maggiore: dopo quasi nove secoli i monaci furono costretti ad abbandonare l'edificio sul monte Letenano e così 34 monaci benedettini, per la maggior parte originari dei territori dell'abbazia, testimoni e custodi delle tradizioni religiose e civili del territorio vennero cacciati dal monastero, ridotti a clero secolare e forniti di una pensione annua di 10 scudi mentre i priorati dipendenti nelle diocesi di Fermo e di Montalto dovevano essere convertiti in altrettante collegiate canonicali, riservando alla diretta giurisdizione del commendatario le monache di Santa Vittoria, che prima dipendevano dal priore di San Salvatore Maggiore.

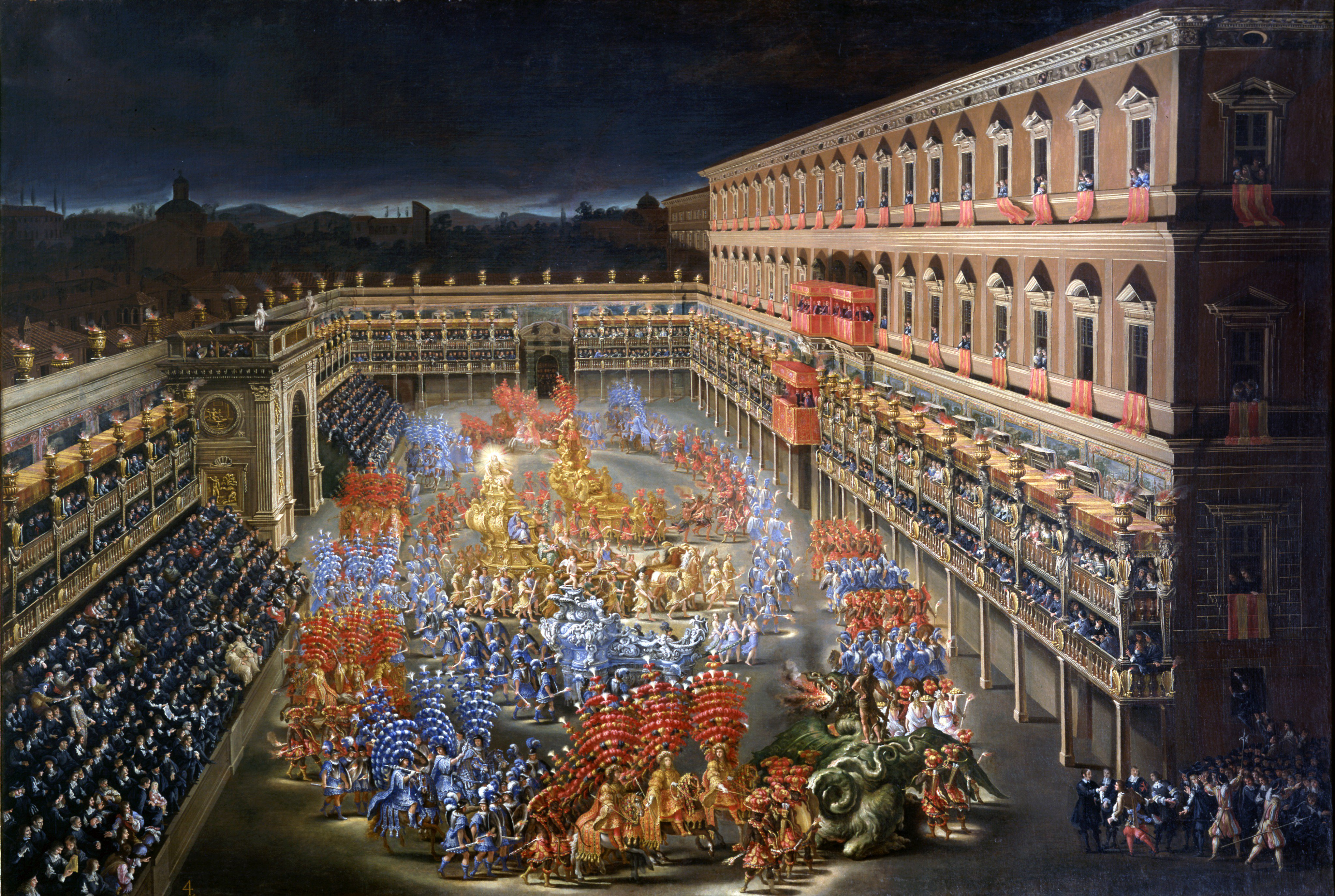
Ricevimento in onore di Cristina di Svezia a Palazzo Barberini (1655)

La cupidigia dei Barberini verso i beni della Chiesa non si fermò alla commenda di Farfa e San Salvatore Maggiore. Anche il resto della Sabina divenne fonte di rendita per la famiglia romana: alla doppia commenda per il nipote Francesco Barberini Seniore, papa Urbano VIII aggiunse anche il governatorato pontificio di Poggio Mirteto e delle altre torri e castelli, già separati dai monasteri di Farfa e di San Salvatore e fino a quel tempo soggetti alla Congregazione del Buon Governo e della Consulta.

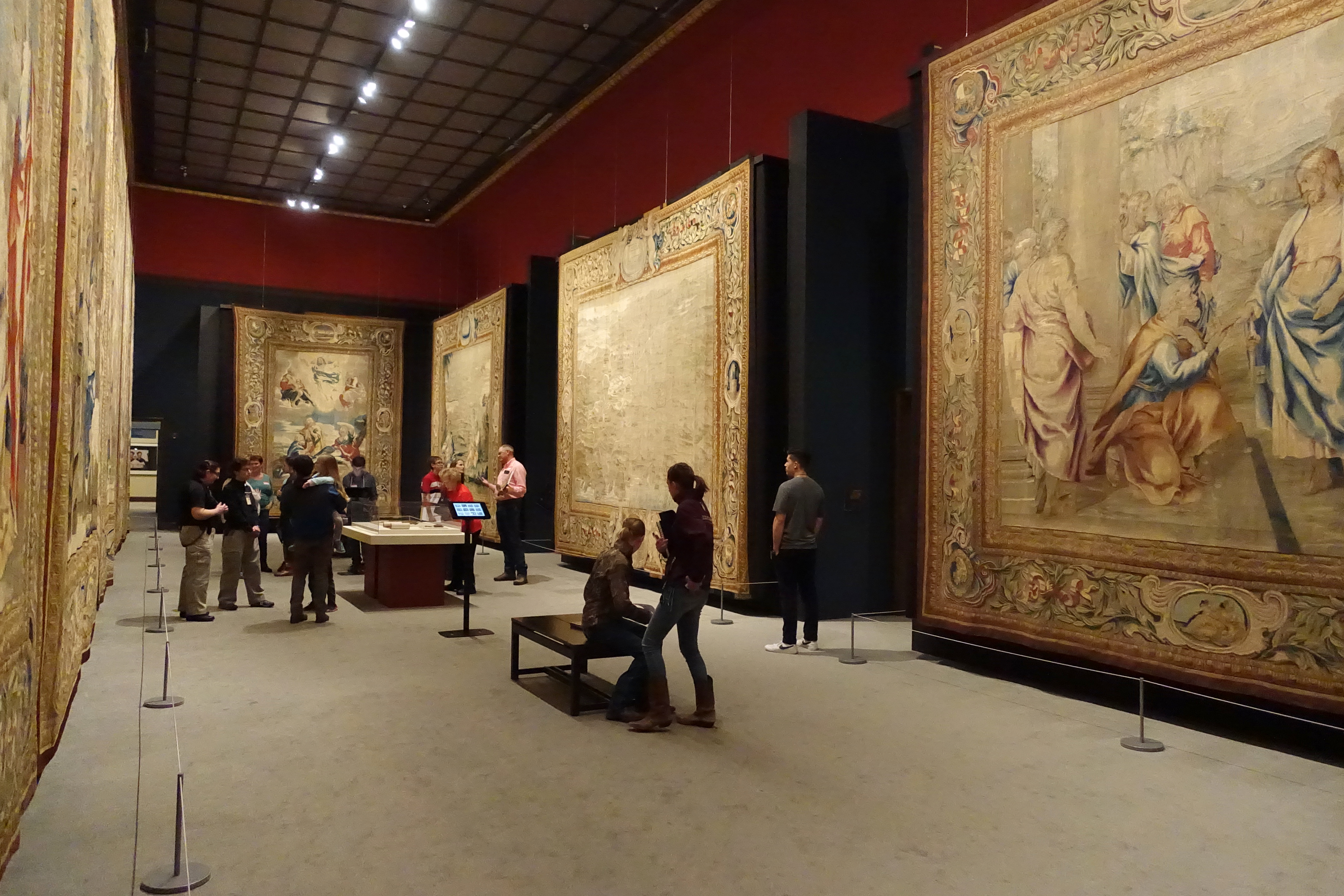
Gli arazzi Barberini della cattedrale di St. John the Divine (NY) in mostra a Eugene, Oregon (2017).

###### L'arazzeria dei Barberini a Roma e la lana della commenda di San Salvatore Maggiore
Fu durante il governo dei Barberini che anche la lana degli ovini del territorio di San Salvatore Maggiore servì all'arazzeria dei Barberini istituita in Palazzo Barberini a Roma dal cardinale Francesco Barberini nel 1627 e attiva fino al 1683: gli arazzi ivi prodotti, realizzati su cartoni dei grandi artisti del barocco romano, quali Pietro da Cortona, Pietro Lucatelli, Antonio Gherardi, sono, oggi, tra quelli esposti nei Musei Vaticani nella galleria degli arazzi e, negli Stati Uniti, al Museum of Fine Arts di Boston e nella Cathedral of St. John the Divine a New York.

###### Istituzione del Seminario a Toffia (1629)
La soppressione dell'abbazia nel 1629 per opera del pontefice Urbano VIII avveniva assecondando il desiderio dell’allora abate commendatario Francesco Barberini, che voleva farne la sede di un seminario: il cardinale Francesco Barberini, fu incaricato di utilizzare gli stabili e i beni del monastero per l’istituzione di un seminario e fu affiancato da un vicario foraneo che provvedesse all’amministrazione dei castelli dell'abbazia.
Di fatto il cardinale Barberini, istituì a Toffia un seminario, mettendo a frutto i beni stabili lasciati in eredità da don Marzio Ruffetti ed unì a esso le rendite di San Salvatore. Un breve d'Urbano VIII del 6 luglio 1637 approvò questo stato di cose.

###### I padri scolopi a San Salvatore Maggiore (1628-1635)
Su richiesta diretta del cardinale Barberini al fondatore dell'ordine Giuseppe Calasanzio, nel 1628, alcuni scolopi si insediarono a San Salvatore Maggiore ma diversi motivi consigliarono loro di abbandonare l'opera nel 1635.

###### I missionari della Congregazione della Missione di San Vincenzo de' Paoli e la peste (1645)
Dopo degli scolopi, nella Pasqua del 1645, il cardinale Barberini pregò il superiore della casa di Roma dei missionari della Congregazione della Missione di San Vincenzo de' Paoli, Monsiguer d'Horgny, di inviare i missionari allora nella diocesi di Tivoli per evangelizzare gli abitanti dei villaggi dipendenti dall'abbazia di San Salvatore Maggiore. Fu allora che, durante la loro missione a Concerviano, trovandosi a benedire gli infermi durante un'epidemia di peste, padre Humbert Dunots - originario della diocesi di Besançon - contrasse il morbo morendo, pochi giorni dopo, presso l'abbazia.

###### Sinodo farfense del cardinale Carlo Barberini (1685)
Nel 1660 il cardinale Francesco Barberini Seniore cedette la commenda in favore del nipote, il cardinale Carlo Barberini (1654-1703) il quale proclamò un sinodo a Farfa nel 1685 durante cui venne nuovamente confermato dal cardinale e da tutta l'assemblea lo stato di cose ordinato precedentemente dall'influente zio cardinale Francesco Barberini.
Il governo dei Barberini nella commenda terminò con Francesco Barberini Iuniore che prese possesso della commenda alla morte di Carlo nel 1703, per tenerla, per oltre trent'anni, fino alla propria morte, avvenuta nel 1738.

#### XVIII secolo
Alla morte di Benedetto XIII Orsini (1724-1730), con la salita al soglio del fiorentino papa Corsini, Clemente XII, nel 1730, assunse il titolo della commenda, il 26 Settembre 1738, per soli 15 giorni, suo nipote, il cardinale Giovanni Antonio Guadagni il quale la rimise in favore del cardinale, appena eletto, Domenico Passionei, nelle parole dello Sperandio «porporato insigne per dottrina e altre virtù, segretario dei brevi» legatissimo allo storico, abate Pier Luigi Galletti.
Durante la commenda del cardinale Passionei, nell'estate del 1742, tra il 16 agosto ed il 17 settembre, Padre Leonardo da Porto San Maurizio, visitò le terre dell'abbazia svolgendo la sua missione, dispensando la benedizione papale ed erigendo la Via Crucis nelle parrocchie di alcuni dei castelli dell'abbazia.
Il cardinale Passionei ritenne la commenda per otto anni fino al 1746.

##### Governo dei Lante Montefeltro della Rovere (1746-1817)

Stemma dei Lante della Rovere.

Il bolognese papa Lambertini, Benedetto XIV (1740-1758), passò la commenda a Marcello Federico Lante (1746-1763), della famiglia pisana dei Lante Montefeltro della Rovere, figlio di Antonio Lante Montefeltro della Rovere, marchese di Rocca Sinibalda e barone di Antuni.

###### Trasferimento del seminario a San Salvatore (1746)
Nel 1746 il cardinale Federico Marcello Lante decise di trasferire nel vecchio monastero di San Salvatore Maggiore, dopo opportuni interventi di restauro, il seminario che nel 1629 il cardinale Francesco Barberini aveva istituito a Toffia con parte delle rendite della appena soppressa abbazia di San Salvatore Maggiore. Trovava così compimento l'intenzione di istituire un seminario a San Salvatore Maggiore che era stata l'idea, prima causa della dismissione dell'abbazia, più di un secolo avanti.

###### Sinodo farfense del cardinale Antonio Lante della Rovere (1789)
Nel 1769 al cardinale Federico Lante della Rovere successe il pronipote Antonio Lante Montefeltro della Rovere (1763-1817) che nel maggio del 1789, sotto Pio VI, promosse l'ultimo sinodo diocesano tenutosi nell'abbazia di Farfa per i territori sottoposti alla sua autorità.

###### Campagna d'Italia e Repubblica Romana (1796-1799)
Alla fine del Settecento, durante il governo del cardinale Antonio Lante Montefeltro della Rovere, furono gli eserciti della rivoluzione francese a portare scompiglio nella penisola italiana tanto che gli effetti della rivoluzione ebbero eco fin nei territori dell'abbazia. Nel 1796, in coincidenza della Campagna d'Italia del generale Bonaparte, fu indetta, nei territori dello Stato Pontificio, la leva generale: ogni paese dell'abbazia doveva fornire un soldato ogni 100 abitanti. Alcuni degli abitanti dei borghi del territorio dell'abbazia, fedeli al regime papale, provvidero anche a fornire dei beni propri per l'acquisto di armamenti per la campagna dell'esercito pontificio del 1796.
Nel dicembre del 1798 l’esercito francese, proveniente da Terni, conquistò Rieti occupandola con due colonne armate e insediandovi il governo repubblicano. Le truppe d'oltralpe lasciarono ben presto la città puntando verso il Regno di Napoli. Durante la breve esperienza della Repubblica Romana, che vide la cattura e morte in esilio di papa Pio VI, il territorio dell'abbazia fu assegnato al Dipartimento del Clitunno - Cantone di Castelvecchio. In quel periodo si ricorda del passaggio di una colonna di soldati francesi da Rieti a San Salvatore Maggiore per raggiungere il Cicolano ove erano continue insurrezioni realiste; una volta raggiunto Borgo San Pietro le truppe francesi vennero battute dagli armati cittadini che le costrinsero a ripiegare a Poggio Vittiano in attesa di rinforzi. Dopo l'occupazione di Roma da parte dell'esercito borbonico il 30 settembre 1799, le terre delle Stato Pontificio tornarono sotto il controllo di Papa Pio VII eletto nel conclave del 1800 tenutosi a Venezia e rientrato a Roma nel giugno dello stesso anno.

#### XIX secolo

##### Governo napoleonico (1809-1814)
Dopo la nuova entrata dei francesi a Roma nel febbraio del 1809 e l'annessione di Lazio e Umbria all'Impero francese nel 15 luglio del 1809, sotto il governo napoleonico, le terre dell'abbazia già nello Stato Pontificio, come il resto dell'Alta Sabina, furono incluse nel Dipartimento del Tevere che il 17 febbraio 1810 mutò il nome in Dipartimento di Roma, nell'Arrondissment (o Circondario) di Rieti, nel Cantone di Monteleone. Dopo l'annessione all'Impero francese, anche gli abitanti dei territori abaziali abili alle armi, vennero coscritti nella Grande Armée partecipando alle campagne napoleoniche.
Nel 1812 i paesi dell'abbazia già nello Stato Pontificio, per quanto riguarda l'amministrazione della giustizia, sottostavano alla Prefettura di Rieti - Percezione di Longone.

##### Governo della Camera Apostolica (1814-1860)
Al termine del periodo napoleonico, già nel 1814 le terre abbaziali tornarono sotto il governo della Camera Apostolica e fino alla sua morte, nel 1817, il cardinale Antonio Lante rimase titolare della commenda che gli era stata affidata, 54 anni prima, nel 1763. Tuttavia già nel 1816 il governo dei domini papali era stato oggetto di una profonda riorganizzazione e i territori dell'abbazia confluirono nell'allora creata Delegazione Apostolica di Rieti tanto che, nel 1817, i paesi dell'abbazia già nello Stato Pontificio (Porcigliano, Cenciara, San Silvestro, Magnalardo, Roccaranieri, Concerviano, Pratoianni, Vaccareccia, Longone, Vallecupola, Rocca Vittiana, Poggio Vittiano e Varco) divennero "appodiati", ovvero frazioni, dei comuni di Belmonte e Rocca Sinibalda.
Nell'Ottocento si avvicendarono alla commenda, col titolo di "abate commendatario di Farfa e di San Salvatore Maggiore" altri alti prelati della curia romana quali Luigi Ercolani (1818-1825), creato cardinale nel 1816 da Pio VII, "uomo religiosissimo e degli indigenti grandi sovvenitor" che si adoperò molto nel restaurare le chiese della commenda, migliorando i fondi alle parrocchie e facendo rifiorire il seminario di San Salvatore Maggiore con incoraggiamenti ai maestri e sovvenzionando, con generosità, il mantenimento di 11 giovanetti, il cardinale Belisario Cristaldi (1826-1831), già rettore de' La Sapienza (1817-1828), il cardinale Giacomo Giustiniani (1832-1833) ed infine il cardinale Luigi Lambruschini (1834-1841), cardinal segretario di Stato dal 1836 al 1846. Quest'ultimo, pochi mesi dopo essere stato eletto alla carica, volle visitare il seminario per pubblicare poi un volume con le regole da seguire nel seminario.
La prima noi conseguiamo, esercitandoci nelle opere buone, e schivando le malvagie: la seconda ci viene dall' applicazione allo studio delle lettere e delle scienze. Ma poichè voi non sareste bastantemente atti a conseguire l'una e l'altra da voi soli, ossia senza l'ajuto ed una guida sicura, che quasi per mano vi ci conduca; perciò vi si assegnano le presenti Regole, colle quali Noi intendiamo d' insegnarvi il modo di ben diriggere la vostra vita sino dai più teneri anni vostri, e di profittare negli studii: come altresì ai Superiori ed ai Maestri, che sono incaricati di governarvi ed istruirvi, si porge la norma che seguire dovranno per ben esercitare l'importante ed arduo ministero lor confidato.»
(Luigi Lambruschini, Regole pel seminario abbaziale de' chierici delle due abbazie unite di Santa Maria di Farfa e di San Salvatore Maggiore, 1835)

###### Trasferimento del seminario a Toffia e smembramento dei territori delle abbazie (1841)
Fu il cardinale Lambruschini nel 1841, considerando eccessivo l'isolamento in cui si trovava il seminario di San Salvatore a rispetto del 1738, data in cui vi era stato spostato da Toffia, a motivazione anche del degrado del complesso, a decidere di spostare nuovamente il seminario a Poggio Mirteto.
Con la bolla Studium quo impense afficimur di Gregorio XVI del 24 novembre 1841 vennero, poi, smembrati i territori delle due abbazie di Farfa e di San Salvatore Maggiore: alcune delle terre vennero restituite alla diocesi di Rieti, a cui appartenevano prima dell'attribuzione all'abbazia nullius diocesis, cioè non sottoposta ad alcuna diocesi, di San Salvatore Maggiore, altre vennero attribuite all'appena costituita diocesi di Poggio Mirteto. Il titolo di "Abate di San Salvatore Maggiore" passava, allora, al titolare della Cattedra di Poggio Mirteto che oltre al complesso abbaziale rimase beneficiario di ciò che rimaneva delle antiche rendite abbaziali in favore del seminario diocesano trasferito a Poggio Mirteto.

###### I Passionisti a San Salvatore (1839-1854)
Già dal 1839, prima dello spostamento del seminario a Poggio Mirteto nel 1841, e della bolla che smembrava i possedimenti di San Salvatore Maggiore, l’abbazia fu affidata dal cardinale Lambruschini ai Padri Passionisti di San Paolo della Croce in forza di una convenzione del 5 novembre 1836 che prevedeva la cessione alla loro congregazione della chiesa del Salvatore, dell'abbazia, dell’orto, del molino e di alcuni terreni adiacenti all'abbazia. I passionisti operarono, come i monaci dell'abbazia prima di loro, nei castelli limitrofi e addirittura a Rieti ove il vescovo Filippo Curoli li chiamava a dare esercizi spirituali ai religiosi e agli alunni del seminario di Rieti alcuni dei quali venivano, già da allora, inviati in ritiro presso il monastero del Salvatore in preparazione dell'assunzione degli ordini sacri.

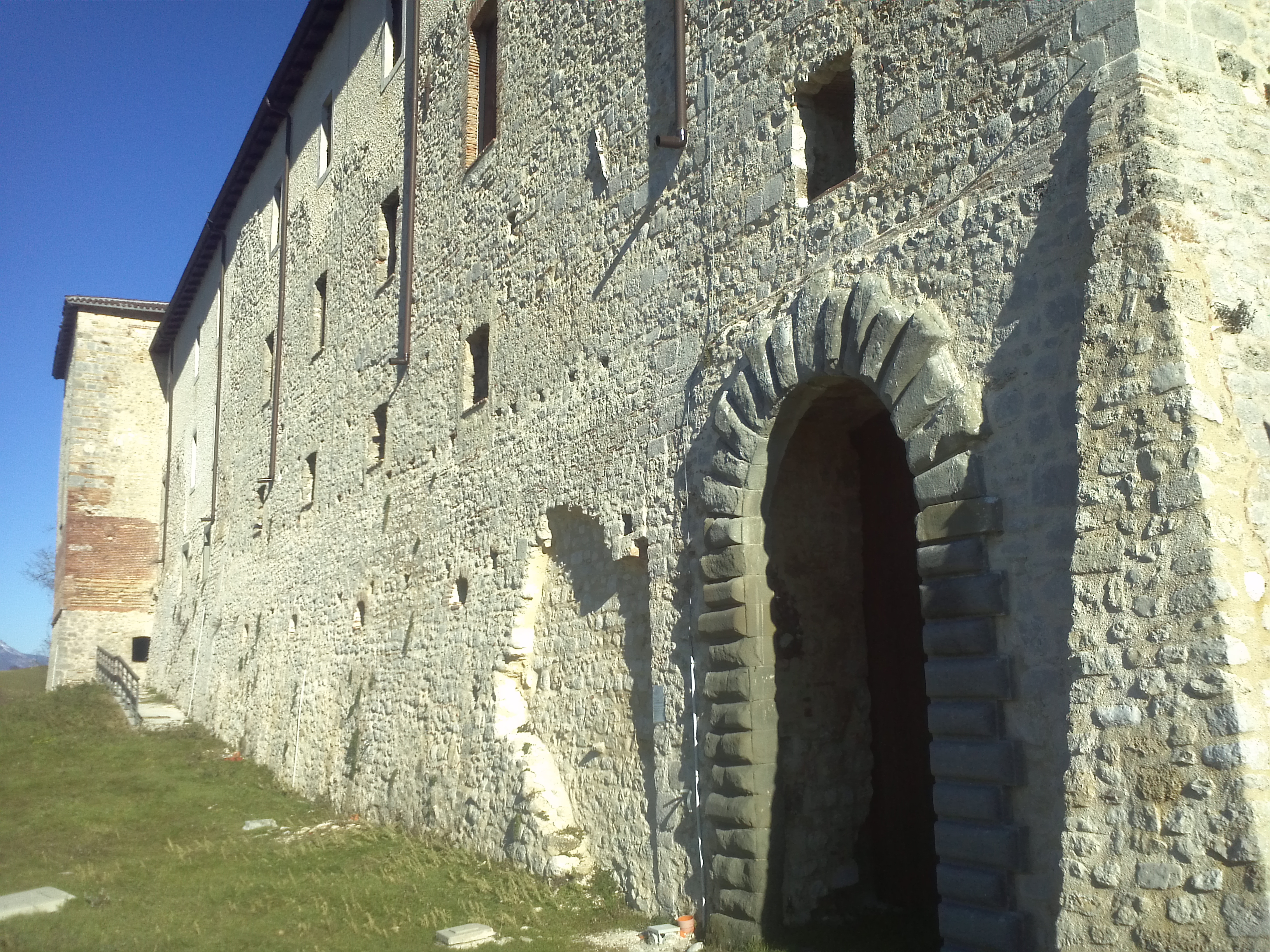
Vista di taglio, da sud verso nord, dell'ala ovest.

Tra il 1849 ed il 1850 anche Rieti ed il suo circondario vissero il passaggio della legione di Garibaldi e le vicende della Seconda Repubblica Romana finché, il 22 novembre 1850, Pio IX, rientrando dall'esilio di Gaeta e Napoli, promulgò un editto sul governo delle province e sull'amministrazione provinciale, modificando ancora l'assetto territoriale dello Stato della Chiesa. Nel 1853, con la creazione dei comuni di Longone, Concerviano oltre a quello già esistente di Rocca Sinibalda, i paesi dell'abbazia già nello Stato Pontificio divennero quindi appodiati di questi ultimi in una suddivisione che rimarrà, più o meno invariata, dopo l'Unità d'Italia, con l'annessione delle legazioni di Marche ed Umbria, di cui il territorio dell'abbazia faceva parte, al Regno d'Italia, nel dicembre del 1860.
Nel frattempo anche i Passionisti per la l'isolamento del luogo, per l'asprezza delle strade e degli inverni e, non ultimo, a causa dell'oneroso mantenimento del vasto fabbricato decisero di abbandonare San Salvatore restituendo ogni cosa, il 20 luglio 1854, al vescovo di Poggio Mirteto.

###### Residenza estiva dei seminari di Poggio Mirteto e Rieti (1855-1915)
Nel 1855, il fabbricato dell'abbazia, già in rovina, fu così ceduto di nuovo al vescovo di Poggio Mirteto, Nicola Grispigni (1842-1867), che, dalla Congregazione dei Vescovi, ottenne di cedere San Salvatore Maggiore al seminario di Poggio Mirteto, costituito nel 1841 dopo il trasferimento dal monte Letenano, perché fosse usato per la villeggiatura autunnale dei suoi alunni. Nel 1880, affinché l'abbazia non venisse compresa entro gli ultimi decreti d'indemaniamento dell'asse ecclesiastico, l’uso del fabbricato venne concesso da papa Leone XIII anche al vescovo di Rieti per la villeggiatura estiva degli alunni del seminario di Rieti e così il vescovo di Rieti, il domenicano Egidio Mauri, concordò con Angelo Rossi, vescovo di Poggio Mirteto, la concessione in enfiteusi perpetua, di un’ala del complesso abbaziale che fu utilizzato, dopo opportuni lavori di ristrutturazione, come casa di villeggiatura per i seminaristi delle due diocesi contermini. Il 17 agosto 1881 i primi seminaristi da Rieti raggiungevano il monastero del Salvatore.

#### XX secolo
Nel 1910 il complesso dell'abbazia fu visitato dall'allora priore dell'abbazia di San Paolo fuori le mura a Roma Ildefonso Schuster che, pubblicandone la storia in un articolo nel 1914, descrisse, con amarezza, lo stato di abbandono dell'abbazia e dei suoi castelli.

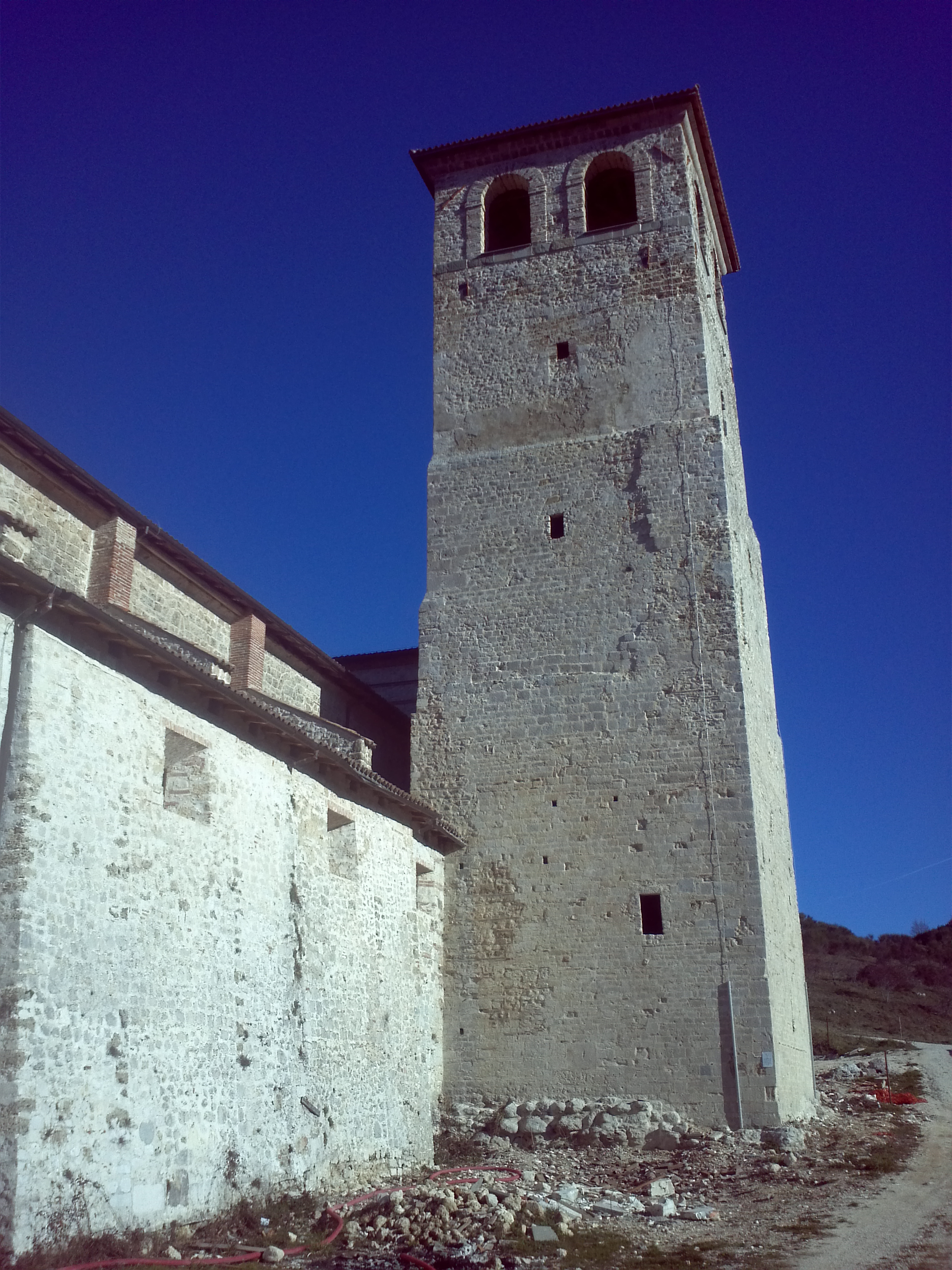
Vista della torre campanaria da ovest.

##### Il terremoto di Avezzano (1915)
Il 13 gennaio 1915 anche il complesso dell'abbazia di San Salvatore subì gravi lesioni, come molti edifici nei castelli del territorio abbaziale, a causa del terremoto della Marsica.

##### In altis Sabinae montibus (1925)
Nel 1925, la costituzione apostolica di papa Pio XI In altis Sabinae montibus riunì alla diocesi di Rieti le parrocchie di Roccaranieri, di San Silvestro e di Cenciara, e quelle di Pratoianni, Vaccareccia, Longone, Vallecupola, Rocca Vittiana, Poggio Vittiano e Varco che erano state annesse, in precedenza, nel 1841, alla appena creata diocesi di Poggio Mirteto di cui costituivano un'exclave nel territorio della diocesi di Rieti. Lo stesso documento decise la nomina del vescovo di Rieti, in luogo del vescovo di Poggio Mirteto, come stabilito nel 1841, ad "Abate perpetuo di San Salvatore Maggiore" con tutti i beni e diritti pertinenti all’abbazia, eccettuati però i canoni e i censi che continuarono ad essere attribuiti al seminario di Poggio Mirteto.

##### Lo sciagurato restauro del genio civile (1926-1932)
Dopo il terremoto di Avezzano del 1915, per interessamento del parroco di Longone Sabino Don Sisto Fiori che, a lungo, con estrema passione, si prodigò per il recupero dell'abbazia, tramite l'intercessione del Vescovo di Rieti Massimo Rinaldi, con il patrocinio del cardinale Gaetano De Lai, negli anni tra 1926 e il 1932, l’abbazia venne restaurata, con lavori mal condotti e tecnicamente scorretti, ad opera del Genio Civile.

##### Residenza estiva dei Salesiani (1950-1960)
Nel 1950 l'abbazia divenne residenza estiva dei Salesiani, cui si devono preziosi interventi di manutenzione. Nel 1960 il complesso abbaziale venne definitivamente abbandonato rimanendo privo di una funzione stabile pur restando un riferimento per gli abitanti del territorio circostante che continuarono a celebrare matrimoni nella chiesa di San Salvatore Maggiore fin oltre il 1960.

##### L'abbandono ed il saccheggio (1960-1986)

Fregi con decorazioni floreali e zoomorfe provenienti dall'abbazia di San Salvatore Maggiore, fotografati nei pressi di Longone Sabino negli anni ottanta del Novecento, di cui si sono perse le tracce.

Lasciata in balia dei predoni, l'abbazia venne spogliata di molti dei beni architettonici in essa contenuti: di numerosi fregi, iscrizioni, dipinti e lapidi marmoree, una volta all'interno dell'abbazia, non rimane che qualche rara foto scattata da chi, come lo storico dell'arte tedesco Otto Lehmann-Brockhaus nel 1965, visitò l'abbazia nella seconda metà del Novecento.

##### L'acquisizione dei ruderi dell'abbazia da parte del Comune di Concerviano (1986)
Il 27 febbraio 1979 il vescovo di Poggio Mirteto, Marco Caliaro, e il vescovo di Rieti, Dino Trabalzini, provvidero alla vendita, per 3.400.000 lire, dei ruderi dell’abbazia e di alcuni terreni nelle pertinenze del complesso, per un totale di 7800 m², ad un privato, il ventenne romano Guglielmo Crudelini, all'epoca della compravendita studente universitario. Pochi anni dopo, il 13 maggio 1986, a seguito della prematura scomparsa del Crudelini, la famiglia del giovane cedette i ruderi ed i terreni acquisiti al Comune di Concerviano, allora sotto la guida del sindaco Damiano Buzzi, che li acquistò con lo svincolo di fondi assegnati da finanziamento regionale alla Comunità montana del Salto-Cicolano, di cui il comune di Concerviano faceva parte, pagando 50.000.000 di lire.

#### XXI secolo

##### Il restauro (1990-2014)
Nel 1985 Mons. Giovanni Fallani, allora presidente della Pontificia Commissione Centrale per l'Arte Sacra in Italia, il quale aveva conosciuto in età giovanile l'abbazia come seminario estivo, segnalò lo stato di profondo degrado in cui versava l'abbazia con la richiesta dell'interessamento da parte della Facoltà di Architettura dell'Università La Sapienza di Roma.

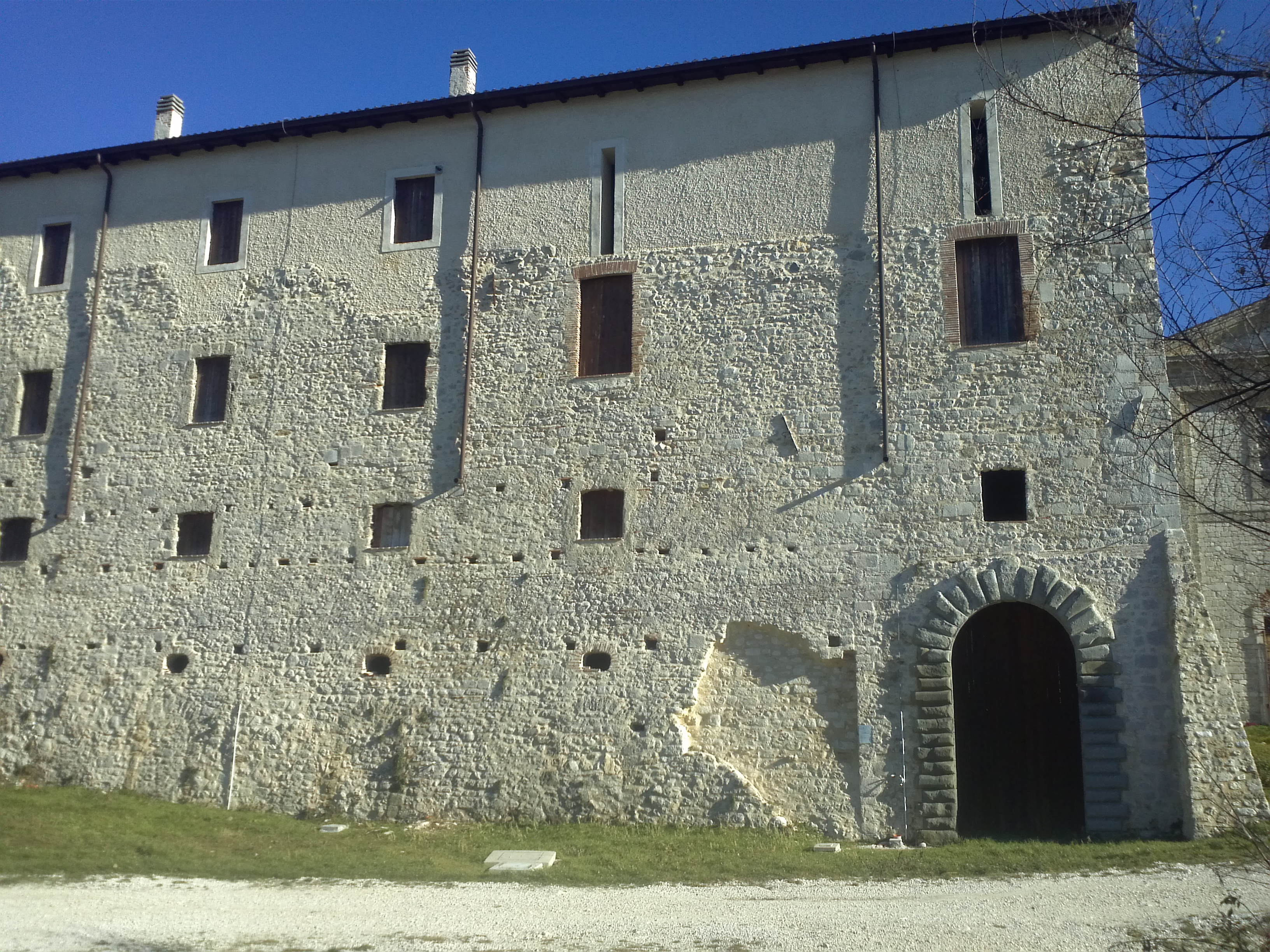
Prospetto dell'ala ovest dall'esterno.

Il prof. Giovanni Carbonara propose a Donatella Fiorani, allora studentessa, come lavoro di tesi di laurea in consolidamento degli edifici storici e in restauro dei monumenti, l'indagine ed il rilievo dell'abbazia prima della sua definitiva scomparsa. I risultati della tesi, discussi tre il 12 e 14 ottobre 1987 nel convegno "Riuso dei beni religiosi: memoria, continuità, trasformazione" tenutosi a Roma nella Sala dei Cento Giorni presso Palazzo della Cancelleria, su iniziativa della Pontificia Commissione, furono conosciuti ed apprezzati dall'allora sindaco di Concerviano, Damiano Buzzi che si adoperò per trovare, presso la Regione Lazio, i finanziamenti che permettessero l'avvio di un primo cantiere onde poi procedere per lotti e finanziamenti successivi.
Alla giovane architetto Donatella Fiorani furono affiancati l'architetto Giancarlo Palmerio, professore alla Sapienza, e l'architetto Amedeo Riccini, come amministratore, espressione della comunità locale oltre all'archeologo Stefano Coccia, responsabile dell'indagine archeologica stratigrafica. Seguirono anni di cantieri con interventi di consolidamento, innovativi ed anticipatori, interventi di reintegrazione muraria con materiali tradizionali e moderni, opere di miglioramento antisismico. Il complesso è stato, necessariamente, ampiamente reintegrato, «molto per aggiunta e pochissimo per sottrazione», ponendo in evidenza la complessa stratificazione storica. I restauri, finanziati a partire dal 1989, interessarono prima la chiesa abbaziale (1990-1992) quindi il resto del complesso monastico in due fasi distinte (la prima fase tra il 1993-2006, poi, dopo qualche anno di intervallo, fino al 2014 quando venne ultimato il restauro ed il consolidamento della torre campanaria).
Il restauro è stato occasione di studio ed ha permesso, anche grazie alle indagini stratigrafiche, di ampliare le conoscenze sull'origine dell'abbazia.

##### Il presente
Attualmente di proprietà del comune di Concerviano, il complesso, finalmente restaurato, viene saltuariamente reso visitabile e fruibile dal comune di Concerviano per lo svolgersi di visite, mostre, convegni e spettacoli musicali e teatrali in attesa di trovare una funzione appropriata per il futuro.

## I possedimenti dell'abbazia di San Salvatore Maggiore

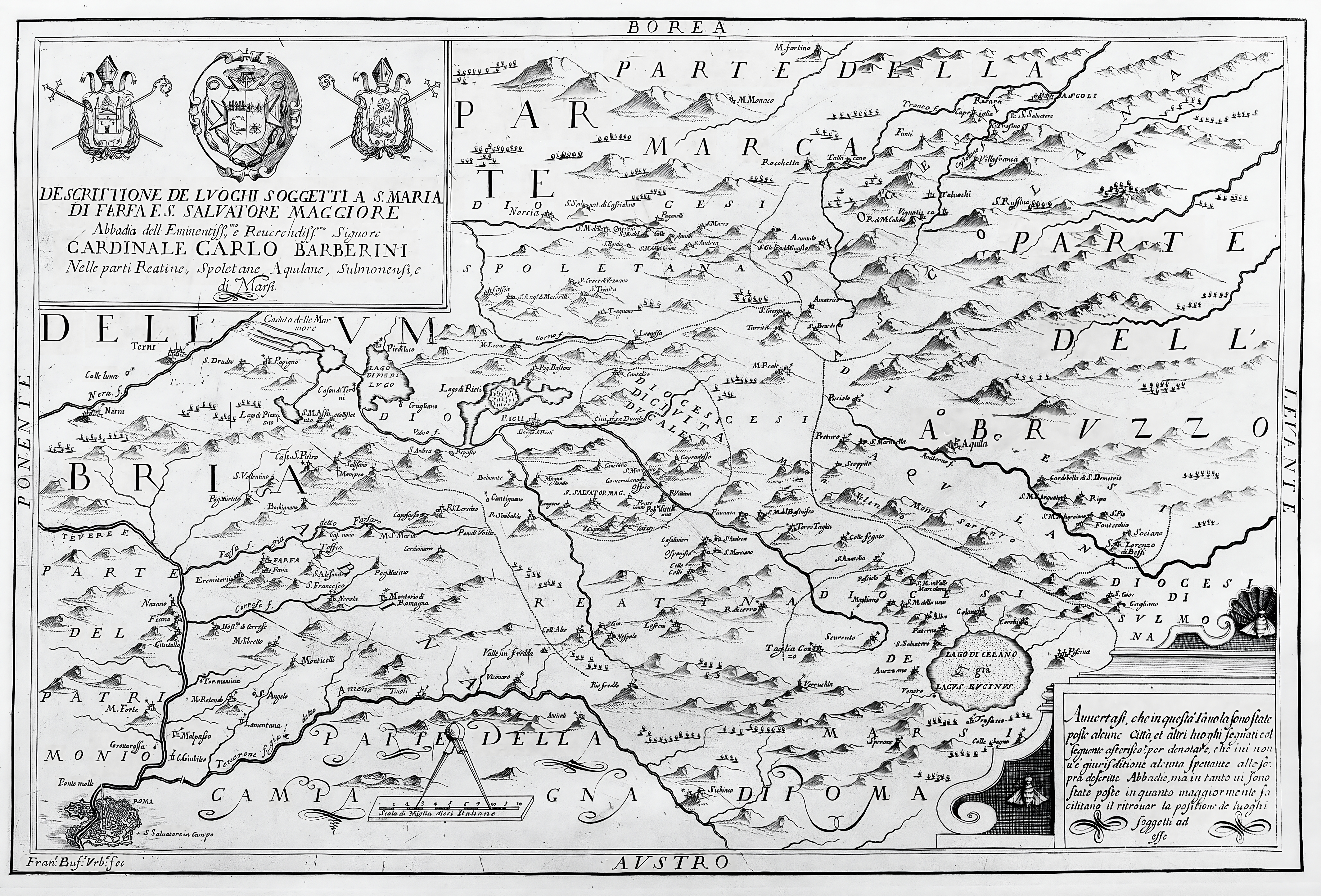
Carta dei luoghi soggetti alle abbazie di Farfa e San Salvatore Maggiore contenuta nel Synodus dioecesana insignium abbatiarum S. Mariae Farfensis et S. Salvatoris Maioris Ord. S. Benedicti (1685)

Fin dalla sua fondazione nell'VIII secolo, l'abbazia di San Salvatore Maggiore, favorita dai gastaldi di Rieti e dai duchi di Spoleto raccolse le donazioni di quanti, nobili di origine romana o longobarda, le affidavano i propri beni accrescendo così i propri possedimenti. Nei secoli successivi le proprietà dell'abbazia vennero più volte riconosciute dall'autorità imperiale e pontificia.

### La Signoria di San Salvatore Maggiore
Il patrimonio del monastero si concentrava, per lo più, nei dintorni dell'abbazia, sull'altopiano del monte Letenano, nel territorio detto delle Plage, situato tra la Valle del fiume Salto e quella del fiume Turano dal fosso di Paganico - oggi fosso dell'Obìto - fino al Borgo di Rieti; questa era la parte più rilevante del patrimonio abbaziale che, per secoli, costituì una solida unità amministrativa definita in seguito, dapprima la "Baronia di San Salvatore Maggiore" dal Desanctis nel suo scritto del 1884 quindi, nel 2022, con un altro neologismo storico usato dal Leggio in un suo scritto, la "Signoria di San Salvatore Maggiore".

#### I castelli dell'abbazia di San Salvatore Maggiore
A partire dal XII secolo, compaiono più volte nei documenti degli elenchi degli abitati soggetti all'abbazia di San Salvatore Maggiore. Questi elenchi, nei secoli, videro scomparire alcuni dei nomi che si riferivano a realtà ormai non più esistenti o a castelli diruti mentre altri nomi comparvero in alcuni degli elenchi per poi scomparire nei decenni seguenti a seguito di acquisizioni e cessioni di proprietà da parte dell'abbazia. 

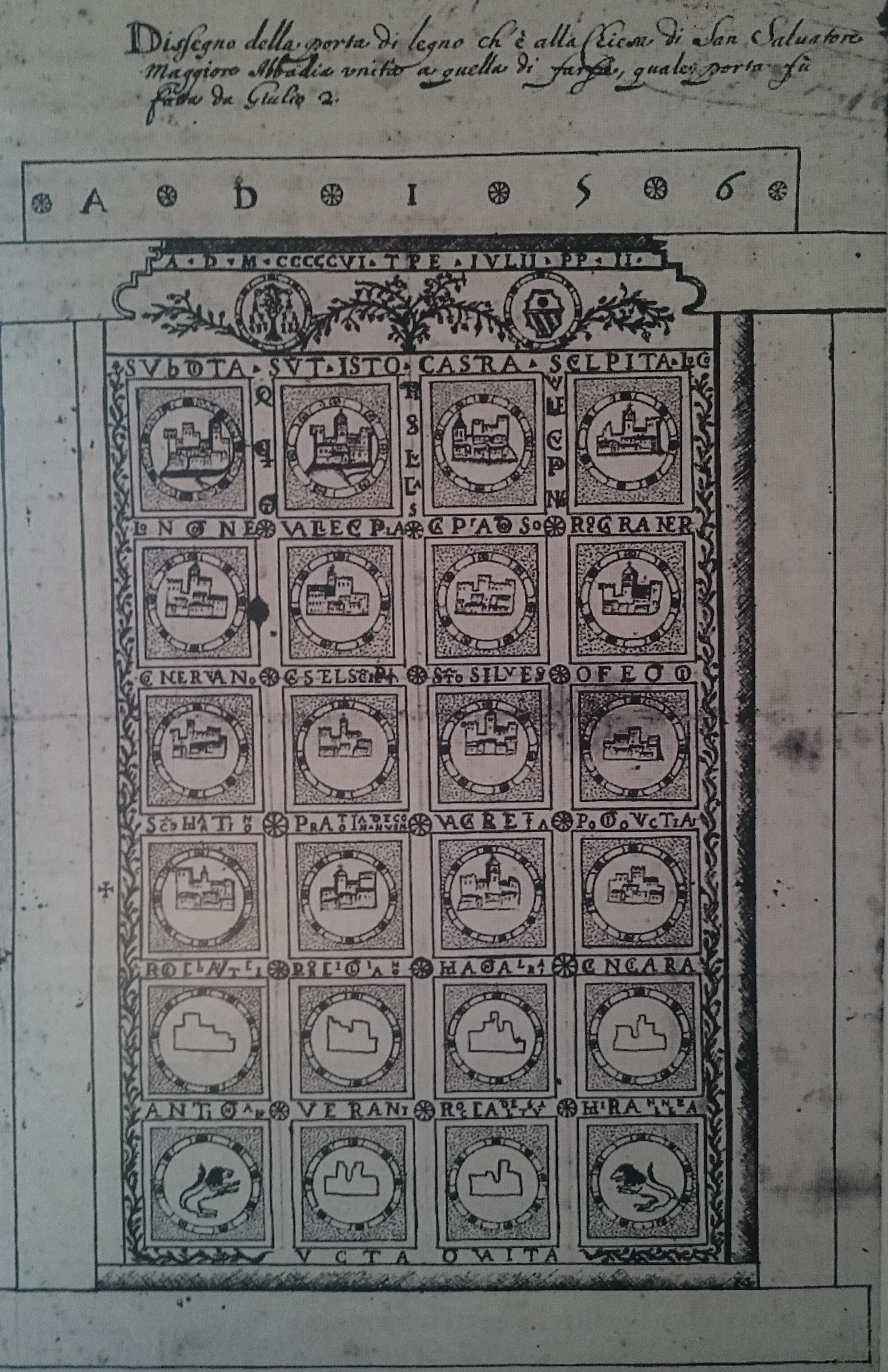
Raffigurazione del Portale della Chiesa di San Salvator Maggiore (1506) conservato alla Biblioteca apostolica vaticana nel Codice Vat.Lat. 9136, folio 274r.

La maggior parte di questi abitati, però, situati nei pressi dell'abbazia, costituiva il nucleo dell'unità territoriale dell'abbazia e, per secoli, questi paesi rimasero associati all'abbazia di San Salvatore Maggiore anche dopo la soppressione dell'abbazia stessa nel XVII secolo.
Ancora nel XVII secolo erano ricordati nel Catalogus Oppidorum, Castellorum et Villarum sub iurisdictione Abbatiali, elencati in ordine alfabetico, come i sedici castelli "in Corpore Abbatiae Sancti Salvatoris Maioris" i paesi di:
- Arx Raneriae - Roccaranieri
- Arx Vittiani - Rocca Vittiana
- Capradoxum - Capradosso
- Castrum Sancti Silvestri - San Silvestro
- Castrum Sacti Martini - San Martino
- Censuaria - Cenciara
- Concervianum - Concerviano
- Longonum - Longone
- Magnilarium - Magnalardo
- Offedium - Offeio
- Podium Vittianum - Poggio Vittiano
- Porcilianum - Fassinoro (già Porcigliano)
- Pratum Iohannis - Pratoianni
- Vaccaricia - Vaccareccia
- Vallis Cupula - Vallecupola
- Varcum - Varco Sabino

#### Il governo dei castelli dell'abbazia di San Salvatore Maggiore
L'amministrazione del territorio abbaziale fu dalla fondazione, nel 735, per sette secoli, fino al 1434, quando morì l'abate Battista Orsini, ultimo tra gli abati eletto dal capitolo abbaziale, in capo all'abbazia stessa ovvero all'abate eletto dai monaci e al capitolo abbaziale.
Questo stato di cose cambiò a partire dal XV secolo con la creazione della commenda quando l'elezione dell'abate venne di fatto avocata al pontefice.
Il governo dei castelli dell'abbazia era regolato da antichi usi e consuetudini stabiliti negli statuti abbaziali redatti dall'abate e da rappresentanti dei castelli. La vita degli abitanti della signoria, detti negli statuti homines de abbatia, seguiva questi principi che per secoli scandirono il vivere civile e religioso dei luoghi soggetti all'abbazia. Tramite gli statuti l'abbazia regolò la giustizia, influenzò la morale plasmando la storia e l'economia dei suoi castelli.
Subentrata all'abate la figura del commendatario, a partire dal XVI secolo, alle consuetudini degli statuti si sostituirono le massime raccolte nei sinodi dai commendatari che puntualmente ne ordinarono, nei secoli a seguire, lo svolgimento. Erano regole di morale che indirizzavano la vita religiosa delle comunità costituenti i possedimenti abbaziali e si affiancavano alla legge amministrata a livello locale ma ormai propagazione del governo centrale della Camera Apostolica.

### Altre proprietà dell'abbazia
Al di fuori del territorio della Signoria l'abbazia era titolare di molte proprietà, alcune nelle prossimità, nei territori della bassa Sabina e del Cicolano, altre decisamente più lontane, fin nel Piceno e nella Marsica, oltre che a Roma.

#### Nel Lazio

##### Nel territorio circostante alla Signoria
Dipendevano ancora dall'abbazia nel XVII secolo, al tempo del commendatario Carlo Barberini, il Convento di San Francesco a Longone e i paesi di Fiumata, Ospanesco, Casalivieri e Nespolo (questi ultimi furono uniti alla diocesi reatina da Benedetto XIV con bolla del 15 maggio 1747). Sono nell'elenco delle chiese dipendenti da San Salvatore Maggiore del 1398 anche S.Maria de Staffili a Staffoli e S.Pauli de Rocca Berardi a Rocca Berardi. La parrocchia di Capradosso fu unita alla diocesi di Rieti solo nel 1836.

##### A Rieti e nella piana reatina
A Rieti il monastero del Salvatore possedeva l'intero Borgo di Rieti (solo nel 1827 papa Leone XII lo riunì alla diocesi reatina) fino al fiume Velino, limite settentrionale della Signoria, ove era anticamente il monastero di San Michele e poi la chiesa di Santa Cecilia. In città, al di là del fiume San Salvatore era titolare della Chiesa di Santa Maria in Vallibus ove è oggi il monastero di Santa Lucia. È nell'elenco delle chiese dipendenti da San Salvatore Maggiore del 1398 anche S.Pastoris de Valle Reatina.

##### In Sabina
Nella Sabina l'abbazia del Salvatore era titolare dei monasteri di San Giuliano, di San Giovanni in Toza in ripa fluminis presso Grappignano e vantava diritti su Poggio Sommavilla, di Sant'Andrea, San Vittore, Santa Maria a Poggio Moiano. Sempre in Sabina, intesa nella sua estensione antica, nella diocesi di Rieti, la chiesa di San Giuliano a Trebula, il monastero di Santa Cecilia, di San Salvatore «in Vacungno», Sant' Angelo «in casa muca» col suo castello.

##### A Roma
I monaci del Letenano erano titolari a Roma della chiesa di San Salvatore "dompni Campi" e della vicina chiesa di San Martino nel rione Arenula.

#### Nell'Abruzzo

##### Nei territori de L'Aquila
Nella diocesi di Rieti che, prima della creazione della diocesi dell'Aquila, comprendeva allora Amiternum, il cenobio di San Paolo in Roiano e di San Bartolomeo in Scopeto, nell'allora diocesi di Furcona il monastero di Sant'Angelo de Mera. Oggi tutte realtà nella diocesi dell'Aquila.

##### Nel territorio di Sulmona
Nella diocesi di Valva, oggi nella diocesi di Sulmona-Valva, un'altra lunga lista di beni.

##### Nella valle del Vomano
Nella valle del Vomano i monaci del Salvatore erano titolari dell'abbazia di Santa Maria di Propezzano, dell'abbazia di San Salvatore a Canzano, di San Salvatore in Beczini (a Bozzino in località Cologna Spiaggia di Roseto) e del vicino castello di San Flaviano, nella vicina valle castellana di S.Angelo in Volturino.

##### Nella Marsica
Nella Marsica San Salvator Maggiore possedeva il monastero di Santa Maria «in Valle Maeculana» e di San Salvatore in Paterno. Per un breve periodo, dopo l'abbandono dei monaci, ai tempi del re Roberto d'Angio, anche la chiesa di Santa Maria in Valle Porclaneta, presso Rosciolo dei Marsi, fu aggiunta ai benefici dei commendatari di San Salvatore Maggiore.

Dipendenze di San Salvatore Maggiore in Abruzzo.
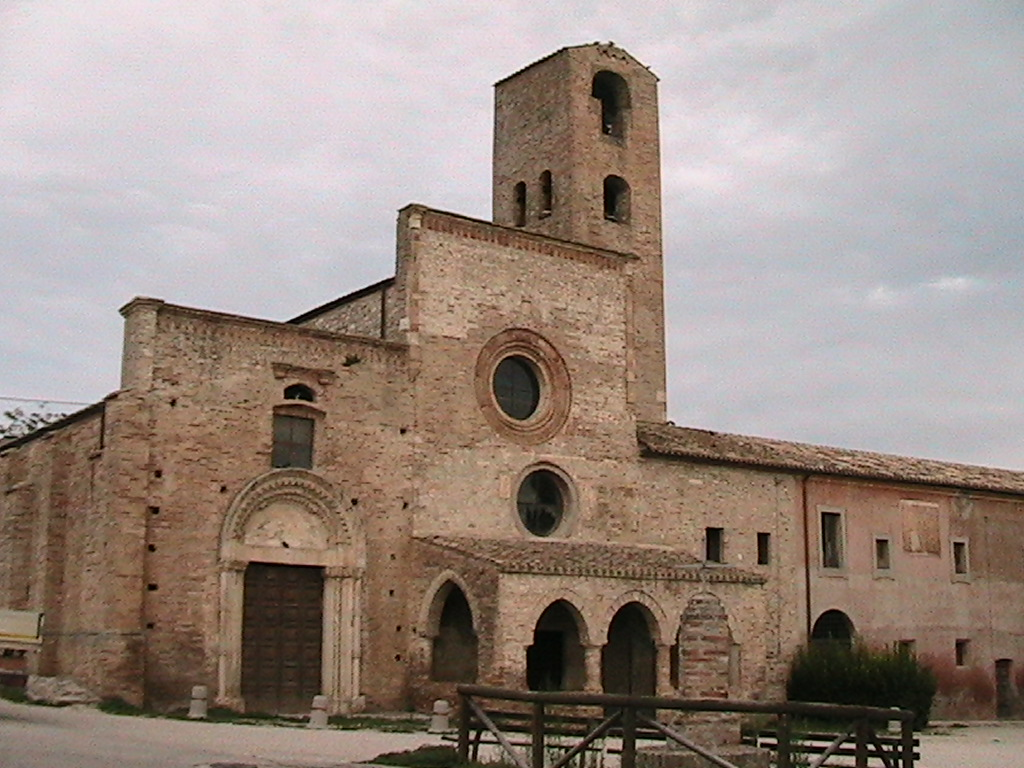
Abbazia di Santa Maria di Propezzano (TE).
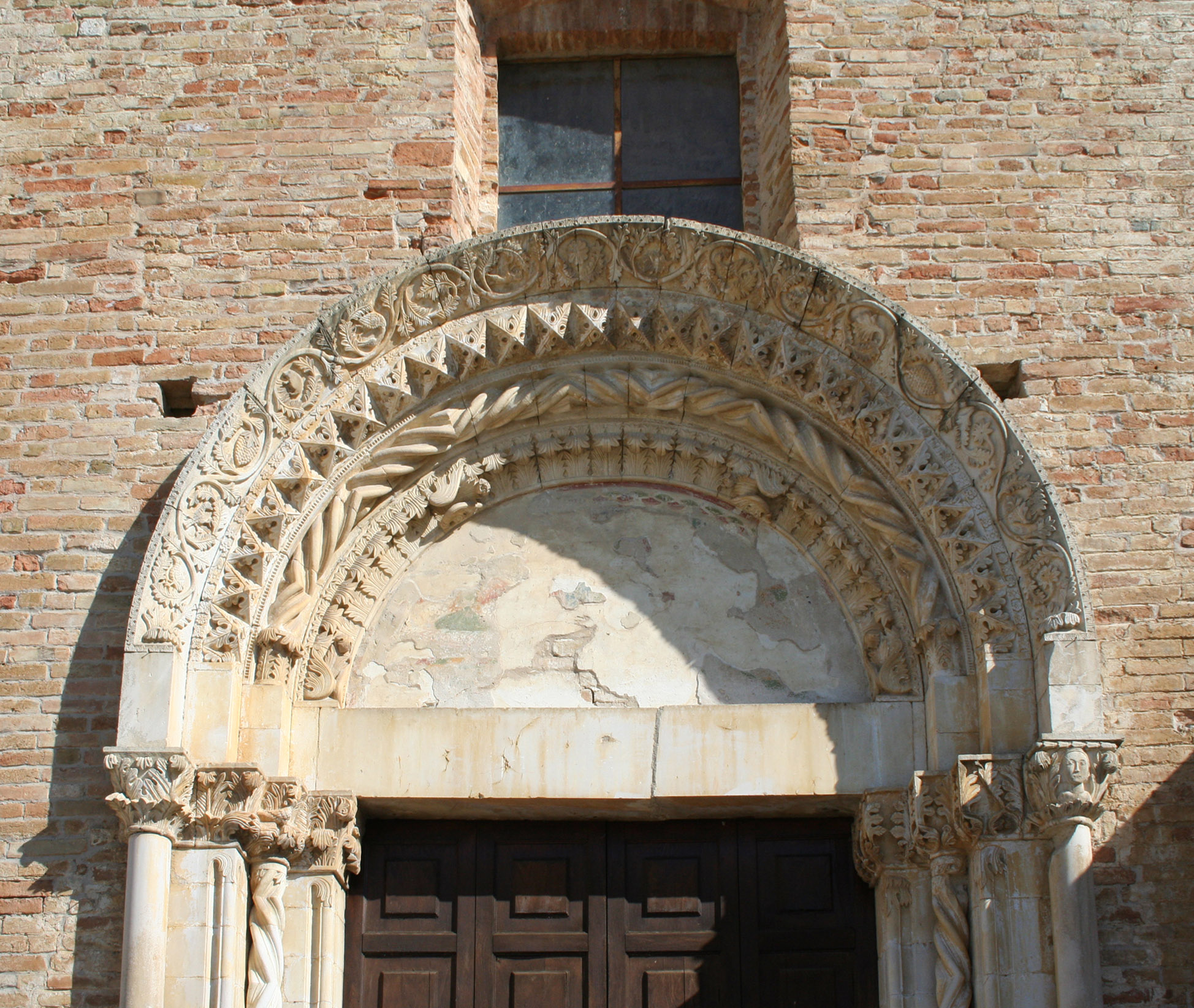
Portale della chiesa di Santa Maria di Propezzano.
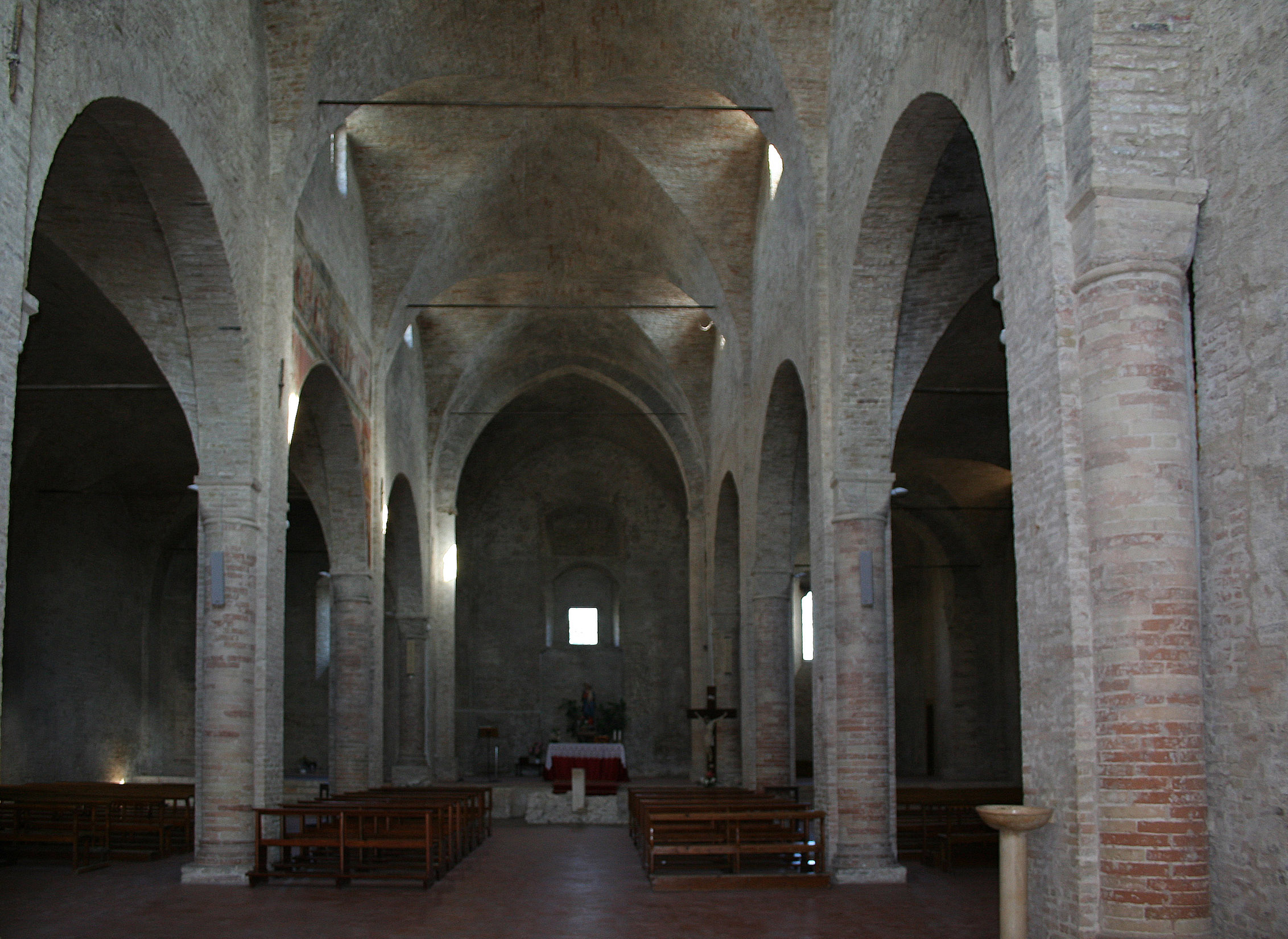
Interno della chiesa di Santa Maria di Propezzano.
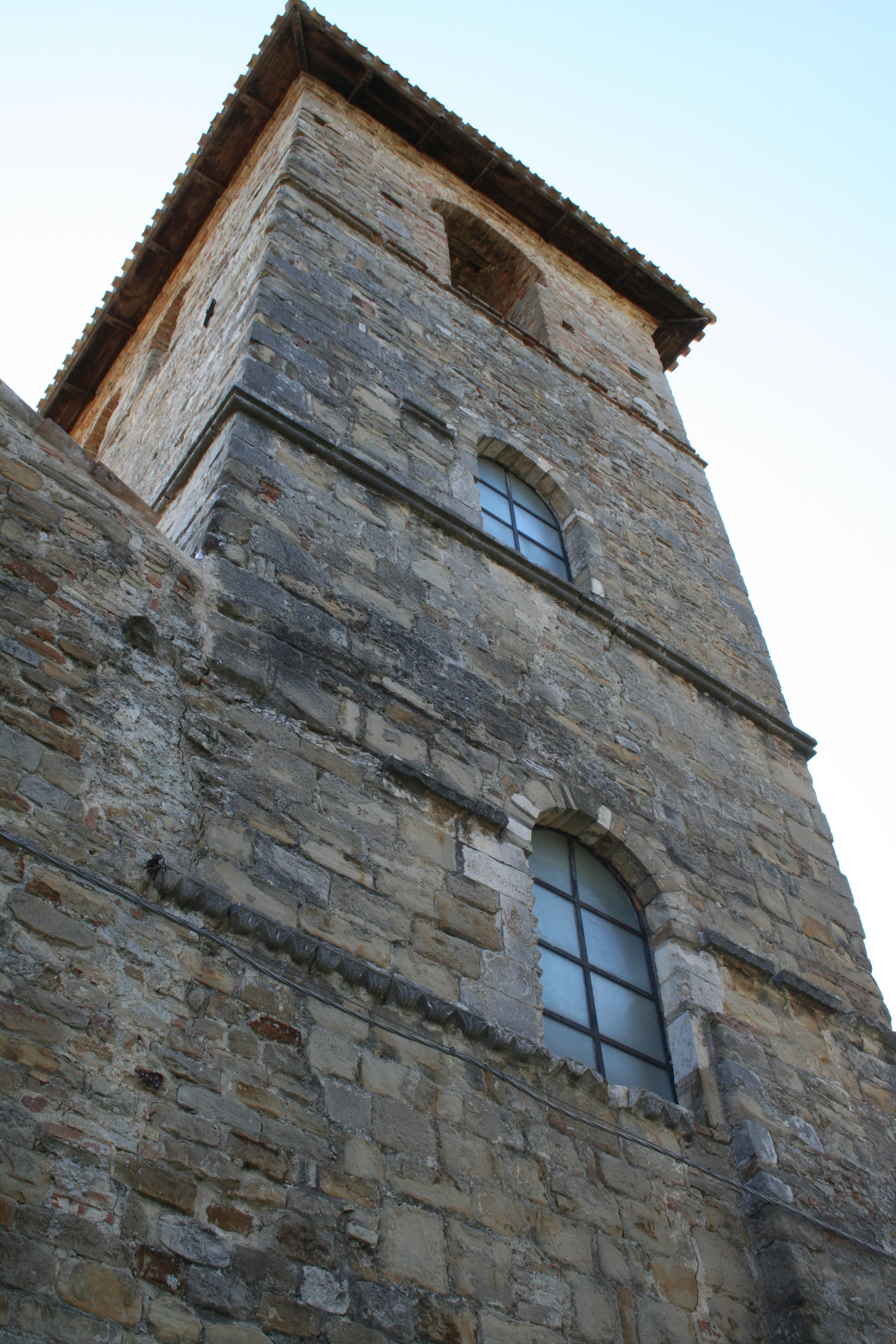
Torre dell'abbazia di San Salvatore a Canzano (TE)
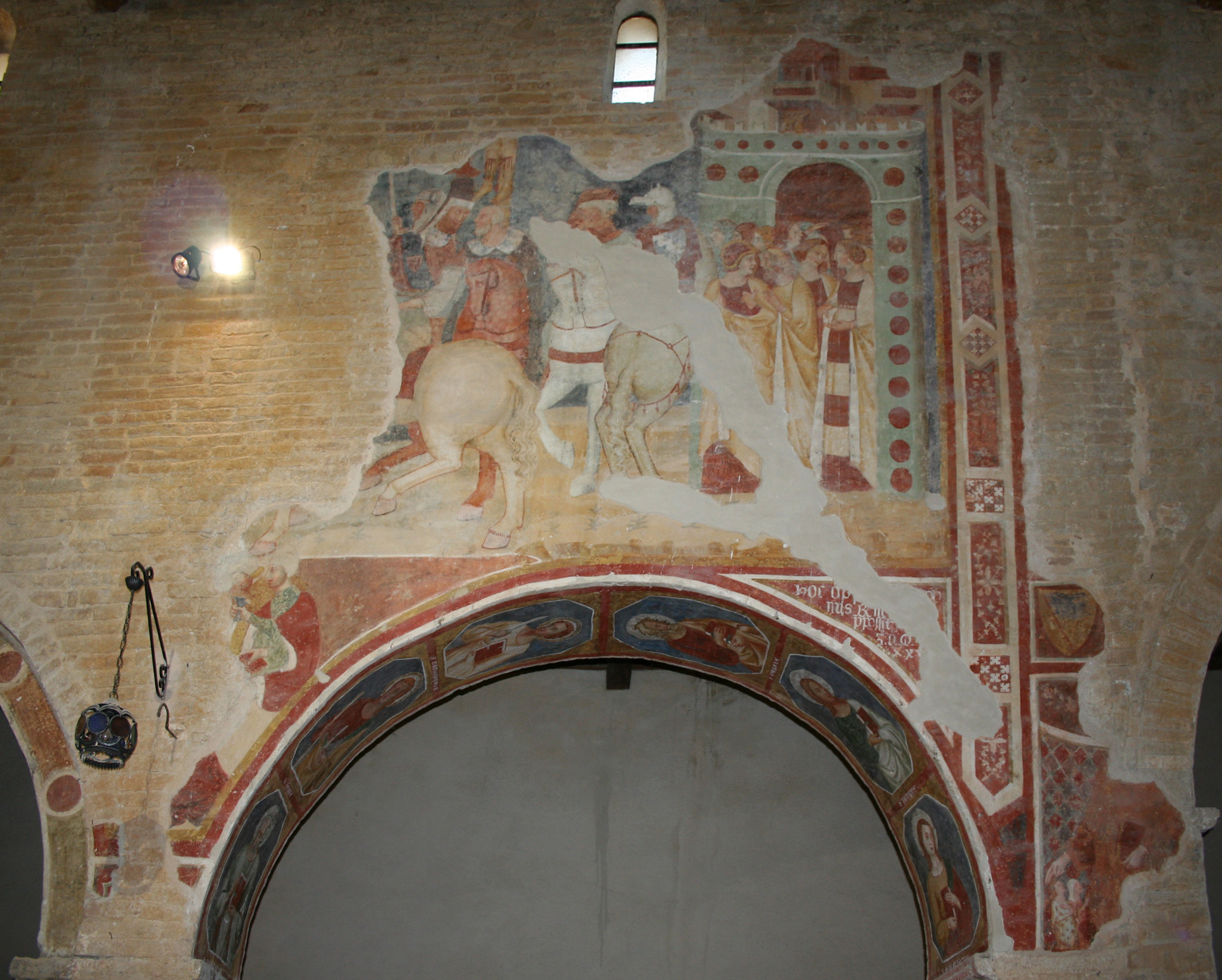
Affreschi nella chiesa di San Salvatore a Canzano.
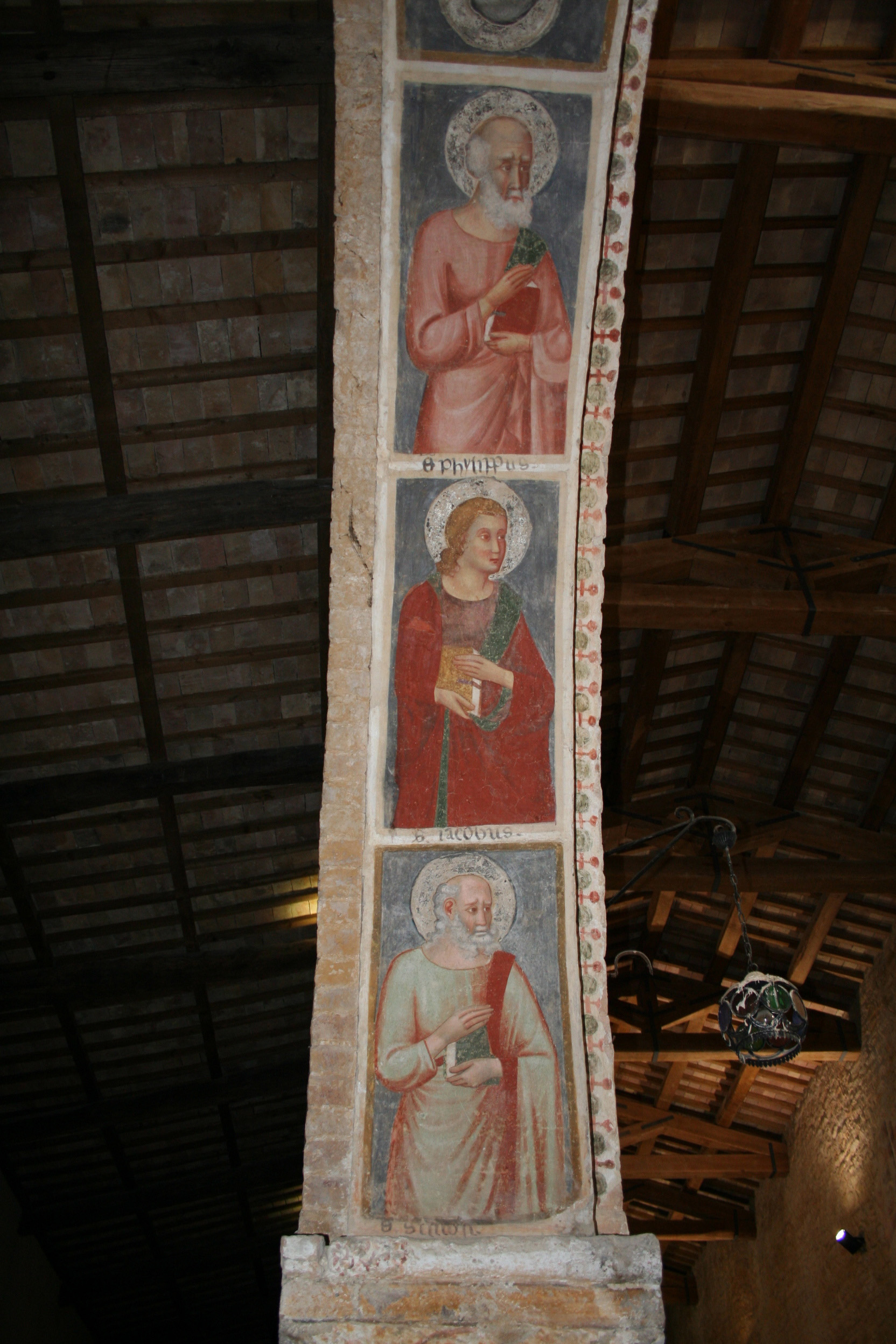
Affreschi della chiesa di San Salvatore a Canzano.
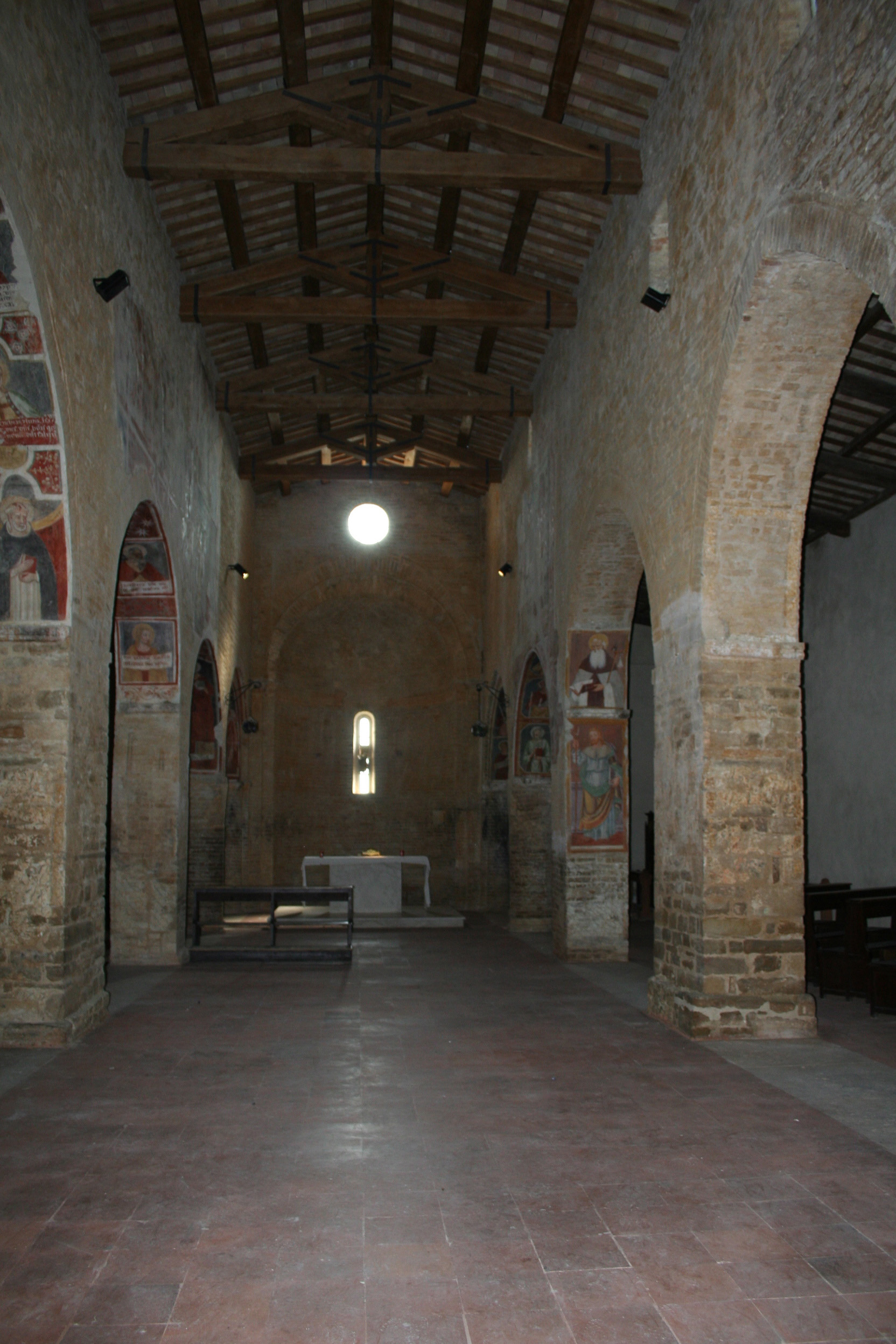
Interno della chiesa di San Salvatore a Canzano.
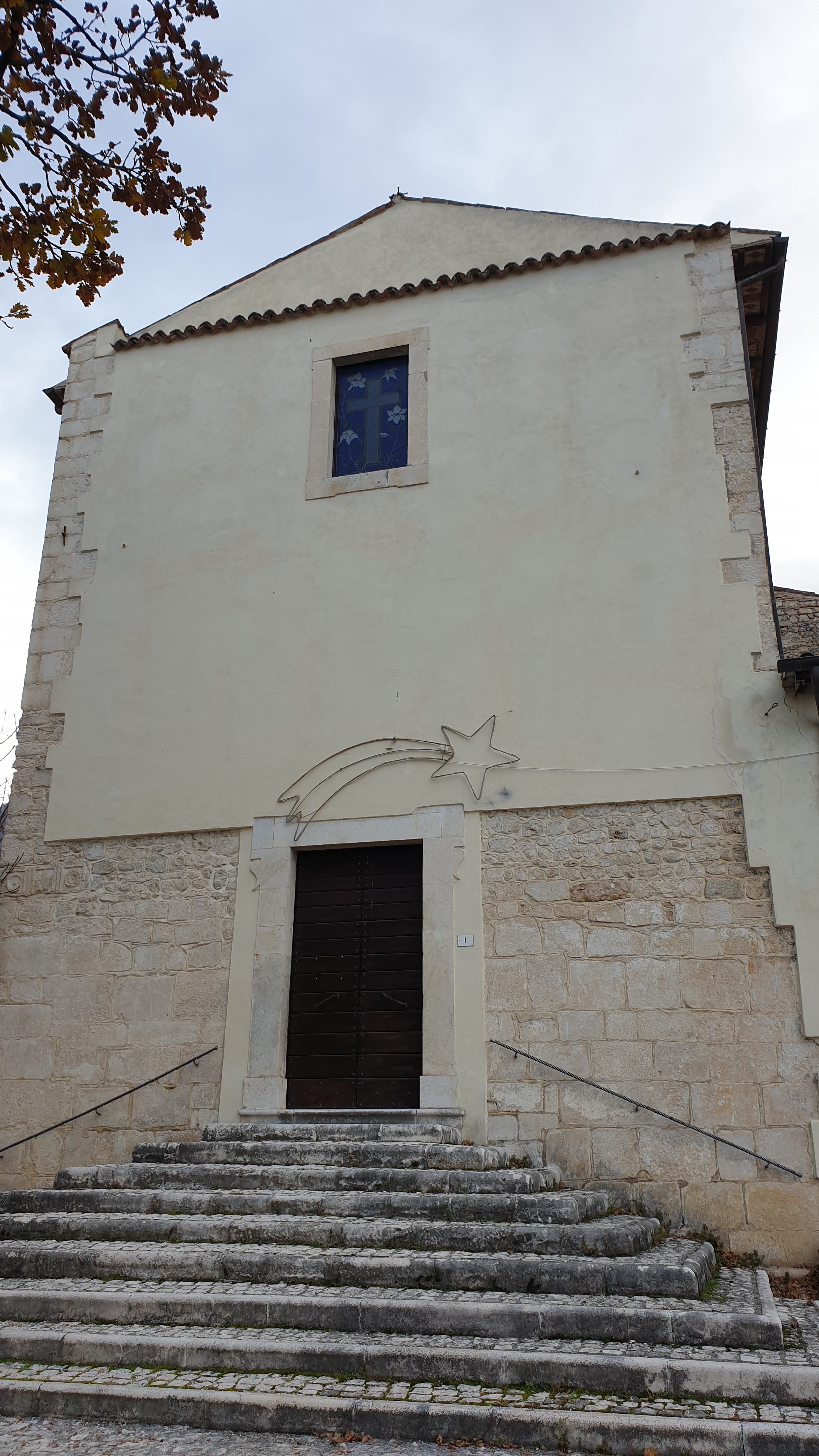
Chiesa di San Bartolomeo Apostolo, Scoppito (AQ).
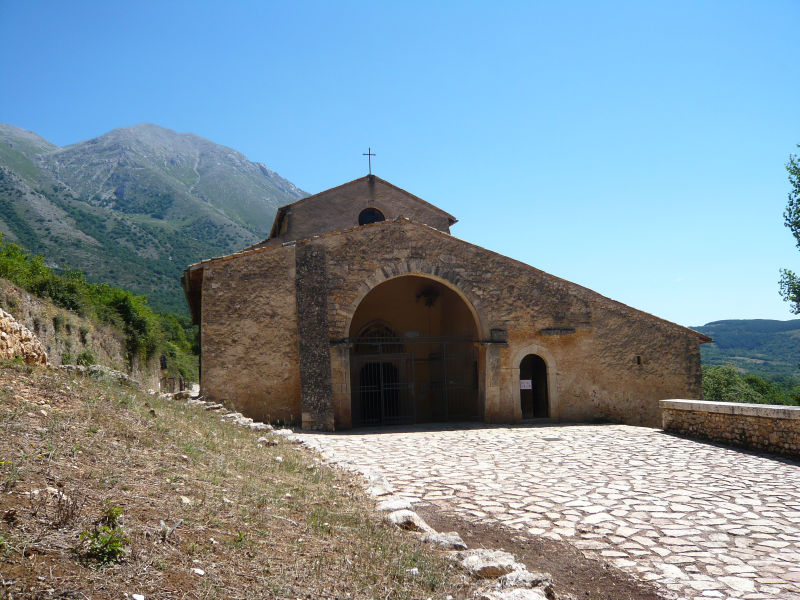
Chiesa di Santa Maria in Valle Porclaneta (AQ).
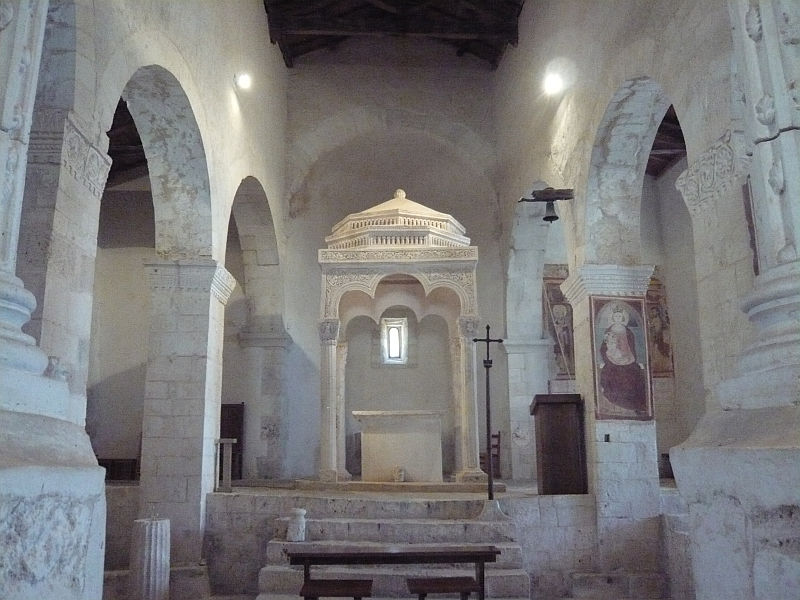
Interno della chiesa di Santa Maria in Valle Porclaneta.
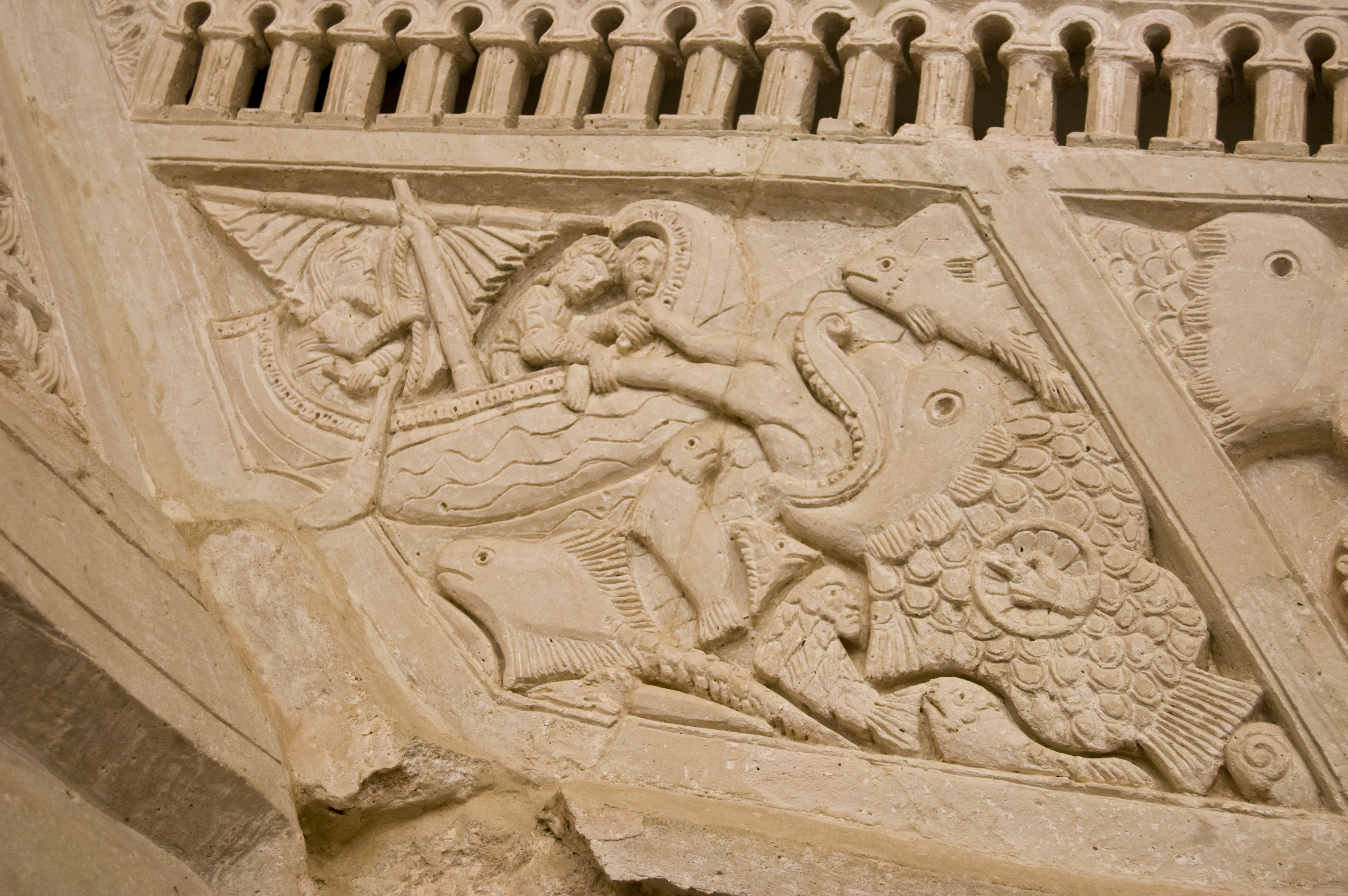
Sculture nella chiesa di Santa Maria in Valle Porclaneta.
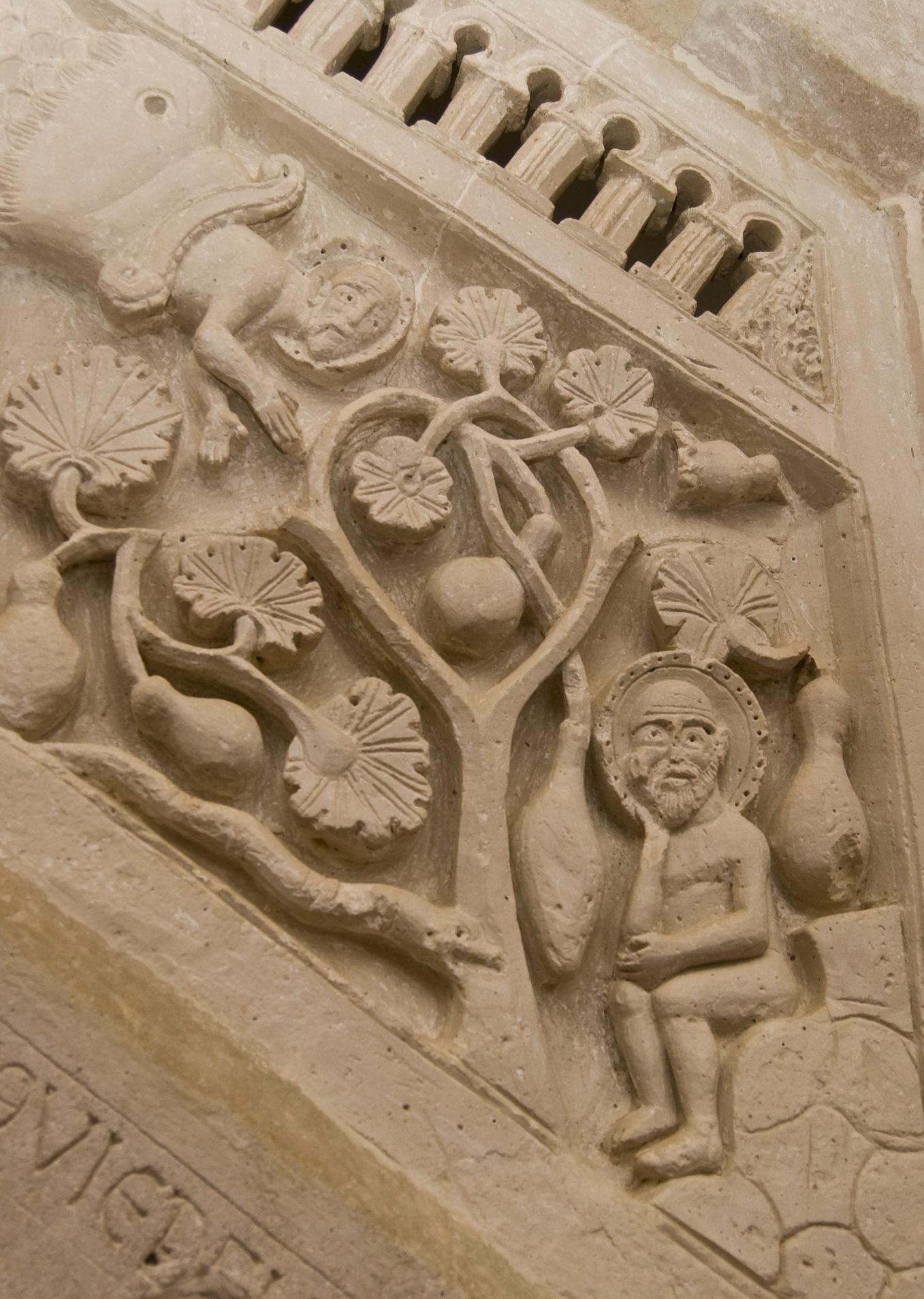
Sculture nella chiesa di Santa Maria in Valle Porclaneta.

#### Nelle Marche

##### Nella valle dell'Aso
Nelle Marche, nelle diocesi di diocesi di Fermo e di Montalto, San Salvatore Maggiore possedeva i monasteri di Santa Vittoria in Santa Vittoria in Matenano, San Paolo di Force, San Lorenzo di Rotella, Sant'Angelo di Montelparo e Santa Maria Cellana del Monte (Santa Maria de' Cellis a Montedinove) e, oltre a questi, nove priorati.

##### Nella valle del Chienti
Lo Schuster ricorda ancora il priorato di San Catervo di Tolentino come dipendente dall'abbazia di San Salvatore Maggiore prima del 1507.

#### Le chiese soggette all'abbazia di San Salvatore Maggiore
Come è facile immaginare oltre alle chiese nei castelli dell'abbazia e a quelle sopra riportate a Roma, periodicamente, nei documenti relativi alle proprietà dell'abbazia, si trovano lunghi elenchi di chiese sotto la giurisdizione dell'abbazia di San Salvatore Maggiore ubucate anche nel territorio di altre diocesi, lontano dalla signoria di San Salvatore Maggiore. Tali elenchi erano redatti dagli abati prima e dai commendatari poi i quali reclamavano il diritto sui benefici di quelle chiese.

## Cronotassi degli abati

### Abati di San Salvatore Maggiore (735-1399)
Serie di abati di San Salvatore Maggiore riportata da Ildefonso Schuster, Il monastero imperiale del Salvatore sul monte Letenano, p. 63:
- Adroaldo † (documentato dal 772 al 775)
- Usualdo † (documentato nel 794)
- Leufo † (documentato nell'817)
- Onorato † (documentato tra l'847 e l'855)
- Anastasio † (documentato nell'872)
- Landuino † (documentato dal 1001 al 1017)
- Perenesio † (documentato nel 1049)
- Pietro † (documentato nel 1057)
- Adenolfo † (documentato nel 1124)[221]
- Ranuzio † (documentato nel 1221)
- Egidio † (documentato nel 1286)
- Filippo † (documentato nel 1290)[91]
- Pietro II † (documentato tra il 1290 e il 1306)
- Cambio † (documentato nel 1306)[222]
- Bono (o Giovanni) † (documentato nel 1307)

### Abati commendatari di San Salvatore Maggiore (1399-1841)
Serie degli abati commendatari di San Salvator Maggiore:
- Francesco Carbone (Tommacelli) (1399-1405): nipote di Bonifacio IX (1389-1404).
- Giovanni De Ponte[224] (1447-1449): cardinale vescovo di Palestrina.

#### Orsini (1449-1503)
- Latino Orsini (1449-1477): cardinale camerlengo e consigliere di Sisto IV, abate commendatario anche a Farfa (1476-1477).
- Giovanni Battista Orsini (1477-1503) figlio di Lorenzo da Monterotondo - abate commendatario anche a Farfa (1486-1503): protonotaro apostolico, commissionò gli statuti dell'abbazia. Morto in Castel Sant'Angelo avvelenato per mandato di Cesare Borgia.

#### Della Rovere (1505-1513)
- Galeotto Franciotti della Rovere (1505-1508): nipote di Giulio II (1503-1513).
- Sisto Gara della Rovere (1508-1513): nipote di Giulio II.

#### Orsini d'Aragona (1513-1543)
- Gian Giordano Orsini (1513-1516): marito, in seconde nozze (1506), di Felice Della Rovere, figlia naturale di papa Giulio II.
- Napoleone Orsini d'Aragona (1517-1530): vescovo di Spoleto, figlio di Gian Giordano Orsini avuto da questi dalle prime nozze con Maria Cecilia d'Aragona, figlia naturale di Ferdinando I d'Aragona, Re di Napoli (1458-1494).
- Francesco Orsini d'Aragona (1530-1543): vescovo di Tricarico, fratello di Napoleone Orsini d'Aragona, figlio di Gian Giordano Orsini e Felice Della Rovere.

#### Farnese (1546-1589)
- Ranuccio Farnese (1546-1563): nipote di Paolo III. Dipinto da Tiziano nel ritratto di Ranuccio Farnese (1542).
- Alessandro Farnese (1563-1589): fratello di Ranuccio, nipote di Paolo III, celebre mecenate e collezionista di opere d'arte. Soprattutto a lui si deve la raccolta della Collezione Farnese. Al suo giudizio si deve il restauro dei fasti consulares, dopo la loro scoperta nel XVI secolo e la loro esposizione nel Palazzo dei Conservatori in Campidoglio entro una cornice architettonica progettata da Michelangelo. Immortalato da Tiziano nel Ritratto del cardinale Alessandro Farnese (1545-1546), alla sua corte trovarono lavoro artisti (Michelangelo, Tiziano, Giorgio Vasari, Taddeo e Federico Zuccari, Jacopo Zanguidi detto il Bertoja, Giovanni De Vecchi, Raffaellino da Reggio e Antonio Tempesta, Niccolò Circignani e il Cavalier d'Arpino), architetti (Jacopo Barozzi detto il Vignola, Giacomo della Porta) e letterati (Onofrio Panvinio, Annibale Caro) grazie alla ricchezza delle rendite legate ai titoli del suo cardinalato tra le quali quella di San Salvatore Maggiore.

- Alessandro Peretti di Montalto (1589-1623): nipote di Sisto V, ordinò il sinodo del 1604.
- Francesco Orsini (1623-1627): entrato nella Compagnia di Gesù nel 1627.

#### Barberini (1627-1738)
- Francesco Barberini Seniore (1627-1654): nipote di Urbano VIII, creato cardinale a soli 26 anni, legato pontificio in Francia a 28 anni, abate commendatario dall'eta di 30 anni. Ebbe Luca Olstenio (dal 1636) e Gabriel Naudé (dal 1641) come bibliotecari al suo servizio. Membro della Congregazione del Sant'Uffizio (di cui fu segretario per 46 anni) fece parte del collegio giudicante nel processo a Galileo Galilei nel 1633. Presidente della Fabbrica di San Pietro (1633-1667) al tempo in cui Gian Lorenzo Bernini si occupò della sistemazione di Piazza San Pietro (1657-1667). Promosse la creazione dell'arazzeria dei Barberini a Roma, prima arazzeria nella capitale.
- Carlo Barberini (1654-1703): nipote di Francesco, presidente della Fabbrica di San Pietro (1667-1703). Promosse il sinodo del 1685.
- Francesco Barberini Iuniore (1704-1738).

- Giovanni Antonio Guadagni (1654-1703): nipote di Clemente XIII.
- Domenico Passionei (1738-1746): legatissimo all'abate Pier Luigi Galletti, storico, autore della perizia che smascherò i falsari Serafini nel 1762.[227]

#### Lante Montefeltro della Rovere (1746-1817)
- Marcello Federico Lante (1746-1763): signore di Rocca Sinibalda, camerlengo del Collegio Cardinalizio (1753-1754), Prefetto della Congregazione del Buon Governo (1759-1773).
- Antonio Lante (1763-1817): pronipote di Marcello Federico Lante, Uditore generale della Camera Apostolica (1803-1807).

- Luigi Ercolani (1818-1825): tesoriere generale della Camera Apostolica (1814-1816).
- Belisario Cristaldi (1826-1831): rettore de La Sapienza (1817-1828), tesoriere generale dello Stato Pontificio (1820-1828) e camerlengo del Collegio Cardinalizio (1830-31).
- Giacomo Giustiniani (1832-1833): camerlengo del Collegio Cardinalizio (1837-1843).
- Luigi Lambruschini (1834-1841): cardinal Segretario di Stato (1836-1846).

Dal 1841 al 1925 il titolo di "abate di San Salvatore Maggiore" passò ai vescovi di Poggio Mirteto.
Dal 1925 sono i vescovi di Rieti a potersi fregiare del titolo di "abate perpetuo di San Salvatore Maggiore".

## Il complesso abbaziale

### Posizione geografica
L’abbazia di San Salvatore Maggiore, sorge, isolata, su di un pianoro situato sull'altopiano del Letenano, ad 821 m s.l.m., nel territorio montuoso che divide la Valle del Salto da quella del Turano. Il complesso abbaziale si trova nel comune di Concerviano poco distante dall'abitato di Vaccareccia a nord-ovest, da cui la divide la valle scavata dal Fosso di Fonte che si origina da una sorgente prossima all'abbazia, detta la Fonte del Cardinale, e da quello di Pratoianni, poco più distante, verso nord-est.

### La struttura del complesso abbaziale

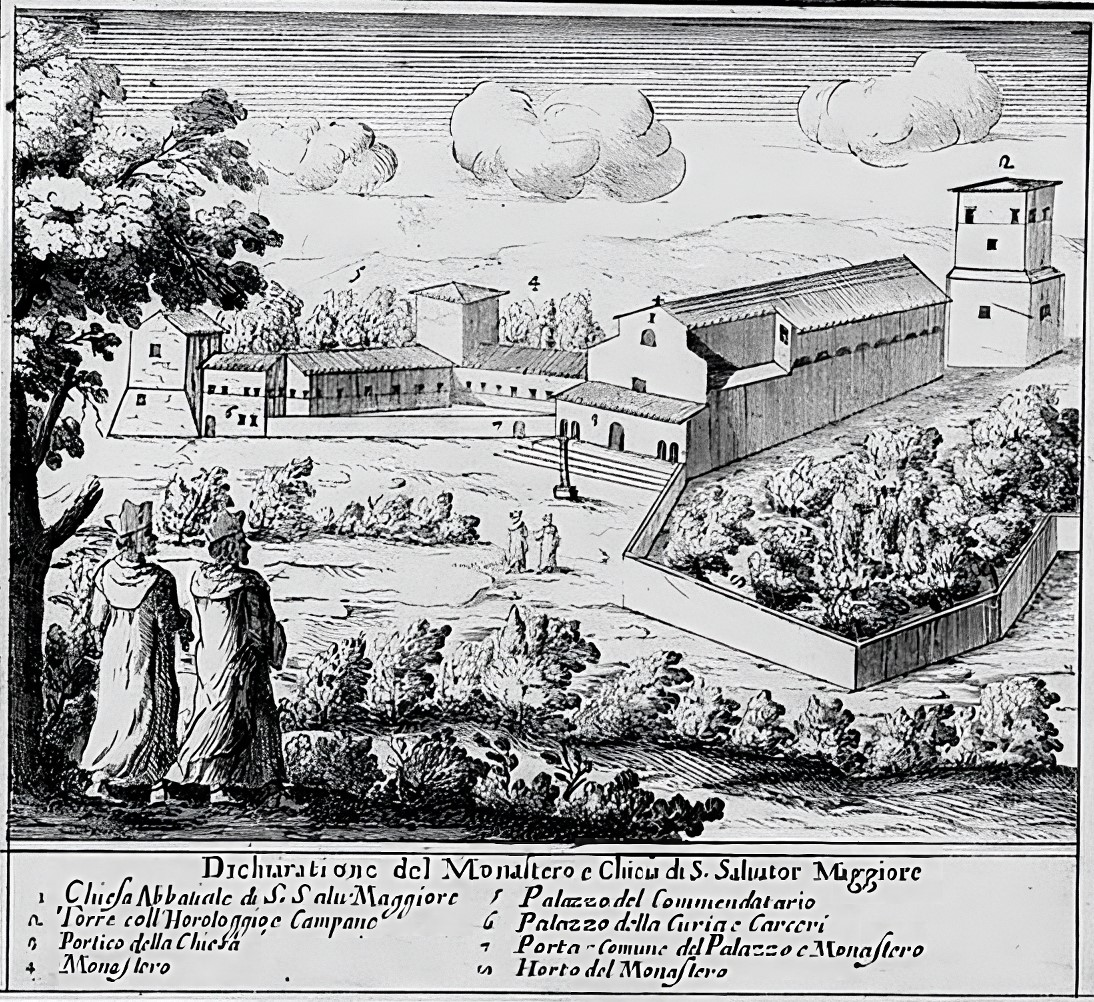
Monastero e Chiesa di San Salvatore Maggiore. Tavola di Francesco Antonio Bufalini nel Synodus dioecesana insignium abbatiarum S. Mariae Farfensis et S. Salvatoris Maioris Ord. S. Benedicti (1685).

L'abbazia si presenta come una costruzione imponente di quattro corpi di fabbrica, la chiesa e tre edifici, sviluppati con fasi costruttive e connotazioni architettoniche diverse, che hanno, nel tempo, ricoperto funzioni diverse. I corpi di fabbrica hanno la consueta disposizione monasteriale attorno ad un cortile quadrato di 50×50 metri:
- la chiesa abbaziale: a sud, sviluppandosi lungo l'asse est-ovest è a navata unica, con cappelle laterali e presbiterio rialzato. Sul fianco destro si trova un'imponente torre campanaria.
- l'ala est: annessa alla chiesa abbaziale da cui si accedeva tramite un ingresso su un lato del transetto è, insieme alla chiesa, la parte più antica del complesso. Accoglieva, in origine, gli spazi comuni, come il refettorio, il capitolo, le cucine e gli ambienti del dormitorio monastico e dello xenodochio. Lungo il corridoio che porta al refettorio, accanto alle cucine, sulla parete verso est, un fontanile convogliava le acque della vicina fonte; a mo' di vasca vi si può ancora scorgere la lapide di Sesto Tadio.
- l’ala nord, in direzione dell'abitato di Pratoianni, nata con funzioni fortificatorie, di ricovero e di deposito, nel rinascimento all'epoca dell'abate Ranuccio Farnese, venne destinata a residenza dell'abbate commendatario e della sua corte.
- l’ala ovest, in direzione dell'abitato di Vaccareccia, di origine più tarda, ha avuto funzioni amministrative e di rappresentanza, quali curia e tribunale, e una parte più moderna, nata in fase post conventuale, nel XVIII secolo, destinata a cappella e a dormitorio per i seminaristi.

### La vicenda costruttiva del complesso abbaziale
La chiesa e l'ala est datano all'VIII secolo, probabilmente sui resti di una villa romana del I-II sec.d.C. Vennero ampliate tra l'VIII ed il IX secolo per poi essere ricostruite, dopo la devastazione dei saraceni dell'891, nel X secolo quindi di nuovo ampliate e trasformate più volte tra l'XI ed il XIII secolo a mezzo di continui lavori di riadattamento e ricostruzione che ebbero luogo anche in seguito, a causa di eventi eccezionali - come l'assedio del 1308 - e danni accidentali.
Con l’istituzione della commenda, verso la fine del XVI secolo, il complesso cominciò a trasformarsi in fortilizio e il cardinale Ranuccio Farnese fece riadattare l’intera ala nord come propria residenza, aumentando lo spessore del corpo di fabbrica e realizzando il nuovo prospetto verso il cortile.
Interventi di riadattamento più limitati sono poi dovuti al cardinale Francesco Barberini nel XVII secolo.
L’abbandono dei monaci a seguito dell'abolizione dell'abbazia benedettina nel 1629 e la nuova destinazione a sede del seminario diocesano nel 1746, provocò l’ultima grande trasformazione del complesso, che nel XVIII secolo aggiunse un nuovo corpo di fabbrica nell’ala ovest e fu riadattato per la nuova funzione di seminario cui fu destinato fino al 1841.
I padri passionisti, cui il monastero fu affidato dal 1839 al 1854, limitarono la rovina con interventi di manutenzione quindi, affidato alla diocesi di Poggio Mirteto, dal 1855 al 1880 l'edificio venne usato come residenza per le ferie autunnali dei seminaristi di Poggio Mirteto. Quando nel 1880 fu adattato a residenza estiva dei seminari di Rieti e Poggio Mirteto si provvide di nuovo a qualche lavoro di manutenzione. Lesionato dal terremoto di Avezzano del 1915, il complesso venne interessato da un intervento del Genio Civile, negli anni trenta, che causò un vero e proprio scempio delle strutture, vetuste, ma ancora resistenti, comportando numerosi crolli e distruzioni, soprattutto nell'ala est, quella di più antica costruzione.
Dagli inizi del Novecento si consumò un degrado sempre più evidente e un’accelerata distruzione, mitigata solo da qualche intervento dovuto ai Salesiani a cui il complesso venne affidato tra il 1950 ed il 1960.
Dagli anni sessanta sino alla metà degli anni ottanta, il monastero fu completamente abbandonato a sé stesso, vittima di crolli e saccheggi che lo resero un rudere fino all’intervento del Comune di Concerviano, guidato dal sindaco Damiano Buzzi, che lo acquistò nel 1986 e che successivamente si prodigò per avviarne la valorizzazione e il restauro cominciando dalla chiesa per poi passare all'ala est e quindi a quella nord e a quella ad ovest.

### La chiesa abbaziale del Salvatore

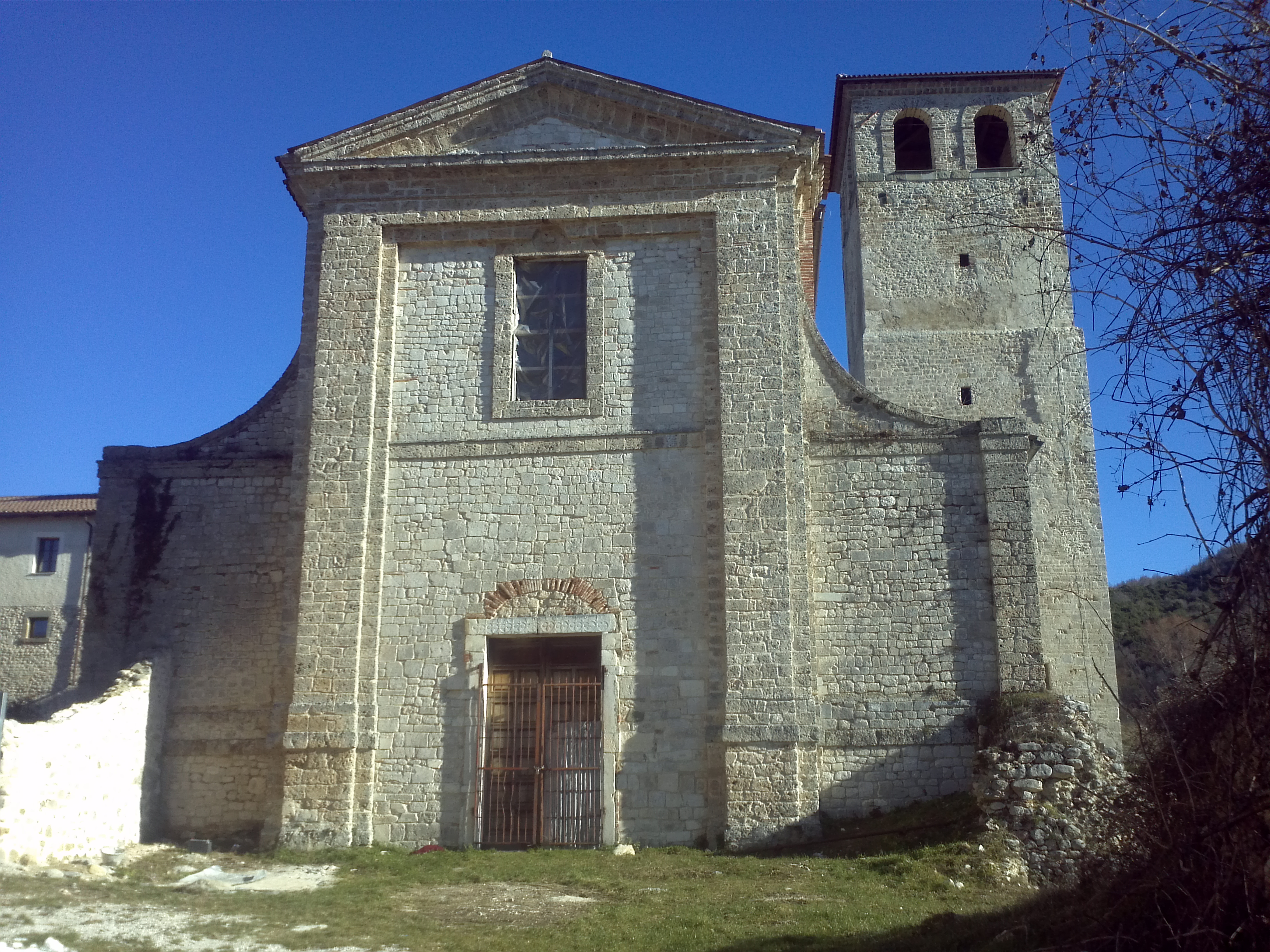
La facciata seicentesca della chiesa del Salvatore a San Salvatore Maggiore.

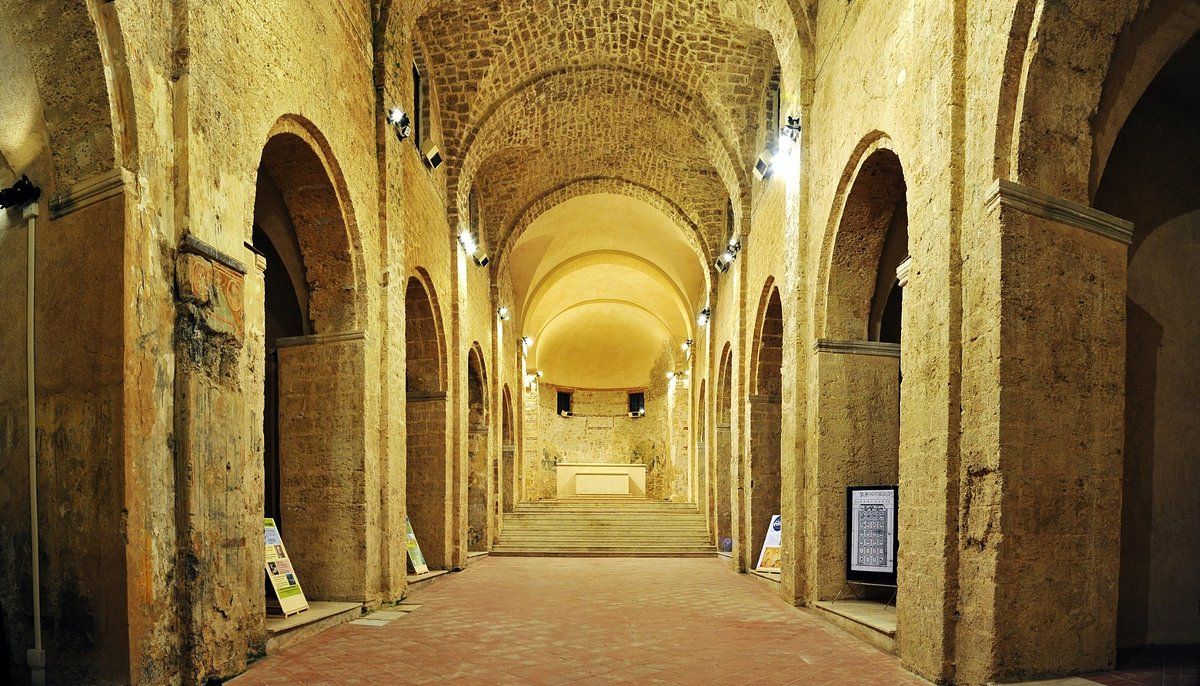
Chiesa del Salvatore, veduta notturna dell'interno dall'ingresso verso l'altare.

La chiesa, che in un’incisione del sec. XVII di Francesco Bufalini contenuta nel Synodus dioecesana insignium abbatiarum S. Mariae Farfensis et S. Salvatoris Maioris Ord. S. Benedicti del 1685, figura preceduta da un portico aperto da cinque archi (uno centrale di dimensioni maggiori e quattro più piccoli disposti in coppia alle due estremità), presenta oggi una facciata barocca su cui si apre un semplice portale; sul fianco destro, in prossimità del transetto, si erge la massiccia torre campanaria, a pianta quadrata. Nell’interno, a navata unica con cappelle laterali, sono visibili tracce di affreschi medievali; la zona presbiteriale, probabilmente riferibile alla costruzione medievale (secc. X-XI), risulta fortemente rialzata rispetto al piano della navata.
Nel sinodo farfense del 1685 la chiesa di San Salvatore Maggiore è così descritta:
(Synodus dioecesana insignium abbatiarum S. Mariae Farfensis et S. Salvatoris Maioris Ord. S. Benedicti, Roma, Tipografia Barberini, 1686, pag. 1059)
Nei secoli successivi, seguendo le sorti del resto dell'abbazia, anche la chiesa cadde in rovina. Lo Schuster, a seguito della sua visita all'inizio del Novecento, così descrive lo stato della chiesa e dell'abbazia:
(Ildefonso Schuster, Il monastero imperiale del Salvatore sul Monte Letenano, in Archivio Società Romana Storia Patria, Roma, 1914)

### I dintorni dell'abbazia
Poco a monte dell'abbazia una copiosa fonte d'acqua, detta Fonte del Cardinale, genera un torrente che, dopo aver attraversato la gola sotto il paese di Vaccareccia, ove si trovava la mola del paese, prende il nome di Rio di Fonte ed affluisce alla sinistra del fiume Salto a valle della diga artificiale formante il Lago del Salto presso la località di Bivio Concerviano nel comune di Concerviano. Presso quella stessa fonte, nelle pertinenze del monastero si trovava il mulino del monastero.

## In ambito culturale
L'abbazia di San Salvatore Maggiore, insieme ad alcuni dei suoi castelli e ad altri luoghi nel territorio reatino, fa da scenario al giallo storico, ambientato nel XIII secolo, L'enigma dell'Abbazia - Il mistero delle divine reliquie scritto da Luciano Tribiani nel 2022.

### Repertori bibliografici, archivistici e annalistici

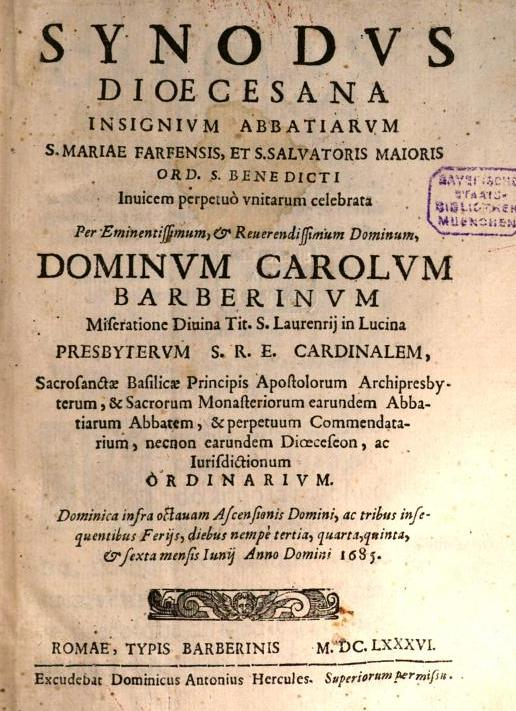
Pagina del titolo del Synodus dioecesana insignium abbatiarum S. Mariae Farfensis et S. Salvatoris Maioris Ordo S. Benedicti (1685) nella copia della Bayerische Staatsbibliothek.

- (LA) Augustin Lubin, Reate - VI. Abbatia sive Monasterium S.Salvatoris de Reate, in Abbatiarum Italiae brevis notitia, Roma 1693, Roma, 1693.
- (LA) Gabriel Naudé, Tabulari templis majoris reatini instauratio, in Johannes Georgius Graevius (a cura di), Thesaurus antiquitatum et historiarum Italiae, Tomo IX, Pars VIII, Lugdunum Batavorum, Petrus van der Aa, 1723,  pp. 328-360.
- (LA) Jean Mabillon, Liber vicesimus-primus, Anno 740, in Annales Ordinis S. Benedicti Occidentalium monachorum Patriarchae, Tomo II (701-849), Parigi, 1703-1739,  p. 103.
- (LA) Jean Mabillon, Annales Ordinis S. Benedicti Occidentalium monachorum Patriarchae, Parigi, 1703-1739.
- (LA) Ferdinando Ughelli, Italia Sacra, Vol.I, Seconda edizione, Venezia, Sebastiano Coleti, 1717.
- (LA, IT) Pierluigi Galletti, Vat.Lat.7865 (Silloge degli scritti dell'abate Galletti su Farfa e San Salvatore Maggiore), Biblioteca Vaticana, 1724-1790.
- Gaetano Moroni, Indice - Salvatore SS. Maggiore, badia di Sabina, in Dizionario di erudizione storico-ecclesiastica, vol. 108, Venezia, Tipografia Emiliana, 1879,  pp. 541-542.
- Gaetano Moroni, Farfa, in Dizionario di erudizione storico-ecclesiastica, vol. 23, Venezia, Tipografia Emiliana, 1843.
- Gaetano Moroni, Sabina, in Dizionario di erudizione storico-ecclesiastica, vol. 60, Venezia, Tipografia Emiliana, 1853,  pp. 9-95.
- (LA) Paul Fridolin Kehr, Italia Pontificia, IV, Berlino, Weidmannsche Verlagsbuchhandlung, 1909,  pp. 24-26.
- (FR) Laurent-Henri Cottineau, Répertoire topobibliographique des abbayes et prieurés, Vol.2, Mâcon, Protat Frères, 1935–1939,  p. 2875.

### Sinodi diocesani dell'abbazia e documenti pontifici
- (LA) Bernardinus Manassus Tiphernate, Constitutiones synodales insignium abbatiarum B. Mariae Farfensis et S. Salvatoris Maioris edita in primo Synodo habita anno Domini 1604 die XX Iunii, Roma, Aloisium Zannettum, 1604.
- (LA) Dominicus Antonius Hercules, Synodus dioecesana insignium abbatiarum S. Mariae Farfensis et S.Salvatoris Maioris Ord. S.Benedicti celebrata per Carolum Barberinum anno Domini 1685, Roma, 1686.
- (LA) Dominicus Antonius Hercules, Bolla Singulari diligentia, in Synodus dioecesana insignium abbatiarum S. Mariae Farfensis et S.Salvatoris Maioris Ord. S.Benedicti celebrata per Carolum Barberinum anno Domini 1685, Roma, 1686,  pp. 999-1023.
- (LA) Dominicus Antonius Hercules, Costituzioni e tasse da osservarsi dagl'offiziali e ministri del Tribunale ecclesiastico dell'insigni abbazie di S. Maria di Farfa e di S. Salvatore Maggiore, Roma, 1688.
- (LA) Antonius Lantes, Synodus dioecesana in ecclesia S. Mariae Farfensis celebravit diebus X, XI, XII mensis Maii anno 1789., Roma, Tipografia Salomoniana, 1789.
- Pio XI, In altis Sabinae montibus (PDF), in Acta Apostolicae Sedis, Vol.XVIII, Roma, 1926,  pp. 34-35.

### Fonti principali

#### Monografie sull'abbazia di San Salvatore Maggiore
- Paolo Desanctis, Notizie storiche del monastero di S. Salvator Maggiore e del Seminario di Rieti, Rieti, Trinchi, 1884.
- Ildefonso Schuster, Il monastero imperiale del Salvatore sul monte Letenano, in Archivio della Reale Società Romana di Storia Patria, Archivio della Reale Società Romana di Storia Patria, vol. 37, Roma, Archivio Romano di Storia Patria, 1914,  pp. 393-452.
- M. G. Fiore, S. Salvatore Maggiore di Concerviano (Rieti), in Archeologia Laziale, VIII, Roma, Consiglio Nazionale delle Ricerche, 1986,  pp. 376-383.
- M. D’Agostino e M. G. Fiore, Il monastero imperiale di S. Salvatore Maggiore: nuove problematiche e prospettive di ricerca, in Il territorio, n. 3, 1987,  pp. 3-30.
- Giuseppe Chisari e Carlo De Paolis, L’Abbazia di San Salvatore Maggiore, in “Tra le abbazie del Lazio”, in Renato Lefevre (a cura di), Lunario Romano, XVII, Roma, F.lli Palombi Editori, 1988,  pp. 111-126, ISSN 8876212035 (WC · ACNP).
- Giovanni Maceroni e Anna Maria Tassi, L'Abbazia di S. Salvator Maggiore e la Massa Torana: ristampa delle opere di Paolo Desanctis e di Ildefonso Schuster, Teramo, Eco Editore, 1989.
- Donatella Fiorani, S. Salvatore Maggiore sul Letenano: nascita, trasformazioni e decadenza di un’abbazia imperiale, in Palladio, vol. 22, Roma, Istituto Poligrafico Zecca Stato, 1993,  pp. 17-36, ISSN ISSN=0031-0379 (WC · ACNP).
- Giovanni Rampazzi, Atto d'Enfiteusi dell'Abate Gentile di S. Salvatore Maggiore - Redatto dal Notaio Rainerio di Terni nella chiesa del Monastero il 15 dicembre del 1185, in Fidelis Amatrix, n. 14, Roma, Associazione culturale Cola dell'Amatrice, Novembre-Dicembre 2005,  pp. 18-19.
- Ileana Tozzi, L'abbazia di San Salvatore Maggiore e il paesaggio religioso della Massa Torana, a cura di Maria Grazia di Mario, Rieti, Angelo Di Mario aps, 2023, ISBN 1221049828.

#### Sulle dipendenze di San Salvatore Maggiore
- Martina Cameli, Prime note sulle dipendenze di S. Salvatore Maggiore di Rieti nella Marca meridionale, in Benedectina, n. 49, Abbazia S. Maria del Monte - Cesena, Centro Storico Benedettino Italiano, 2002,  pp. 329-360.
- Maurizio D'Antonio, Abbazie benedettine in Abruzzo, Carsa, 2003,  pp. 96 e segg., ISBN 9788850100484.

#### Sul governo dell'abbazia e dei suoi castelli
- Bernardino Tofani, Longone di S. Salvator Maggiore nel Gastaldato di Rieti e nella Massa Torana, Rieti, Comunità montana del Turano, 1988.
- Paolo Maglioni, Storie inedite di Castelli Antichi: Roccaranieri, Longone Sabino, Fassinoro, San Silvestro, Rieti, Arti Grafiche Nobili Sud, 1994.
- Vincenzo Di Flavio, Gli statuta del XV secolo dell'abbazia di San Salvatore Maggiore (PDF), in Archivio della Società Romana di Storia Patria, vol. 129, Roma, Società Romana di Storia Patria, 2006,  pp. 125-162.

#### Articoli sul governo dei Barberini durante il periodo della commenda abbaziale
- Adolph S. Cavallo, Notes on the Barberini Tapestry Manufactory at Rome, in Bulletin of the Museum of Fine Arts, vol. 55, n. 299, Boston, Museum of Fine Arts, 1957,  pp. 16-26.
- Giovan Battista Fidanza, Prints as communication of power: Cardinal Carlo Barberini and the synods of his abbeys (abstract), in Renaissaince Studies, vol. 35, n. 2, 19 febbraio 2020,  pp. 255-286.
- Maria Gemma Paviolo, I Testamenti dei Cardinali - Carlo Barberini (1630-1704), Lulu.com, 2013,  pp. 62-64, ISBN 978-1-291-35645-8.

#### Sul restauro del complesso abbaziale
- Giuseppe Tosti, San Salvatore Maggiore a Concerviano (RI), in Giovanni Carbonara (a cura di), Trattato di Restauro Architettonico, Vol. III, Torino, UTET, 1996, ISBN 8802046697.
- Donatella Fiorani, Giancarlo Palmerio, Amedeo Riccini, San Salvatore Maggiore sul monte Letenano a Concerviano. Restauro dell'abbazia imperiale, Roma, Gangemi, 2010, ISBN 88-49-21983-0.
- Giovanni Carbonara, Succisa virescit. Dopo il terremoto: radici storiche e ricostruzione, in Chiara L.M. Occelli e Irene Ruiz Bazàn (a cura di), La Parola e La Cosa - Doppi sguardi sul progetto di restauro, collana Pristina Servare, vol. 20, Firenze, Altralinea Edizioni, 2023,  p. 104.
«[...] Notevole è anche il caso dell’abbazia di San Salvatore Maggiore a Concerviano, nell’Alto Lazio, risalente all’XI secolo. Qui l’ingegnere Giuseppe Tosti, un ottimo strutturista allievo di Sisto Mastrodicasa, l’inventore della "teoria della fatiscenza muraria", anticipazione dei principi del moderno consolidamento già negli scorsi anni quaranta, ha reintegrato in piena sicurezza ed in parte ricostruito, per potergli garantire una funzione, e quindi la vita futura, un antico, abbandonato complesso monastico e la sua chiesa. I muri si presentavano come quelli scossi dai terremoti che sono stati mostrati all’inizio eppure, volendolo, in questo caso si è riusciti a costruire nuovamente sui resti antichi, pur con tutte le necessarie accortezze, fino a poter restituire volte e tetti. Il punto è che lo si è ‘voluto’ fare perché il monumento è stato riconosciuto nel suo valore»

### Fonti ulteriori
- Francesco Paolo Sperandio, Capitolo VIII - Della Diocesi di Sabina e della Badia di Farfa - 7. Farfa, in Sabina sacra e profana, antica e moderna, Roma, 1790,  pp. 143-149.
- Giuseppe Marocco, Abbazia di San Salvatore Maggiore, in Monumenti dello Stato pontificio e relazione topografica di ogni paese, III, Berlino, Archivio Romano di Storia Patria, 1833,  pp. 87-91.
- Luigi Lambruschini, Regole pel seminario abbaziale de' chierici delle due abbazie unite di Santa Maria di Farfa e di San Salvatore Maggiore pubblicate nel tempo della sacra visita dall'e.mo e r.mo signor cardinale Luigi Lambruschini, Roma, Coi Tipi Vaticani, 1835.
- Gaetano Moroni, Rieti, in Dizionario di erudizione storico-ecclesiastica, vol. 54, Venezia, Tipografia Emiliana, 1852,  pp. 210-238.
- Sebastiano Marchesi, Compendio Storico di Cittaducale (dall'origine al 1592), Rieti, Tipografia Trinchi, 1875.
- Michele Michaeli, Anno 872, in Memorie storiche della città di Rieti e dei paesi circostanti dall'origine all'anno 1560, Rieti, 1898.
- Niccolò Persichetti, Alla Ricerca della Via Caecilia, in Bullettino dell'Imperiale Istituto Archeologico Germanico - Sezione romana, XIII, Rom, Loescher & Co, 1898,  pp. 193-220.
- Domenico Lugini, Parte Seconda - Il popolo Equicolo dalla caduta dell’Impero Romano fino all’invasione dei Repubblicani francesi nel Regno di Napoli (1798), in Memorie storiche della Regione Equicola, ora Cicolano, Rieti, Tipografia Petrongari Pietro, 1907.
- Ildefonso Schuster, Il monastero del Salvatore e gli antichi possedimenti farfensi nella Massa Torana, in Archivio della Reale Società Romana di Storia Patria, vol. 41, Roma, Archivio Romano di Storia Patria, 1918,  pp. 5-58.
- Giulio Silvestrelli, Città, castelli e terre della Regione romana, Vol. 2, 2ª edizione, Roma, Istituto Nazionale di Studi Romani, 1940,  pp. 475-477.
- Tersilio Leggio, I conti di Cunio e la Sabina. Un problema tra storiografia e storia (PDF), in Studi Romagnoli, Anno XLI, Cesena, Stilgraf, 1990,  p. 349.
- (DE) Matthias Exner, Ottonische Herrscher als Auftraggeber im Bereich der Wandmalerei, in Vorträge und Forschungen: Herrschaftsrepräsentation im ottonischen Sachsen, Bd.46, 1998, DOI:10.11588/vuf.1981.0.15077.
- Carlo Grappa, Sabina sacra e civile - Abbazie, castelli, chiese, palazzi, rocche e santuari situati nel territorio della provincia di Rieti, 2013.
- Tersilio Leggio, La Sabina e il Reatino. Un mosaico di signorie rurali (PDF), in La signoria rurale nel Lazio tardomedievale, Universitalia, 2022,  pp. 91-164, ISBN 978-88-3293-582-0.

#### Contesto storico
- (EN) Robert Brentano, A new world in a small place. Church and religion in the diocese of Rieti, 1188-1378, Los Angeles, University of California Press, 1994, ISBN 9780520080768.
- Andrea Staffa, L’incastellamento nella valle del Turano (secc. X-XII), in Une région frontalière au Moyen Âge. Les vallées du Turano et du Salto entre Sabine et Abruzzes, Publications de l'École française de Rome, vol. 263, Roma, École Française de Rome, 2000,  pp. 167-207.
- Maria-Teresa Caciorgna, Confini e giurisdizioni tra Stato della Chiesa e Regno, in Une région frontalière au Moyen Âge. Les vallées du Turano et du Salto entre Sabine et Abruzzes, Publications de l'École française de Rome, vol. 263, Roma, École Française de Rome, 2000,  pp. 167-207.
- (FR) Étienne Hubert, Chapitre 9. Le second « incastellamento » - I - La Costitution de la frontière terrestre du Royame de Sicile et ses répercussions locales - C - La Sabine et le Réatin entre papes et empereurs, in L'"incastellamento" en Italie Centrale. Pouvoirs, territoire et peuplement dans la vallée du Turano au Moyen Âge, collana Bibliothèque des Écoles françaises d’Athènes et de Rome Rome, Rome, Publications de l’École française de Rome, 2002, ISBN 9782728306282.
- (EN) Caroline P. Murphy, The Pope's Daughter: The Extraordinary Life of Felice della Rovere, New York, Oxford University Press, 2005, ISBN 978-0-19-518268-2.
- Tersilio Leggio, Abbazie benedettine, vescovi, aristocrazie locali e santità nell’Italia centro-occidentale appenninica (secc. XI-XIV). Alcune considerazioni, in Sanctorum, 7, Omaggio all’Abruzzo, Roma, Viella Libreria Editrice, 2010,  pp. 83-100.

#### Romanzi ambientati nell'abbazia e nei suoi dintorni
- Luciano Tribiani, L'enigma dell'abbazia, Book Sprint Edizioni, 2022, ISBN 8824982557.
- Marcello Pulerà, Mondi che si incontrano, Youcanprint, 2022, ISBN 9791221413694.